# Les Grandes Espérances
Pour les articles homonymes, voir Les Grandes Espérances (homonymie).
Vous lisez un « article de qualité » labellisé en 2012.  Il fait partie d'un « thème de qualité ».
Les Grandes Espérances ou De grandes espérances (en anglais Great Expectations) est le treizième roman de Charles Dickens, le deuxième, après David Copperfield, à être raconté entièrement à la première personne par le protagoniste lui-même, Philip Pirrip, dit Pip. Le sujet principal en est la vie et les aventures d'un jeune orphelin jusqu'à sa maturité. D'abord publié en feuilleton de décembre 1860 à août 1861 dans le magazine de Dickens All the Year Round, il paraît ensuite en trois volumes chez Chapman and Hall en octobre 1861.
Conçu pour être deux fois plus long, le roman doit son format à des contraintes de gestion affectant la revue à laquelle il est confié. Ramassé et dense, avec une économie de moyens inhabituelle chez Dickens, il représente, par l'équilibre de sa structure, la perfection de son déroulement et l'aboutissement des intrigues, l'apogée de la maturité de son auteur. Il se situe dans la dernière partie de sa carrière, « l'après-midi de sa vie et de sa gloire » (the afternoon of his life and glory) selon G. K. Chesterton, et après lui, seul à être complet, ne paraît que L'Ami commun.
L'histoire commence vers 1812, comme la prime enfance de Dickens passée dans le même comté rural du Kent, pour se terminer vers 1846. D'emblée, le lecteur est « régalé » (treated) par la terrifiante rencontre entre le héros et le forçat évadé Abel Magwitch ; Great Expectations est un livre violent, marqué par des images extrêmes, la pauvreté, les pontons (bateaux-prisons) (hulks), les entraves et les chaînes, les luttes à mort. Il associe donc une intrigue nourrie de rebondissements imprévus à une posture autobiographique comprenant différentes tonalités de remémoration, et, indépendamment de sa technique narrative, il reflète sinon les événements de la vie, du moins les préoccupations de l'auteur, et surtout sa conception de la société et de l'homme.
Les Grandes Espérances présente une panoplie de personnages hauts en couleur, qui sont restés dans la conscience populaire : l'implacable Miss Havisham et Estella à la beauté glacée ; Joe le forgeron tout de raison et de bonté ; l'oncle Pumblechook, à la fois débonnaire et desséché ; la figure coupante de l'avoué Jaggers ; celle, à deux facettes, de son double opposé Wemmick ; l'ami disert et sage Herbert Pocket.
En un long et convulsif processus de changement, les thèmes conflictuels, classiques chez Dickens, de la richesse et de la pauvreté, de l'amour et du rejet, du snobisme et de l'amertume, finissent par céder peu ou prou le pas au pouvoir de la bonté et à sa victoire sur les forces de l'obscurantisme et du mal.
Les critiques sont partagées à la parution : Carlyle parle de « cette loufoquerie de Pip » (all that Pip's nonsense), alors que G. B. Shaw loue un « bel ensemble sonnant juste de bout en bout » (all of one piece and consistently truthfull). Dickens, lui, a le sentiment qu'il s'agit d'une de ses meilleures œuvres, dont il aime l'idée, « une très belle idée » (a very fine idea), et la réalisation, et il se montre très sensible aux compliments de ses amis : « Bulwer-Lytton, écrit-il, est on ne peut plus entiché du livre » (Bulwer is so strongly taken with the book).
De fait, très populaire et traduit dans de nombreux pays, il connaît plusieurs adaptations cinématographiques et inspire différents créateurs.

## Genèse du roman

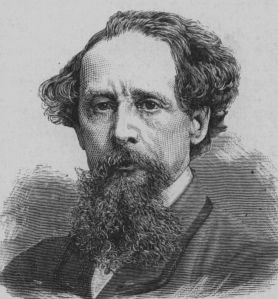
Charles Dickens, vers 1860.

Alors qu'il commence Great Expectations, Dickens est pris dans un tourbillon de lectures publiques le conduisant de ville en ville à travers le royaume. À la fois débordant d'énergie et épuisé, grandiose et mesquin, conventionnel et excentrique, sortant tout juste d'une crise personnelle majeure, gardant secrète une liaison amoureuse avec une très jeune femme, il y a quelque chose d'immense, voire de démesuré en lui : vaste demeure, vaste famille, vastes amours, haines puissantes, popularité universelle.
Pourtant, les débuts de Great Expectations n'ont rien de glorieux, artistiquement parlant, du fait que l'idée du roman va se heurter à des circonstances économiques qui en dictent la conception et la réalisation.

### Prémices
Dans son carnet pense-bête (Book of Memoranda) commencé en 1855, Dickens écrit des noms pour d'éventuels personnages : Magwitch, Provis, Clarriker, Compey, Pumblechook, Horlick, Gargery, Wopsle, Skiffins, dont certains seront des familiers de Great Expectations. S'y trouve également une référence à un « homme qui sait » (knowing man), peut-être une esquisse du futur Bentley Drummle ; une autre évoque une maison pleine de « flagorneurs et charlatans » (Toadies and Humbugs) préfigurant les visiteurs de Satis House au chapitre 11,. De plus, Margaret Cardwell suppute une première « prémonition » de Great Expectations dans une lettre de Dickens adressée à W. H. Wills le 25 novembre 1855, dans laquelle il parle de recycler une « idée bizarre » (odd idea) destinée au numéro spécial de Noël, « Maison à louer » (A House to Let), en un « pivot » autour duquel « tournera [son] prochain livre » (the pivot round which my next book shall revolve),. L'idée « bizarre » concerne quelqu'un, prématurément dégoûté du monde, qui « se retire dans une vieille demeure isolée […], se gardant de tout contact avec l'extérieur » (« retires to an old lonely house […] resolved to shut out the world and hold no communion with it ».
Le 8 août 1860, Dickens, dans une lettre au comte Carlisle, fait état de son agitation, celle-là même qui l'habite chaque fois que se prépare un nouveau livre. Un mois plus tard, il écrit à Forster qu'il vient d'avoir une nouvelle idée.

### Une «bien belle idée» (Charles Dickens)

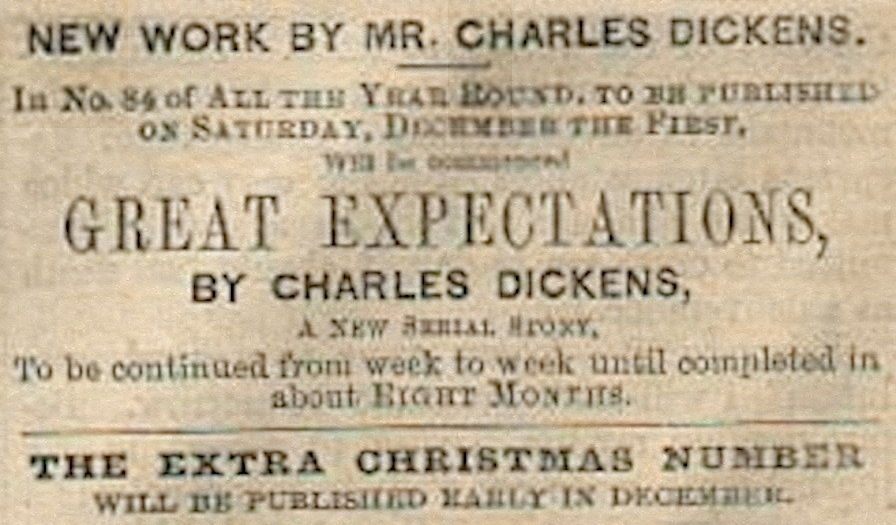
Publicité pour Great Expectations dans All the Year Round.

En effet, Dickens est content de lui, car, écrit-il, c'est « une bien belle idée, à la fois novatrice et grotesque » (« such a very fine, new and grotesque idea ») : écrire une histoire courte, « une petite chose » (a little piece) à la fois tragi-comique et grotesque (grotesque tragi-comic conception), une nouvelle donc, avec un très jeune héros qui devient l'ami d'un forçat évadé ; ce dernier fait fortune en Australie et lui lègue ses biens, mais en demeurant anonyme. À la fin, l'argent est perdu car il est confisqué par la Couronne. En somme, l'axe Pip-Magwitch est posé, mais sans Miss Havisham ni Estella, ni aucun des personnages ultérieurement greffés, ce que confirme Forster dans sa biographie : là se trouve « le germe de la relation entre Pip et Magwitch, qu'il entend servir de base à une histoire selon l'ancienne formule des vingt numéros » (« was the germ of Pip and Magwitch, which at first he intended to make the groundwork of a tale in the old twenty-number form »).
De fait, l'idée s'est étoffée, les ambitions de l'auteur aussi, et Dickens commence la rédaction. Bientôt, cependant, dès septembre, les choses se gâtent : l'hebdomadaire All the Year Round voit ses ventes chuter à l'automne, sa publication phare, The Day's Ride de Charles Lever, décourageant le public de façon alarmante. « J'ai réuni un conseil de guerre » (« I called a council of war »), explique Dickens : lui seul, le « Chef » (The Chief), comme disent ses collaborateurs, peut sauver la situation, et il faut faire vite ; il lui faut « frapper un grand coup » (« the one thing to be done was for me to strike in »). La « bien belle idée » s'adapte à son prochain support : publications hebdomadaires, cinq cents pages, à peine plus d'une seule année (1860-1861), trente-six épisodes, à commencer le 1er décembre. Le roman de Lever est poursuivi jusqu'à son terme (23 mars 1861), mais passe au second plan. Aussitôt, les ventes reprennent et la critique réagit bien, le Times donnant le ton : « Notre Dickens nous comble en cette œuvre d'encore plus de merveilles qu'il ne l'a fait depuis longtemps » (« Our Dickens has in the present work given us more of his earlier fancies than we have had for years »).
Comme toujours lorsqu'il manque d'espace, Dickens, dont la santé, en outre, n'est pas au mieux, se sent à la peine : « Planifier de semaine en semaine s'est avéré incroyablement difficile » (« The planning out from week to week was unimaginably difficult »), mais il avance d'un pas sûr. Il pense avoir trouvé « un bon titre » (a good name), « utilise la première personne partout » (throughout), trouve le début « on ne peut plus bouffon » (excessively droll) : « J'ai mis un enfant et un bon bougre idiot dans une relation qui me paraît très drôle » (« I have put a child and a good-natured foolish man, in relations that seem to me very funny »). Quatre épisodes hebdomadaires sont ainsi « sortis du moulin » (ground off the wheel) en octobre, et, à part une allusion à l'« esclavage » (bondage) de sa lourde tâche, les mois défilent sans les cris d'angoisse ponctuant d'habitude la rédaction des romans. Il ne se sert même pas de ses Number Plans, ses Mems ; quelques notes seulement avec l'âge des personnages, les coefficients de marée pour le chapitre 54, une ébauche de conclusion. À Mary Boyle, il écrit fin décembre que « Great Expectations est un franc succès et universellement apprécié » (« Great Expectations [is] a very great success and universally liked »).

### Les derniers pas et une soudaine décision

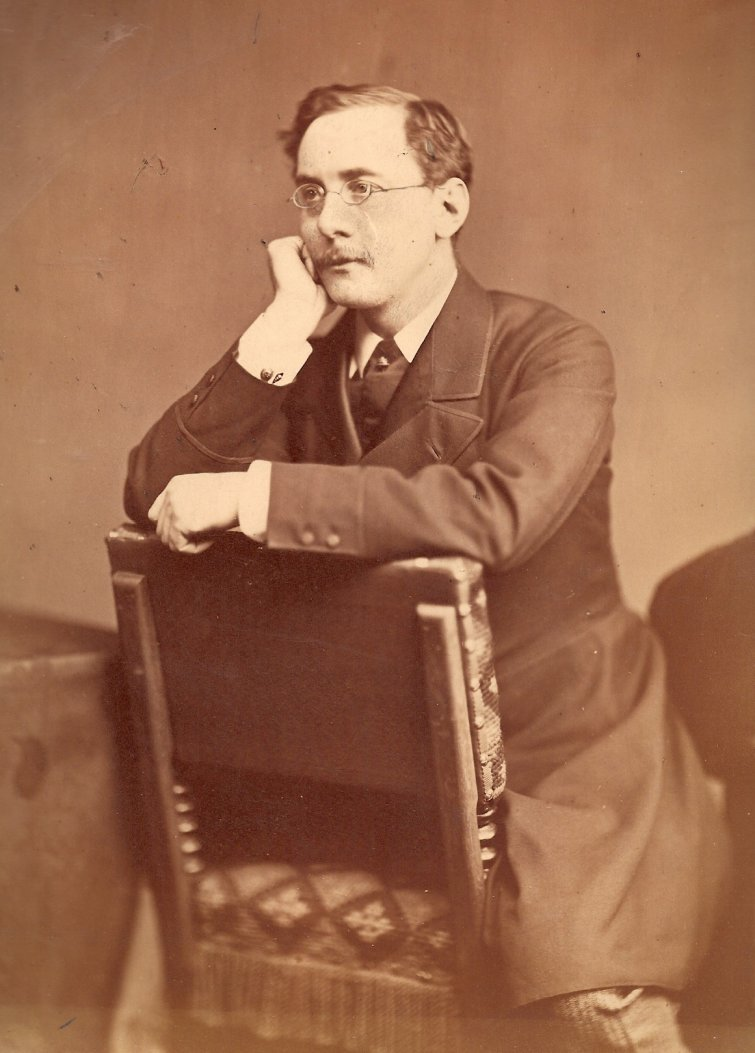
Charley Dickens (en 1874), peut-être le modèle de Herbert Pocket.

#### Ultime mise au point
Six lectures publiques sont données du 14 mars au 18 avril, et, en mai, Dickens prend quelques jours de vacances à Douvres. La veille de son départ, il emmène huit ou neuf amis avec trois ou quatre membres de sa famille pour une excursion en vapeur de Blackwall à Southend ; apparemment destinée au plaisir, la mini-croisière est en fait une séance de travail : Dickens scrute les rives du fleuve en préparation du chapitre consacré à la tentative d'évasion de Magwitch. Une seule révision importante est ensuite apportée : la présentation de Herbert Pocket et de sa famille est modifiée, sans doute, pense Margaret Cardwell, pour qu'il ressemble davantage à son propre fils Charley. Le 11 juin, Dickens écrit à Macready que Great Expectations est terminé et, le 15, il demande à l'éditeur d'en préparer la publication.

#### Soudain, une deuxième conclusion
Une semaine plus tard, Dickens procède à la révision la plus drastique de toute sa carrière : sur le conseil de Bulwer-Lytton, il supprime sa conclusion et la remplace par une autre. La première n'a rien d'heureux : un brève vision d'Estella à Londres, veuve de Bentley Drummle, plutôt morose dans un second mariage et vivotant précairement, et d'un Pip voué au célibat. Cette fin a toujours plu à Dickens par son originalité : « l'épilogue, écrit-il, s'éloigne de tous les sentiers battus » (« [the] winding up will be away from all such things as they conventionally go »),. Dans la version revue et corrigée, Pip et Estella se rencontrent sur les ruines fumantes de Satis House où ils se jurent une éternelle amitié, Pip supputant « la possibilité » qu'il « ne sera pas séparé d'elle » (« the shadow of no parting from her »), ce qui est encore changé pour l'édition de 1863 en « j’entrevis l’espérance de ne plus me séparer d’Estelle » (« I saw no shadow of another parting from her »).
Dans une lettre à Forster, Dickens s'est expliqué sur sa soudaine décision : « Vous serez surpris d'apprendre que j'ai changé la fin de Great Expectations à partir du retour de Pip chez Joe. Bulwer, qui, comme vous le savez, s'est vraiment entiché de ce livre, a plaidé cette cause avec tant de conviction après avoir relu les épreuves, que je me suis résolu à la modification […]  J'ai commis un aussi joli petit morceau que possible et je suis bien d'accord que l'histoire y gagne en crédibilité » (« You will be surprised to hear that I have changed the end of Great Expectations from and after Pip's return to Joe's […] Bulwer, who has been, as I think you know, extraordinarily taken with the book, strongly urged it upon me, after reading the proofs, with such good reasons that I have resolved to make the change […]. I have put in as pretty a piece of writing as I could, and I have no doubt the story will be more acceptable through the alteration »).
Pourquoi cette substitution ? D'une conclusion pessimiste, le roman passe à une autre qui le paraît à peine moins. Que Pip et Estella ne soient point ou plus séparés n'est qu'un pressentiment de Pip ; le narrateur, qui se sert ici d'une litote (littéralement, « pas l'ombre d'une autre séparation » [no shadow of another parting]), n'évoque pas de réunion, a fortiori d'union. Pourtant, ajoute Earle Davis, onze années ont passé, et il est sans doute moralement acceptable que Pip entrevoie une récompense après avoir mûri en caractère, et « peut-être Estella a-t-elle aussi eu le temps de changer » (« eleven years might change Estella too »).
Earle Davis, reprenant Forster selon qui la deuxième version est « plus cohérente » (more consistent) et « plus naturelle » (more natural),, ajoute que la conclusion est bien reçue par le public. Gissing cependant regrette ce changement : « drôle d'idée qu'a eue là Dickens » (« a strange thing, indeed, to befall Dickens » ; uniquement dû, selon lui, à la déférence envers Bulwer-Lytton, il le juge totalement incongru, nuisant au mécanisme du roman qui, sans cela, serait presque parfait,.
À l'inverse, John Hillis-Miller, estimant que la personnalité de Dickens est si affirmée que l'influence de Bulwer-Lytton n'a pu qu'être minime, y voit une ouverture bienvenue : « Les brumes de l'entichement se sont dissipées, écrit-il, ils [Pip et Estella] peuvent être unis » (« The mists of infatuation have cleared away, they can be joined »). Earle Davis note que G. B. Shaw publie le roman en 1937 pour The Limited Editions Club avec la première conclusion, et que The Rhinehart Edition de 1979 présente les deux versions,,.

### Contrat, texte et parution
L'absence de contrat
Dickens et Wills étant les copropriétaires de All the Year Round, l'un à 75 %, l'autre à 25, Dickens est son propre éditeur et ne requiert pas de contrat si l'œuvre est de sa plume. Bien que destiné à une parution hebdomadaire, le manuscrit est divisé en neuf sections mensuelles, avec une nouvelle pagination pour chacune. Le roman est publié dans le Harper's Weekly du 24 novembre 1860 au 5 août 1861, et dans All the Year Round du 1er décembre 1860 au 3 août 1861. Harper's aurait payé 1 000 £ de droits. D'autre part, Dickens s'est réjoui d'un contrat signé avec Tauchnitz le 4 janvier 1861 pour une parution en anglais destinée au public du continent.
Les différentes éditions
Robert L. Patten signale quatre éditions américaines en 1861 et voit dans la prolifération des éditions tant en Europe qu'outre-Atlantique « un témoignage extraordinaire » (extraordinary testimony) de la popularité de Great Expectations. Chapman and Hall réalise la première édition en trois volumes dès 1861, que suivent cinq réimpressions entre le 6 juillet et le 30 octobre, enfin une édition en un seul volume en 1862. L'édition dite « bon marché » paraît en 1863, celle dite « de bibliothèque » (Library Edition) en 1864 et l'édition dite « Charles Dickens » en 1868. À cette liste, Paul Schlicke ajoute deux éditions lui paraissant particulièrement « érudites et méticuleuses » (two meticulous scholarly editions), celle que conduit Margaret Cardwell chez Clarendon Press en 1993 et celle de Edgar Rosenberg chez Norton en 1999.
Calendrier des premières parutions
| Partie | Date                           | Chapitres |
| ------ | ------------------------------ | --------- |
| 1-5    | 1, 8, 15, 22, 29 décembre 1860 | (1-8)     |
| 6-9    | 5, 12, 19, 26 janvier 1861     | (9-15)    |
| 10-12  | 2, 9, 23 février 1861          | 16-21)    |
| 13-17  | 2, 9, 16, 23, 30 mars 1861     | (22-29)   |
| 18-21  | 6, 13, 20, 27 avril 1861       | (30-37)   |
| 22-25  | 4, 11, 18, 25 mai 1861         | (38-42)   |
| 26-30  | 1, 8 15, 22 29 juin 1861       | (43-52)   |
| 31-34  | 6, 13, 20, 27 juillet 1861     | (53-57)   |
| 35     | 3 août 1861                    | (58-59)   |

## Illustrations
Les publications du Harper's Weekly s'accompagnent de quarante illustrations réalisées par John McLenan ; celles de All the Year Round, en revanche, et c'est la première et seule fois chez Dickens, n'en comportent aucune. En 1862, cependant, Marcus Stone (1840-1921), voisin et fils d'un vieil ami lui-même peintre, Frank Stone, est invité à réaliser huit gravures sur bois pour l'édition dite « de bibliothèque ». D'après Paul Schlicke, ces illustrations restent médiocres ; pourtant, Stone est appelé à récidiver pour L'Ami commun et ses dessins sont repris dans l'édition « Charles Dickens ». Plus tard, Henry Mathew Brock (1875-1960) a lui aussi illustré Great Expectations, ainsi, d'ailleurs, qu'Un chant de Noël (1935), de même que d'autres dessinateurs ou peintres, tels John McLenan, F. A. Fraser ou Harry Furniss.

## Accueil
Robert L. Patten calcule que All the Year Round vend 100 000 exemplaires de Great Expectations chaque semaine, et Mudie, le géant des bibliothèques commerciales de prêt (circulating libraries), qui en achète 1 400, ajoute que chaque numéro est lu par au moins trente personnes. L'intrigue dramatique mise à part, c'est l'humour dickensien qui séduit surtout le public : d'ailleurs, l'auteur en est bien conscient qui écrit à Forster dès octobre 1860 qu'il « n'aura pas à se plaindre du manque d'humour comme dans Le Conte de deux cités », ce que Forster corrobore sans réserve lorsqu'il juge qu'en effet, « l'humour de Dickens, pas moins que sa puissance créatrice, était à son plus haut dans ce livre » (« Dickens's humour, not less than his creative power, was at its best in this book »). De plus, selon Paul Schlicke, les lecteurs y trouvent le meilleur de son ancienne et de sa nouvelle manière.
Toutes les critiques ne sont pas favorables : celle de Margaret Oliphant, par exemple, dans son compte-rendu paru dans Blackwood's de mai 1862, vilipende le roman sans appel. Dans l'ensemble, cependant, le livre a été presque universellement acclamé comme l'une des plus belles réussites de Dickens, quoique pour des raisons parfois opposées : ainsi, G. K. Chesterton s'intéresse plutôt à son « optimisme », tandis qu'Edmung WIlson en admire le « pessimisme ». Humphry House privilégie en 1941 son contexte social, tandis que, en 1974, J. H. Buckley y voit avant tout un Bildungsroman. John Hillis-Miller écrit en 1958 que Pip est l'archétype même de tous les héros dickensiens, et, en 1970, Q. D. Leavis se demande en un chapitre sans nuance « Comment on doit lire Great Expectations » (How We Must Read Great Expectations). En 1984, Peter Brook, dans la mouvance de Jacques Derrida, en offre une lecture déconstructionniste,. L'analyste le plus profond, selon Paul Schlicke, reste sans doute Julian Moynahan qui, dans un essai de 1964 sondant la culpabilité du héros, fait de Orlick « le double, l'alter ego et le sombre reflet de Pip » ( Pip's double, alter ego and dark mirror image). La longue étude du roman que présente Anny Sadrin en 1988 compte aussi, ajoute-t-il, parmi « les plus remarquables » (the most distinguished).

## Personnages

### Le protagoniste et les siens

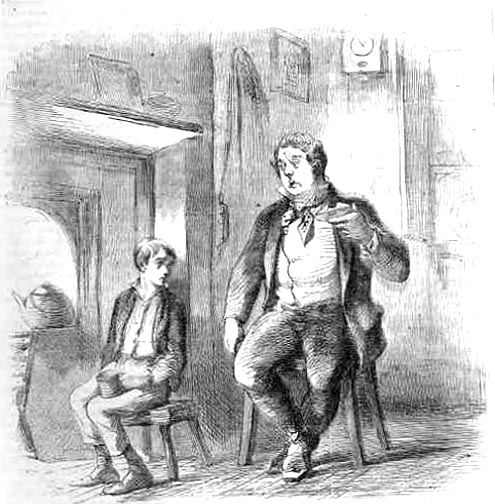
Pip et Joe devant la cheminée, par John McLenan.
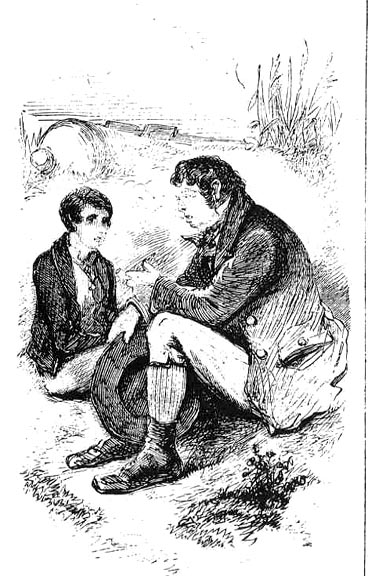
Pip et Joe dans les marais, par John McLenan.
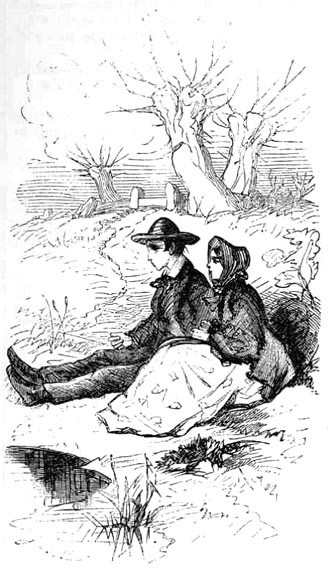
Pip et Biddy dans les marais, par John McLenan.
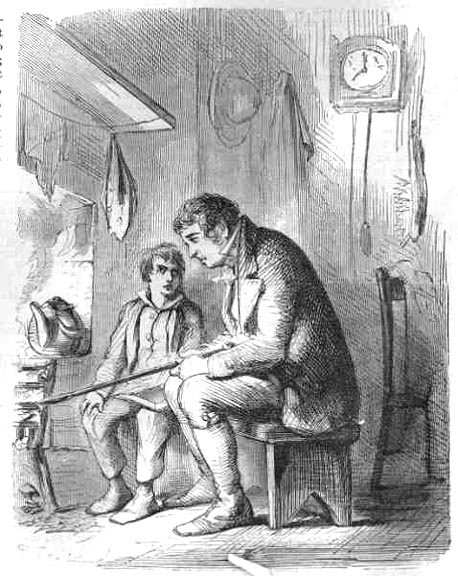
Pip et Joe, durant les colères de Mrs Gargery, par John McLenan.
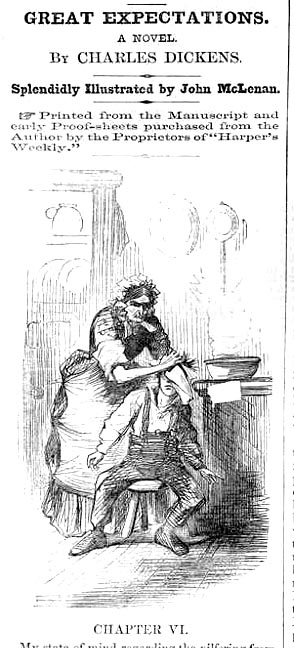
Mrs Joe s'occupe de Pip « à la main ».
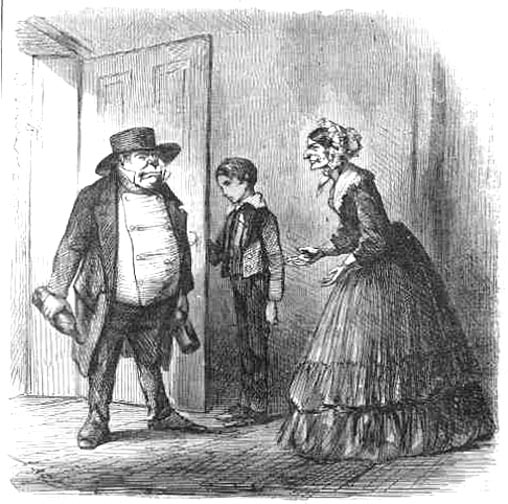
Mr Pumblechook, Pip et Mrs Joe, par John McLenan.

- Philip Pirrip, dit Pip, orphelin, protagoniste et narrateur de Great Expectations. Il a passé son enfance dans l'idée de succéder un jour à son beau-frère Joe Gargery, forgeron au village. Sa vie bascule lorsqu'il est brutalement mis en contact avec Abel Magwitch, forçat évadé, qui subvient anonymement à son éducation. Désormais, Pip est à Londres et acquiert peu à peu le statut de « gentleman », dont il abuse aux dépens de sa propre famille. Persuadé d'être le protégé de l'excentrique Miss Havisham, il doit s'accommoder d'un douloureux échec amoureux et apprendre à respecter son bienfaiteur avant de prétendre à être devenu un authentique homme de bien, ruiné mais honnête et loyal.
- Joe Gargery, forgeron, beau-frère du héros et sa première figure de père. D'une bonté sans faille, malgré sa déception que Pip choisisse la vie londonienne plutôt que sa forge, il va le voir après qu'il a commencé son éducation. La visite lui est pénible : ne sachant plus s'il doit dire « Pip » ou « Monsieur » (Sir), Joe s'en retourne dignement, mais le cœur gros.
- Mrs Joe Gargery, sœur de Pip qu'elle accueille après le décès de leurs parents. Bougonne, acariâtre et parfois méchante, elle rudoie sa famille, se plaint sans cesse du fardeau représenté par sa nouvelle charge élevée « à la main », qu'elle a lourde[N 5],[48]. Brutalement attaquée par Orlick, le journalier de son mari, elle reste infirme jusqu'à la fin de ses jours.
- Mr Pumblechook, oncle de Joe Gargery, célibataire et négociant en blé. En son for intérieur, il n'éprouve que mépris pour Pip et flatte Mrs Gargery sans vergogne, louant sa noblesse d'âme de s'occuper d'un tel chenapan. Comme c'est lui qui organise la première visite de Pip à Miss Havisham, il se vante d'être le grand architecte de sa réussite sociale et se gonfle d'importance. Lorsque Pip finit par le dénoncer comme l'imposteur qu'il est, il réussit à détourner la conversation, mettre l'auditoire de son côté et se faire passer pour un parent vertueux et efficace.

### Miss Havisham et ses familiers

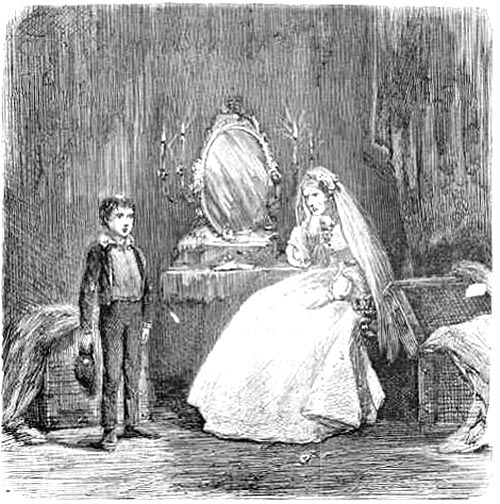
Première visite de Pip à Satis House, par John McLenan.
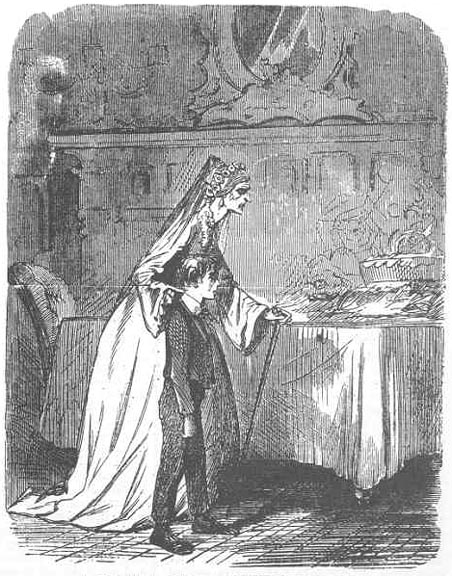
Le gâteau de mariage de Miss Havisham, par John McLenan.
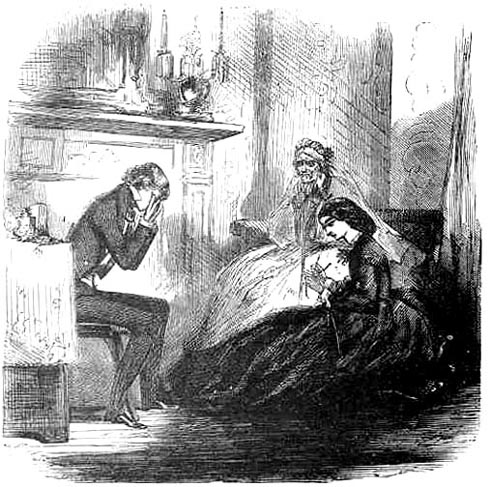
Pip, Estella et Miss Havisham à Satis House, par John McLenan.
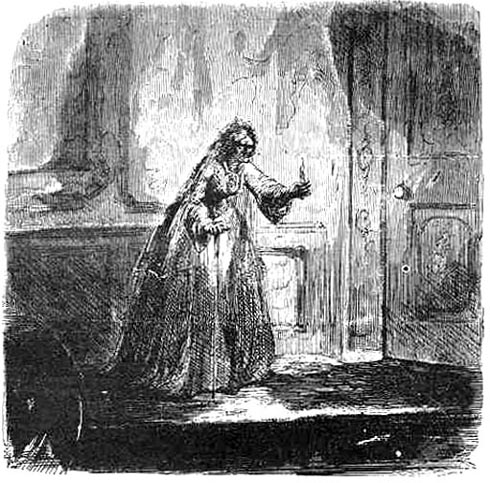
Miss Havisham, la chandelle fatale à la main, par John McLenan.
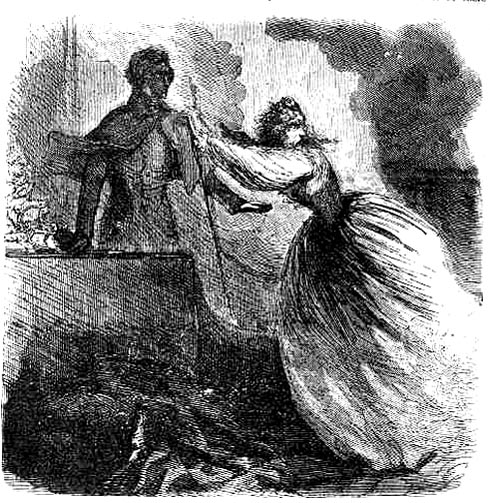
Miss Havisham en feu, par John McLenan.
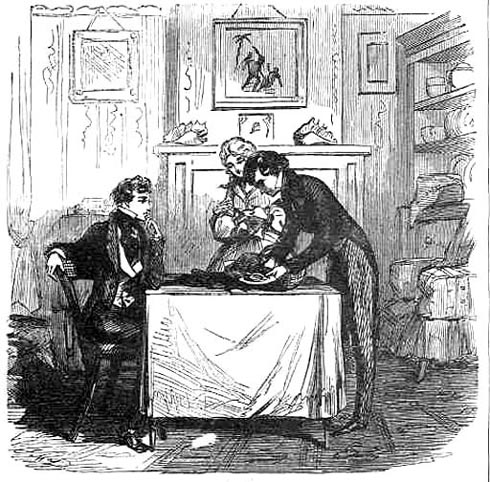
Herbert Pocket et Pip, par John McLenan.

- Miss Havisham, vieille dame fortunée ayant arrêté le temps depuis qu'elle a été abandonnée par son fiancé à l'autel du mariage il y a de nombreuses années. Elle invite Pip sous le prétexte qu'elle a besoin de compagnie et ce dernier la considère comme sa bienfaitrice. Miss Havisham ne le détrompe pas, car l'illusion du jeune garçon l'aide à mettre en œuvre son plan maléfique de briser le cœur des hommes par Estella interposée. Bien plus tard, elle prend conscience de sa faute et lui présente ses excuses. Le jeune homme lui pardonne et la sauve opportunément des flammes lorsque sa robe de mariée prend feu près de la cheminée. Grièvement brûlée, cependant, elle meurt bientôt de ses blessures.
- Estella, fille adoptive de Miss Havisham, beauté suprême au nom d'étoile et au cœur de glace, dont Pip s'éprend passionnément au premier regard, passion qui l'accompagne tout au long du roman. En réalité, mais cela, le lecteur, comme le protagoniste, l'apprend au dernier moment, elle est le fruit des amours illicites d'Abel Magwitch et de Molly, la gouvernante de Jaggers, et elle a dû être adoptée après la condamnation de sa mère pour meurtre. Aux yeux de Pip, Estella représente tout ce à quoi il aspire, un monde de beauté, de richesse et de culture. Cependant, privée de tout sentiment par l'éducation qu'elle a reçue de Miss Havisham, Estella est incapable d'aimer, ce dont elle avertit Pip en de multiples occasions et qu'il refuse de croire ou d'accepter.
- Matthew Pocket, membre de la famille Pocket, cousin de Miss Havisham et présumé héritier de ses biens. Matthew est le patriarche de la famille, l'un des seuls à ne rien convoiter pour lui-même. Sa maisonnée comprend neuf enfants, deux nounous, une gouvernante, une cuisinière et une jolie épouse incapable. Matthew enseigne à de jeunes messieurs, dont Bentley Drummle, Pip et son propre fils Herbert, qui vivent tous sous son toit.
- Herbert Pocket, fils de Matthew Pocket, il rencontre Pip enfant lorsque ce dernier effectue sa première visite à Satis House, et est décrit comme un « jeune gentleman pâle » (« pale young gentleman »). C'est lui qui défie Pip à la boxe et qui, ensuite, devient son précepteur en bonnes manières à Londres où les deux jeunes gens partagent un appartement. Ami fidèle, il est toujours présent dans les moments difficiles comme dans la joie.
- Cousin Raymond, cousin âgé de Miss Havisham, vivant sur sa propriété et s'intéressant essentiellement à son héritage.
- Georgiana, cousine âgée de Miss Havisham, l'une des « mouches » (flies) qui virevoltent autour de la vieille dame pour essayer de capter sa fortune.
- Sarah Pocket, autre parente âgée de Miss Havisham, qui ne s'intéresse qu'à son argent. Elle est décrite comme sèche et ridée telle une vieille tôle ondulée, avec une face en coquilles de noix et une bouche de chat privée de ses moustaches.

### Personnages liés à la jeunesse de Pip

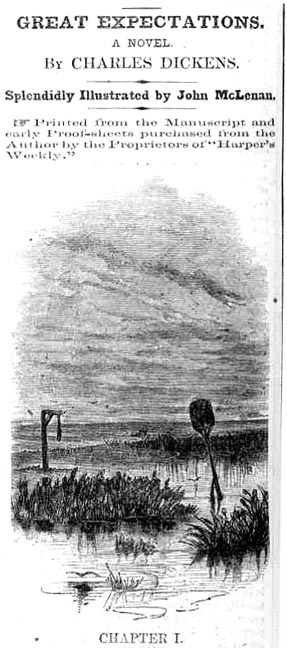
La potence dans les marais, par John McLenan.
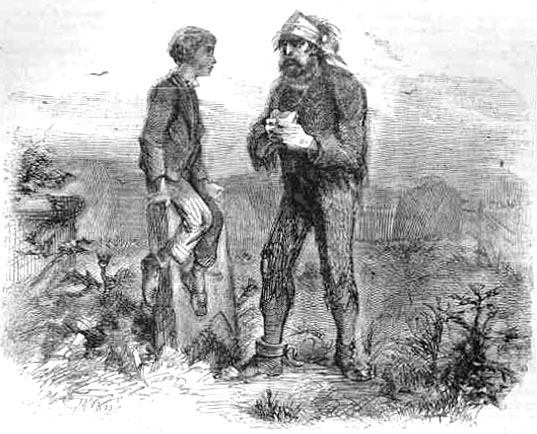
« Jeune chien ! », Magwitch et Pip dans le cimetière par John McLenan.
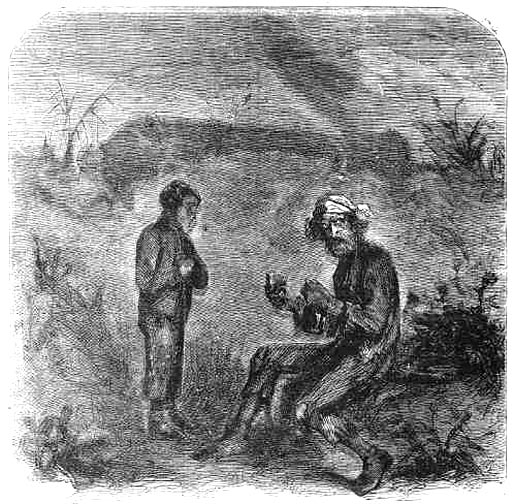
Pip et Magwitch dans les marais, par John McLenan.
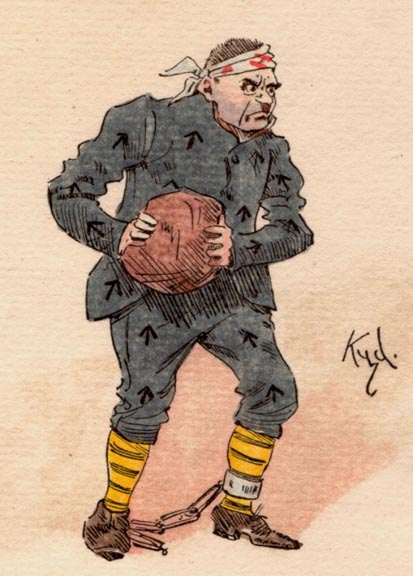
Magwitch avec la miche de pain donnée par Pip, par J. Clayton Clarke (Kyd).
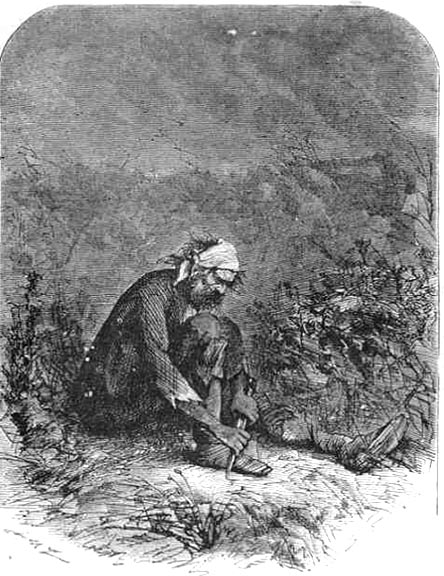
Magwitch, seul dans le marais, sciant ses entraves, par John McLenan.
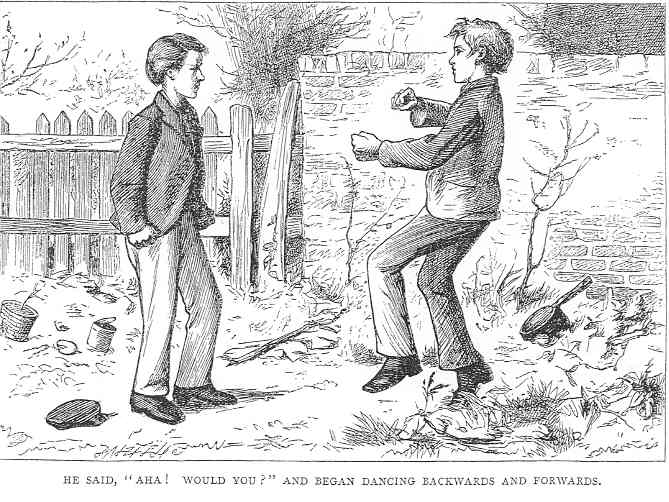
Herbert Pocket provoque PIp à un match de boxe dans le jardin de Satis House, par F. A. Fraser.

- Abel Magwitch, alias Provis à Londres, alias Mr Campbell une fois repéré par son mortel ennemi Compeyson. C'est le forçat d'abord rencontré dans les marais, qui a anonymement pris Pip sous sa protection. Il s'échappe du bagne, est repris puis déporté en Australie où il fait fortune, enfin revient à Londres afin de constater le résultat de l'éducation qu'a reçue Pip, au risque de la peine de mort pour non-respect d'une clause de sa déportation. Compeyson, qui l'épie, faisant échouer sa tentative d'évacuation vers la France, il est condamné à la pendaison mais échappe à la potence en mourant des blessures que lui a infligées son ennemi.
- Mr and Mrs Hubble, couple habitant le village de Pip, qui a l'art de se prendre pour beaucoup plus important qu'il n'est.
- Mr Wopsle, alias Mr Waldengarver, employé aux écritures dans l'église du village. Il éprouve la passion des planches, pour lesquelles il n'est que médiocrement doué, et finit par tenter sa chance à Londres où, en quête de rôle dans les théâtres, il est connu sous le nom de scène de Waldengraver.
- Biddy, cousine au second degré de Wopsle, elle dirige chez elle son propre établissement d'enseignement, ouvert le soir, et à ce titre, elle a été la maîtresse d'école de Pip. Intelligente, sensible et pauvre, elle-même orpheline, elle apparaît comme le double opposé d'Estella. Pip ne remarque pas l'amour qu'elle lui porte, tant il est fasciné par l'inaccessible beauté de la pupille de Miss Havisham. Cependant, après avoir compris toute l'étendue et la portée de ses erreurs de jugement, il revient au village pour demander la main de Biddy, mais arrive trop tard car elle a épousé Joe Gargery de qui elle aura deux enfants, l'un portant son nom et qu'Estella croit être son fils dans la première conclusion. Orlick a lui aussi convoité Biddy, mais sans espoir de retour.

### L'homme de loi et son entourage

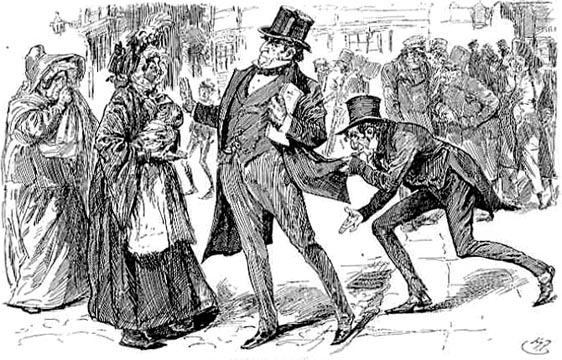
Jaggers et sa cour de clients, par Harry Furniss (1910).
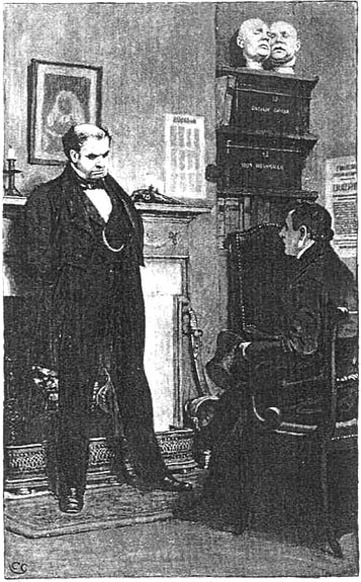
Pip dans le bureau de Jaggers, par Charles Green (c. 1877).
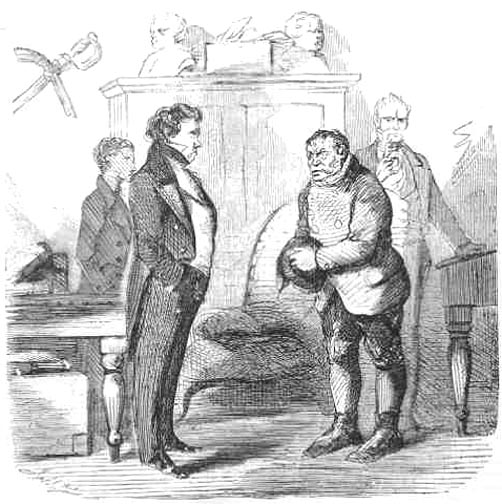
Jaggers menace Mike, son client et informateur (arrière-plan : Pip et Wemmick), par John McLenan.
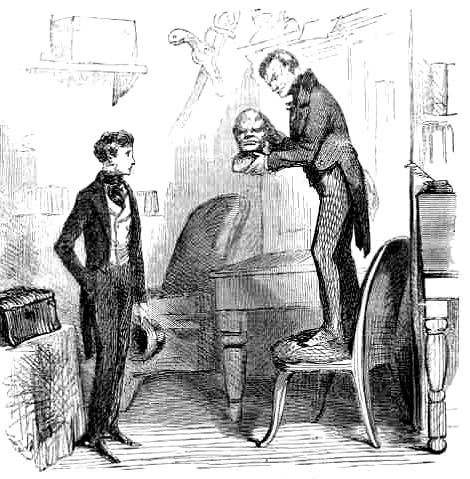
Wemmick montre le crâne d'un meurtrier à Pip, par John McLenan.
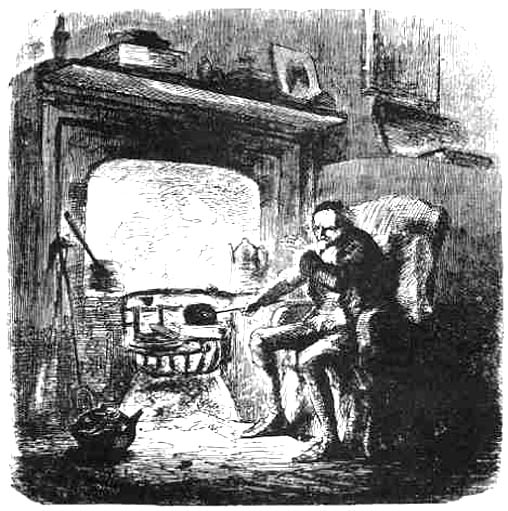
« Le Vieux P. », père de Wemmick, devant l'âtre, par John McLenan.
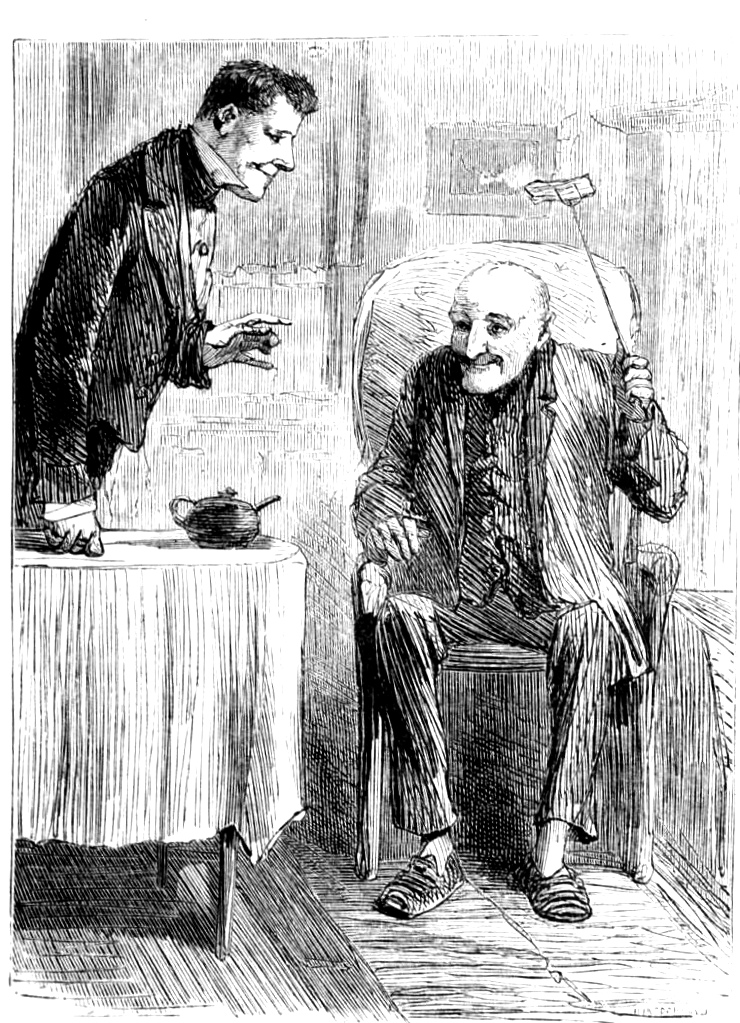
Le Vieux P. et son fils, par Sol Eytinge, Jr.

- Mr Jaggers, homme de loi londonien en vue, il représente plusieurs clients au civil comme au pénal. C'est lui qui s'occupe des affaires de Magwitch et aussi de la fortune de Miss Havisham. En affaires et dans la vie, il est aussi coupant que l'indique son nom (« Déchiqueteur »).
- John Wemmick, jamais appelé autrement que Mr Wemmick sauf par son père avec qui il vit à Walworth dans un minuscule château, l'exacte reproduction en miniature d'un vrai fort avec pont-levis et fossé. Employé de Jaggers, il sert d'intermédiaire privilégié entre l'homme de loi et ses clients, et c'est lui, le plus souvent, qui a affaire à Pip.
- Le vieux parent (The Aged Parent), ou Le vieux P. (The Aged P.), ou encore Le Vieux (The Aged), père de John Wemmick.
- Molly, gouvernante de Jaggers qui l'a sauvée de la potence après sa condamnation pour meurtre et qu'il maintient chez lui comme une bête sauvage domptée. La conclusion du roman révèle qu'elle a été la maîtresse de Magwitch et qu'elle est la mère d'Estella, que Mr Jaggers a remise à Miss Havisham alors que celle-ci recherchait une jeune fille à éduquer.

### Les antagonistes de Pip

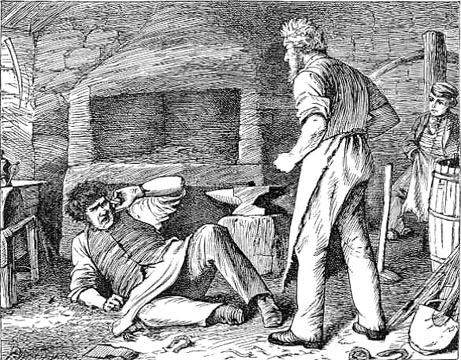
Chapitre 15 : Joe envoie Orlick dans le tas de charbon, par F. A. Fraser.

- Compeyson ou, dans certaines éditions, Compey, forçat ennemi juré de Magwitch. Escroc professionnel, il s'est fiancé à Miss Havisham, avec la complicité d'Arthur Havisham, frère ivrogne de la jeune femme, pour capter sa fortune, puis l'a abandonnée à l'autel. Lorsqu'il apprend que Magwitch est de retour à Londres, il le poursuit de sa vindicte et n'a de cesse de le démasquer. Il réussit à l'agripper à bord d'une embarcation avant que Magwitch ne soit évacué à l'étranger, et il périt, noyé dans les eaux de la Tamise, au cours de la bataille à mort qui s'ensuit.
- « Dolge » Orlick, forgeron à la journée dans l'atelier de Joe Gargery, homme renfermé et grossier, à la force redoutable, aussi peu amène que son patron est ouvert et accueillant. Habité par l'amertume et le ressentiment, comme congénitalement hargneux, il blâme son entourage pour ses échecs et ses frustrations. Il se dispute avec Joe au sujet de Mrs Gargery qui, il est vrai, ne lui épargne pas ses piques, et s'ensuit une bagarre dont il sort dépité et honteux tant il a été surpassé. Sa rancœur n'en est qu'accentuée et il s'attaque secrètement à Mrs Gargery qu'il laisse infirme à vie, puis, vers la fin du roman, tente d'assassiner Pip qui est sauvé in extremis. Il finit par être identifié comme le coupable et est arrêté.
- Bentley Drummle, « l'Araignée » (the Spider) d'après Jaggers. Grossier, stupide, il a pour seuls atouts le titre dont il est l'héritier et la fortune de sa famille. Pip le rencontre chez Mr Pocket où lui aussi reçoit une éducation de gentleman. Il s'aliène tous ses camarades et la société entière, sauf Estella qui, sensible à son rang, finit pour son malheur par l'épouser, mais le quitte bientôt tant il la maltraite. Il réapparaît à la fin du roman pour mourir dans un accident consécutif au mauvais traitement qu'il fait subir à un cheval.

### Autres personnages
- Clara Barley, future épouse de Herbert Pocket. D'origine très humble, elle vit avec son père malade de la goutte. Elle n'aime pas beaucoup Pip car elle se rend compte qu'il incite Herbert à la dépense. Elle finit cependant par lui accorder son amitié.
- Miss Skiffins, future épouse de Mr Wemmick. Elle apparaît assez tôt dans le roman, surtout dans le « château » miniature appartenant à Wemmick. Elle arbore des gants verts en compagnie de Pip, gants qui, exceptionnellement, deviennent blancs lors de la description de son mariage.
- Startop, comme Bentley Drummle, fait partie des camarades de Pip, mais, à sa différence, c'est un brave garçon, aux goûts, est-il suggéré, quelque peu efféminés. Il aide Pip et Herbert à tenter l'évacuation de Magwitch[49].

## Intrigue

### Structure

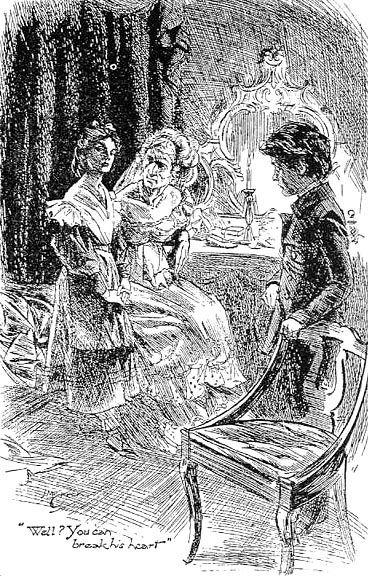
« Brise-lui le cœur ! », par H. M. Brock.

Pip divise son histoire en trois parties, correspondant aux trois « étapes » (stages) de son « parcours » (journey) : son enfance et sa prime jeunesse dans le Kent alors qu'il rêve de s'élever au-dessus de son humble condition, puis sa jeune maturité à Londres après avoir reçu ses « grandes espérances », enfin sa désillusion de connaître la source de sa fortune à quoi s'associe sa lente prise de conscience de la vanité de ses fausses valeurs. Dans sa présentation du spectacle construit sur le roman de Dickens, le théâtre Kayonan appelle ces étapes « les trois espérances » de Pip. Le résumé qu'il donne de l'intrigue a servi de base à celui qui suit.

#### Le Kent
Dans un petit village anglais du Kent, le jeune orphelin Pip mène une existence humble auprès de sa sœur acariâtre et de son mari, le bienveillant forgeron Joe Gargery. Un soir, dans le cimetière où l’enfant est venu s’incliner devant la tombe de ses parents, se produit un événement qui changera plus tard le cours de son existence : il est surpris par un vieux forçat fraîchement échappé de prison qui le contraint violemment à aller chercher des outils dans la forge pour scier ses entraves et l’aider dans sa fuite.
Malgré l’adversité de son existence, Pip mène une vie insouciante jusqu’au jour où il est pris comme garçon de compagnie par l'antique Miss Havisham qui vit retirée du monde dans un vaste manoir délabré, cerné d'herbes folles, Satis House. Cette dame étrange, toujours assise dans la pénombre, porte éternellement une robe de mariée « fanée et jaunie » et des souliers en soie. Sur une table est dressé le gâteau nuptial enveloppé de toiles d'araignée et l'horloge du salon s'est figée sur une heure précise ; Pip rencontre aussi la fille adoptive de la maison, la belle Estella « au cœur de glace », et en tombe éperdument amoureux. En même temps, le regard méchant qu'elle lui porte lui fait ressentir son infériorité sociale : elle ne le considère pas comme un compagnon de jeu, encore moins un ami, juste un petit manœuvre sans intérêt, aux mains calleuses et avec de grosses chaussures démodées.
Mais voilà qu’un personnage important, l'homme de loi Jaggers en personne, lui annonce qu’il est le bénéficiaire de « grandes espérances », une vraie fortune que lui laisse un bienfaiteur anonyme. Avec la promesse d'être ainsi enrichi, Pip part pour la capitale, laissant avec mépris derrière lui sa pauvreté, sa famille, son enfance.

#### Londres
À Londres, Pip étudie auprès de Matthew Pockett, tuteur excentrique mais efficace, fait des rencontres, acquiert les attitudes de son nouveau rang social et expérimente la vie mondaine, la plupart du temps en servant d'escorte à Estella. Parmi ses amis se trouvent les personnages les plus rocambolesques, comme l'employé modèle Wemmick qui se bâtit peu à peu un château miniature. Il est convaincu que son bienfaiteur anonyme est la vieille Miss Havisham qui le met sans cesse en contact avec la belle Estella, l’incitant ainsi à l’aimer. Or Estella, entourée de nombreux prétendants, essaie de lui faire comprendre qu’elle a été éduquée dans le seul but de nuire aux hommes.
Dépité, Pip subit une autre déception, immense cette fois, lorsqu’il découvre enfin et avec horreur la véritable identité de son bienfaiteur : le vieux forçat rencontré jadis dans le cimetière. Et il comprend enfin que Miss Havisham s'est jouée de lui, animée par le besoin de faire souffrir les hommes et ainsi se venger de son propre fiancé qui l’a abandonnée le jour même de leur mariage.

#### La rédemption
En s’échappant de prison afin de rencontrer son protégé, le forçat Abel Magwitch met sa vie en péril et Pip doit faire face à la réalité : son protecteur n’est qu’un vulgaire criminel ; Miss Havisham l'a trompé ; Estella ne l’aimera jamais ; il a cru aux valeurs d’une société superficielle et hypocrite ; il a trahi sa famille, ses racines. Il décide alors d’emmener loin d’Angleterre cet évadé encombrant. Mais, lors de leur périple, il apprend de lui les relations complexes qui lient tous les protagonistes de son histoire : l’identité de la mère d’Estella, les circonstances de sa naissance, le nom du fiancé qui a trahi Miss Havisham. Il ressent aussi la compassion qui est due à un homme traqué, blessé et condamné à la potence. Après de nombreuses et souvent violentes péripéties, il comprend enfin que la bonté du cœur est le bien le plus précieux et ne dépend nullement du statut social. Désormais, il fait sienne l'ancienne formule de son précepteur, exprimée au chapitre 22 :
| « Il avait pour principe qu’un homme qui n’est pas vraiment gentleman par le cœur, n’a jamais été, depuis que le monde existe, un vrai gentleman par les manières. Il disait aussi qu’aucun vernis ne peut cacher le grain du bois, et que plus on met de vernis dessus, plus le grain devient apparent. » | « It is a principle of his that no man who was not a true gentleman at heart, ever was, since the world began, a true gentleman in manner. He says, no varnish can hide the grain of the wood; and that the more varnish you put on, the more the grain will express itself. » |

### Résumé

#### Première étape

##### Première partie (1erdécembre 1860)
1. Philip Pirrip, dit Pip, se souvient du jour où, par une sombre veille de Noël, alors qu'il se recueille sur la tombe de ses parents, il est soudain empoigné par un homme hirsute, un forçat évadé qui lui demande de lui rapporter de la nourriture et une lime.
2. De retour chez sa sœur qui l'a élevé « à la main » (by hand), il est puni pour être rentré tard mais se laisse consoler par son beau-frère, le forgeron Joe Gargery. Au souper, il cache son morceau de pain et, le matin de Noël, prend un pâté en croûte (pork pie) et du brandy dans le garde-manger, puis une lime dans la forge, et se glisse à l'extérieur jusqu'aux marais.

##### Deuxième partie (8 décembre 1860)

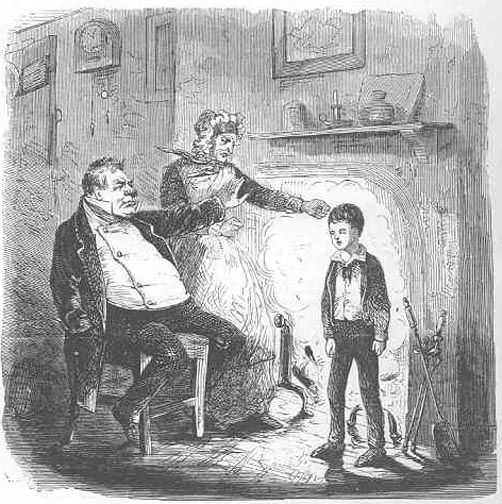
Mr Pumblechook fait sa sempiternelle morale, gravure de John McLenan.

3. Rendu sur les lieux, il est surpris par un autre forçat évadé, jeune homme au visage barré d'une cicatrice. Il rejoint ensuite l'homme en guenilles qu'il s'émeut de voir dévorer la nourriture, puis limer les entraves qu'il porte à la jambe. Le forçat entre dans une violente colère lorsque Pip lui parle du deuxième évadé, rencontré dans le marais.
4. Au cours du repas de Noël, alors qu'il s'attend à être sévèrement grondé pour avoir pillé le garde-manger, il est l'objet d'un discours de l'oncle Pumblechook et des autres invités lui enjoignant la gratitude et le mettant en garde contre la tendance qu'ont les garçons à être « naturellement vicieux » (naterally wicious). Au moment où sa sœur s'en va chercher le pâté qu'il a volé, une escouade de soldats apparaît à la porte.

##### Troisième partie (15 décembre 1860)
5. Les soldats demandent à Joe de réparer une paire de menottes, puis Joe et Pip les suivent dans leur chasse aux forçats. Les deux évadés sont repris tandis qu'ils se battent dans les marais. Avant qu'il ne soit renvoyé sur le bateau-prison (the hulks) ancré sur la Tamise, le premier forçat avoue avoir volé de la nourriture dans le garde-manger de Mrs Gargery, ce que Joe pardonne aussitôt :
| « Nous ne savons pas ce que vous avez fait, mais nous ne voudrions pas vous voir mourir de faim pour cela, pauvre infortuné !… — N’est-ce pas, mon petit Pip ?. » | « We don't know what you have done, but we wouldn't have you starved to death for it, poor miserable fellow-creetur, — "would us, Pip?". » |

##### Quatrième partie (22 décembre 1860)
6. Pip ne se sent pas capable de dire la vérité à Joe et garde le silence sur le vol de la nourriture.
7. Il attend de pouvoir entrer en apprentissage à la forge ; pendant ce temps, il reçoit quelques rudiments d'éducation de la part d'une grand-tante de Mr Wopsle et de sa petite-fille Biddy, suffisamment pour se rendre compte que Joe ne sait pas lire. Une année passe et, un jour, Mrs Joe annonce que son oncle, Mr Pumblechook, a obtenu de Miss Havisham, vieille dame du petit bourg voisin vivant en recluse dans son manoir, Satis House, qu'il aille jouer chez elle.

##### Cinquième partie (29 décembre 1860)

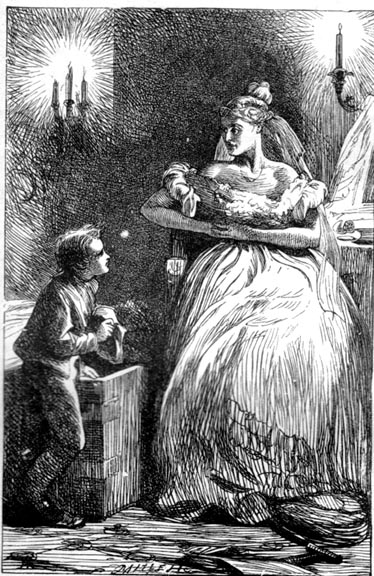
Pip est chargé de distraire Miss Havisham, par Marcus Stone.

8. Pumblechook conduit le jeune garçon à Satis House. Pip y rencontre Estella, hautaine bien qu'à peine plus âgée que lui, puis Miss Havisham, vieille dame vêtue d'une robe de mariée défraîchie. La maison est en ruines, l'intérieur est jauni par le passage des ans, les pendules sont arrêtées à neuf heures moins le quart. Miss Havisham ordonne aux deux enfants de jouer aux cartes, puis intime à Estella l'ordre de « lui » briser le cœur. Pip réprime difficilement ses larmes lorsque Estella, moqueuse, le traite de rustre grossier et vulgaire. Il s'échappe en pleurs dans le jardin où une vision le saisit : Miss Havisham est pendue à une poutre et l'appelle.

##### Sixième partie (5 janvier 1861)
9. De retour à la maison, Pip embellit son aventure lorsqu'il raconte à Mrs Joe et Pumblechook avoir vu un carrosse de velours noir, quatre chiens et une panière d'argent remplie de côtelettes de veau. Plus tard, il avoue à Joe avoir tout inventé parce qu'il se sentait « vulgaire » (common). Joe le console en l'assurant qu'il est certes « d’une petite taille peu commune mais d'une érudition peu commune aussi » (uncommon small and an uncommon scholar).
10. Pip demande à Biddy de lui apprendre à être « non vulgaire » (uncommon). Un samedi soir, Pip trouve Joe à l'auberge du Jolly Bargeman (« Au joyeux marinier ») en compagnie d'un étrange convive qui remue sa boisson avec une lime. L'étranger lui donne une pièce d'un shilling enveloppée dans deux billets de 1 £. Pip s'inquiète au cas où ses rencontres avec le forçat seraient révélées.

##### Septième partie (12 janvier 1861)

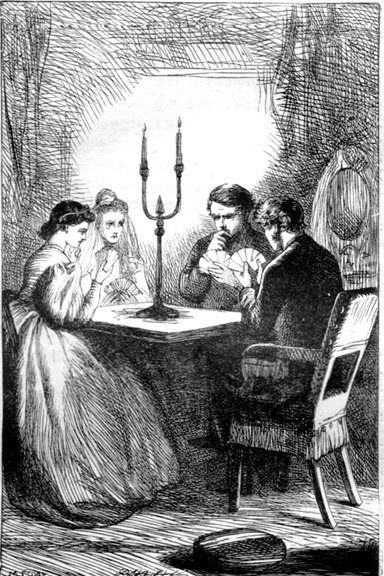
Partie de whist chez Miss Havisham, par Marcus Stone.

12. Les visites de Pip à Satis House se font plus fréquentes. Il pousse le fauteuil roulant de la vieille femme de pièce en pièce, joue aux cartes avec Estella, tandis que Miss Havisham chuchote : « Brise-leur le cœur, toi, ma fierté et mon espérance. ». Un jour, elle remarque que Pip grandit et elle lui demande d'amener Joe avec elle lors de sa prochaine venue.
13. Deux jours plus tard, voici Joe endimanché en compagnie de Pip. Miss Havisham lui demande si Pip n'a jamais émis le moindre doute sur son futur métier de forgeron et si Joe s'attend à une récompense au cas où il le prendrait comme apprenti. Joe répond « non » par l'intermédiaire de Pip, mais elle lui remet vingt-cinq guinées flambant neuves pour payer l'apprentissage du jeune garçon. Les Gargery fêtent l'occasion par un dîner au Sanglier bleu. Pip, cependant, se sent désespéré, convaincu que jamais il n'aimera le métier de Joe.

##### Huitième partie (19 janvier 1861)
14. Pip ne dit rien à Joe de ses sentiments, mais ses visites à Satis House hantent son souvenir alors qu'il travaille, et il a des visions du visage d'Estella dans le feu de la forge.
15. Bien que Joe le lui déconseille, Pip prend une demi-journée de vacances pour se rendre à Satis House. Son camarade de forge, Dolge Orlick, renfrogné et contrariant, demande la même faveur à Joe. Cependant, ses remarques désobligeantes envers sa femme irritent le forgeron qui, d'un coup de poing, l'envoie rouler dans le tas de charbon. À Satis House, Pip apprend qu'Estella est à l'étranger pour parfaire son éducation ; Miss Havisham lui dit qu'il peut venir la voir chaque année pour son anniversaire, mais qu'il n'a rien à attendre d'elle. De retour à la forge, il apprend que quelqu'un est entré par effraction dans la maison et que Mrs Joe a été violemment assaillie par un inconnu et a perdu conscience.

##### Dixième partie (2 février 1861)
16. L'arme du crime est une ancienne entrave métallique de forçat. Pip la reconnaît et se sent coupable, comme s'il avait lui-même reçu le coup fatal. Mrs Joe reste paralysée et privée de parole ; dès lors, son caractère change et elle se fait aimable. Bien que les soupçons se portent sur Orlick, elle demeure indulgente à son égard. Biddy, camarade d'école et aussi tutrice de Pip, s'installe chez les Gargery pour s'occuper du foyer.
17. Le jour de son anniversaire, Pip rend visite à Miss Havisham, qui lui donne une guinée et lui ordonne de revenir au bout d'un an. Biddy et lui deviennent très proches, et c'est à elle qu'il avoue son secret désir de devenir un gentleman, pour Estella, précise-t-il. Pour la mortifier ou pour gagner son cœur ? demande Biddy. Alors que se poursuit leur promenade dans la campagne, Orlick les suit de loin, puis se rapproche.

##### Onzième partie (9 février 1861)

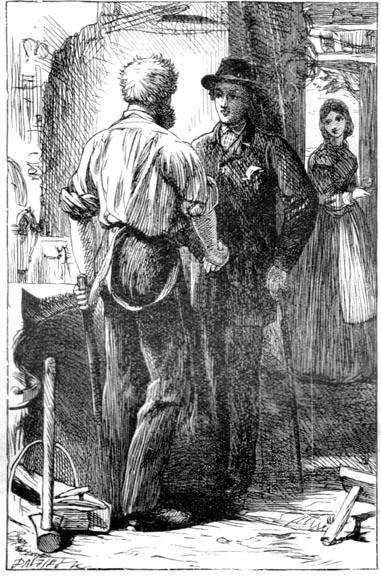
Les au revoir avec Joe sont empreints de gêne, par Marcus Stone.

18. Pip est apprenti depuis quatre ans lorsque Jaggers, qui gère les intérêts de Miss Havisham à Londres, lui fait une visite surprise. Il lui annonce que de « grandes espérances » s'offrent à lui à la condition que Joe accepte de résilier son contrat d'apprentissage. Si tel est le cas, Pip ira à Londres pour apprendre à devenir un gentleman. Quoi qu'il arrive, il ne doit en aucune façon chercher à identifier son bienfaiteur. Joe accepte de libérer Pip sans la moindre compensation financière, mais le dîner célébrant l'heureuse fortune de Pip se passe dans la tristesse générale.
19. Le contrat d'apprentissage est symboliquement brûlé et Pip évoque les projets qu'il entretient déjà pour aider à la bonne fortune de Joe ; il fait ses adieux à Pumblechook qui s'enorgueillit de son succès, puis s'en va saluer Miss Havisham. Les au revoir avec Joe sont empreints de gêne et, enfin, Pip prend le chemin de la capitale.

#### Deuxième étape

##### Douzième partie (23 février 1861)
20. À Londres, Jaggers, homme de loi spécialisé dans les affaires criminelles, gérant les intérêts de Miss Havisham, entouré d'une cour de véritables clients, fait savoir à Pip qu'il le représente auprès de son bienfaiteur anonyme. Son bureau est situé près de Smithfield Market, et Pip y trouve une foule de personnages louches réclamant l'attention du maître des lieux. Pour tromper son attente, il se rend à la prison de Newgate, toute proche.
21. Jaggers donne pour instruction à son clerc Wemmick de conduire Pip à Barnard's Inn, où il doit loger avec Herbert Pocket, le fils de son précepteur Matthew Pocket. Les deux jeunes gens se reconnaissent et Pip se souvient du grand garçon pâle qui l'avait provoqué à la boxe dans le jardin de Satis House.

##### Treizième partie (2 mars 1861)

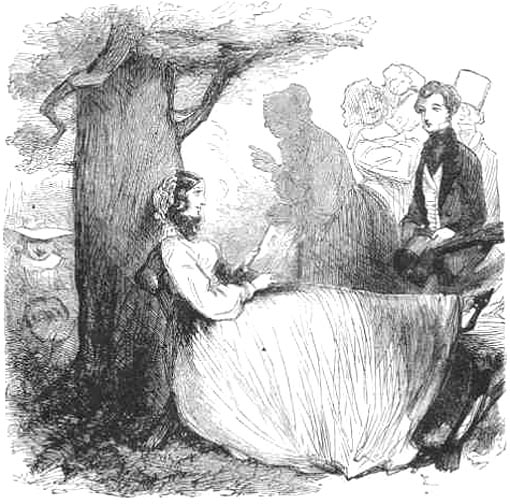
Les hommages de Pip à Mrs Pocket dans les jardins de Hammersmith, par Harry Furniss (1910).

22. Herbert apprend les bonnes manières à Pip. En hommage à l'auteur du célèbre « joyeux forgeron » (The Harmonious Blacksmith), son compositeur favori, il le surnomme « Handel ». Il lui explique qu'Estella a été adoptée par Miss Havisham dans le seul but de se venger de la gent masculine. Il raconte ce qu'il sait de la vie de la vieille dame : fille d'un riche brasseur, elle a hérité avec son frère Arthur de l'entreprise paternelle. Elle s'est éprise d'un escroc à la langue bien pendue qui lui a proposé le mariage et l'a persuadée de racheter la part de son frère au prix fort. Les deux hommes se sont ensuite partagé le magot et l'escroc a disparu alors qu'il devait rejoindre sa fiancée à l'autel. Miss Havisham s'est alors retirée dans Satis House où toutes les pendules ont été arrêtées à 9 heures moins 20.

##### Quatorzième partie (9 mars 1861)
23. Chez Matthew Pocket, Pip fait la connaissance des autres élèves, Bentley Drummle, aussi désagréable que riche, et Startop, délicat et amical. Matthew, qui a étudié à Eton et Harrow, puis à Cambridge, n'a aucun sens pratique. Son épouse, Belinda, dont le père a été anobli en chevalier (knight), n'a cure que de son rang et néglige ses devoirs envers le foyer.
24. Lorsque Pip se rend chez Jaggers pour lui soumettre son intention de partager un logis avec Herbert, il est témoin de la façon dont l'homme de loi intimide ses interlocuteurs au tribunal ; il apprend aussi à mieux connaître son premier clerc, Wemmick, qui lui montre les masques mortuaires de quelques anciens clients, lui conseille d'acquérir des titres et lui demande, à l'occasion d'un dîner chez Jaggers, d'observer la gouvernante, « véritable bête sauvage apprivoisée » (a wild beast tamed) selon lui. Il l'invite aussi à venir voir sa maison située dans les faubourgs de Londres.

##### Quinzième partie (16 mars 1861)
25. Bien que certains membres de la famille Pocket en veuillent à Pip de s'être immiscé dans le cercle des prétendants à la fortune de Miss Havisham, il est bien accueilli par Mathew, le seul à ne solliciter de faveur de personne. D'ailleurs, Pip est un bon élève et fait des progrès remarqués. Comme prévu, il se rend à Walworth chez Wemmick, et là, il le trouve métamorphosé : ce n'est plus l'employé dur et sans état d'âme de la City, mais le paisible résident d'un petit château avec fossé, pont-levis, jardins, parcs pour animaux. Il partage cet endroit bucolique avec son vieux père, le « vieux P. ». Jaggers ignore complètement cet aspect de sa vie, car Wemmick garde sa vie privée à l'abri des regards.
26. Pip se rend chez Jaggers en compagnie de Startop et Drummle pour un dîner ; Jaggers impose à sa gouvernante de montrer ses poignets, à la fois robustes et marqués de cicatrices. L'homme de loi semble fasciné par Drummle qu'il appelle « L'Araignée » et qu'il incite à vanter sa force et aussi avouer l'aversion qu'il ressent envers Pip. Jaggers conseille à ce dernier de se tenir à l'écart de Drummle.

##### Seizième partie (23 mars 1861)
27. Joe est venu à Londres pour rendre visite à son jeune beau-frère. Maladroitement endimanché, il est intimidé par l'accueil de Pip, conforme aux règles de la bonne société, avec un majordome loué pour l'occasion, si bien qu'il ne sait comment l'appeler, Pip ou Monsieur. Il raconte à Pip que Wopsle est à Londres pour tenter sa chance comme acteur, qu'Estella est de retour et serait heureuse de le revoir. Il lui rappelle qu'il est toujours le bienvenu à la forge, puis prend congé.
28. Pip s'en va aussitôt retrouver Estella ; dans la diligence, il voyage avec deux forçats dont l'un raconte avoir porté à un garçon au village deux billets de 1 £, ce qui trouble beaucoup le jeune homme qui n'y voit cependant qu'une simple coïncidence. Une fois rendu au village, il décide de prendre une chambre au Sanglier bleu plutôt que de retourner à la forge.

##### Dix-septième partie (30 mars 1861)
29. Pip est choqué de constater qu'Orlick est désormais le gardien de Satis House ; Estella, cependant, est plus belle que jamais, et elle a beau l'assurer qu'elle n'a pas de cœur, il se sent encouragé par la recommandation de Miss Havisham qui lui répète : « Aime-la, aime-la ! », et se convainc qu'il a été choisi par la vieille dame pour sa fille adoptive. Il se sent plus gêné que jamais de devoir aller rendre visite à Joe.

##### Dix-huitième partie (6 avril 1861)

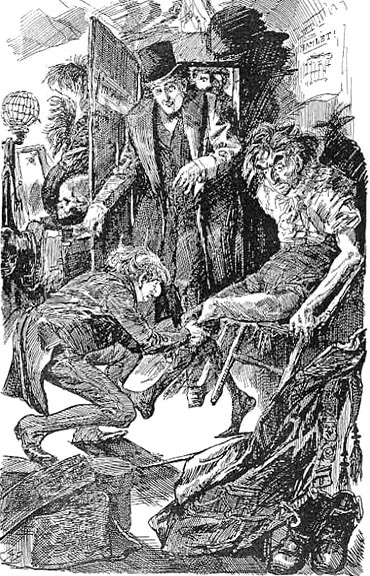
Pip pénètre dans la loge de Mr Wopsle, par Harry Furniss (1910).

30. Pip se promène dans le village où, dans la grand-rue, le garçon de course du tailleur se moque de sa démarche et de son élégance en faisant semblant de ne pas le reconnaître. Pip met Jaggers en garde contre Orlick et obtient la promesse qu'il sera renvoyé de Satis House. De retour à Londres, il avoue son amour pour Estella à Herbert, qui reste très dubitatif. Herbert lui apprend qu'il est secrètement fiancé à Clara Barley, fille d'un commissaire de la marine marchande.
31. Pip et Herbert assistent à une représentation de Hamlet dans laquelle Mr Wopsle tient le rôle principal, prestation si mauvaise qu'elle suscite l'hilarité générale. Après quoi, les deux jeunes gens invitent l'acteur, Waldengarver de son nom de scène, à dîner.

##### Dix-neuvième partie (13 avril 1861)

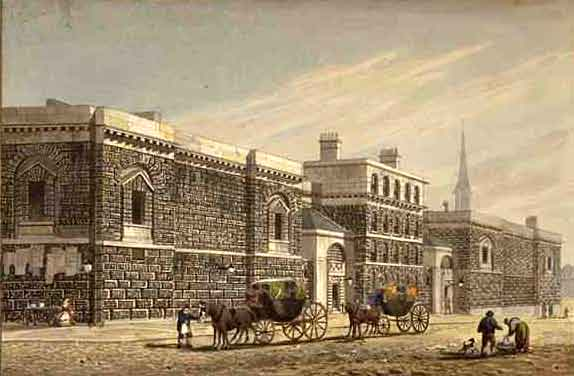
La prison de Newgate, vue de l'ouest, par George Shepherd (1784-1862).

32. Estella demande à Pip de l'attendre à l'arrêt de la diligence à Londres. Comme il arrive avec quelques heures d'avance, Wemmick l'emmène visiter la prison de Newgate. Il revient juste à temps pour apercevoir Estella qui lui fait un signe de la main par la fenêtre.
33. Elle lui dit qu'elle est sur le point de faire ses débuts dans la haute société et qu'elle ira peut-être le voir à Richmond, ce que Pip interprète comme une étape dans la réalisation du plan conçu par Miss Havisham pour les unir.

##### Vingtième partie (21 avril 1861)
34. Pip dépense inconsidérément. Herbert et lui dressent la liste de leurs dettes, mais, en compagnie des autres membres du club auquel ils appartiennent, ils continuent à mener grand train et leur déficit financier ne fait que s'aggraver. Pip apprend la mort de sa sœur.
35. Il retourne au village pour assister aux obsèques ; Biddy lui raconte les derniers instants de sa sœur : elle a réussi à prononcer trois mots, « Joe », « pardon », « Pip ». Pip promet de venir régulièrement voir Joe et s'offusque de ce que Biddy mette sa parole en doute.

##### Vingt-et-unième partie (27 avril 1861)

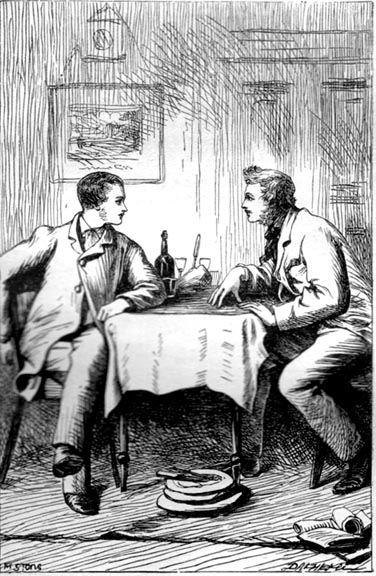
Herbert donne une leçon de gestion à Pip, par Marcus Stone.

36. Pip a 21 ans et il reçoit 500 £ de Jaggers pour qu'il rembourse ses dettes. L'homme de loi l'informe que, désormais, la même somme lui sera remise régulièrement jusqu'à ce que son bienfaiteur se fasse connaître. Pip sollicite l'aide de Wemmick pour qu'une partie de cet argent soit consacré à la promotion des projets de Herbert. Wemmick lui conseille solennellement, en tant que clerc officiant dans son bureau, de n'en rien faire, mais Pip insiste pour être autorisé à lui poser la même question en privé, chez lui à Walworth.
37. Là, Wemmick est d'un avis différent : il recommande au contraire à Pip de financer l'entrée de son ami chez Clarriker, courtier de fret maritime. Wemmick demande à Skiffins, son futur beau-frère, de monter l'opération dans le secret, afin que Herbert ne connaisse pas l'identité de son bienfaiteur.

##### Vingt-deuxième partie (4 mai 1861)
38. Pip rend souvent visite à Estella qui, tout en lui rappelant son insensibilité, aiguise sa jalousie. Lors d'une visite à Satis House, Miss Havisham se réjouit des conquêtes de sa fille adoptive, mais l'accuse de faire preuve d'indifférence et de froideur envers elle. « Je suis ce que vous m'avez faite », répond la jeune femme, avec la hautaine fierté qui la caractérise. Pip remarque que Miss Havisham hante les couloirs en se lamentant. De retour à Londres, il s'irrite de ce que Drummle lève son verre à la santé d'Estella lors d'un dîner au cercle des Finches et s'empresse de la mettre en garde contre cet individu, mais elle lui répond qu'elle ne cherche à le séduire que pour mieux le tromper.

##### Vingt-troisième partie (11 mai 1861)
39. Une semaine après, Pip fête son vingt-troisième anniversaire. La nuit est tempétueuse et il éprouve une sourde inquiétude, d'autant plus que, très tard, une voix qu'a précédée un pas lourd gravissant les marches, l'appelle soudain de l'escalier. C'est un homme d'environ 60 ans, à la chevelure grisonnante, en habits de voyage, qui lui prend les mains comme pour le saisir dans ses bras. Pip reconnaît alors le forçat qu'il a secouru dans les marais. L'homme lui raconte qu'il a élevé des moutons en Nouvelle-Galles du Sud et qu'il est son bienfaiteur. Contemplant le logement de Pip avec la fierté d'un propriétaire, il s'arrête plus particulièrement sur le jeune gentleman auquel il affirme : « Je suis ton second père. ». Pip en ressent une horreur absolue et reste sans voix. Toutefois, très troublé par la menace de pendaison qui pèse sur le forçat depuis son retour en Angleterre, il prend peu à peu conscience que ses convictions sur Miss Havisham et Estella n'étaient que des illusions et qu'il s'est éloigné de Joe et de Biddy pour se retrouver en définitive lié à un criminel recherché par la justice.

#### Troisième étape

##### Vingt-quatrième partie (18 mai 1861)
40. Le lendemain matin, Pip apprend que son bienfaiteur se nomme Abel Magwitch, qu'il se fait désormais appeler Provis, qu'il est définitivement revenu en Angleterre, au risque d'être pendu s'il est pris. Pip l'habille en fermier prospère et l'installe dans un logement proche de chez lui. Jaggers confirme, de loin et par prétérition, que c'est bien Magwitch qui finance Pip. Il ajoute qu'il l'a mis en garde contre un retour en Angleterre, mais qu'il n'a pas tenu compte de son conseil. Au retour d'Herbert, Magwitch lui fait jurer de garder le silence à son endroit.

##### Vingt-cinquième partie (25 mai 1861)
41. Herbert et Pip sont d'avis de ne plus profiter des largesses de Magwitch et de lui faire quitter à tout prix l'Angleterre.
42. Magwitch leur raconte l'histoire de sa vie : environ vingt ans plus tôt, il s'est fait complice d'un certain Compeyson, faussaire et escroc, qui, de mèche avec un certain Arthur, venait de s'emparer de la fortune d'une riche héritière. Arthur, très malade à l'époque, souffrait de cauchemars au cours desquels il voyait une vieille femme vêtue de blanc le couvrir d'un linceul. Lorsqu'ils ont été arrêtés pour leurs forfaits, Magwitch a été condamné à quatorze années de travaux forcés, alors que Compeyson, un « monsieur », était bien plus légèrement sanctionné, ce qui l'a incité à la vengeance. Incarcéré sur le même bateau-prison que son complice devenu son ennemi, il l'a frappé au visage, ce qui lui a laissé une cicatrice lui barrant la face. Puis il a réussi à s'évader et appris peu après que Compeyson avait fait de même. Repris, il a été condamné à la déportation en Australie pour avoir favorisé la capture de Compeyson, mais il ignore ce que ce dernier est devenu. Après avoir écouté Magwitch, Herbert explique à Pip qu'Arthur n'est autre que le frère de Miss Havisham et Compeyson le fiancé qui l'a abandonnée.

##### Vingt-sixième partie (1erjuin 1861)

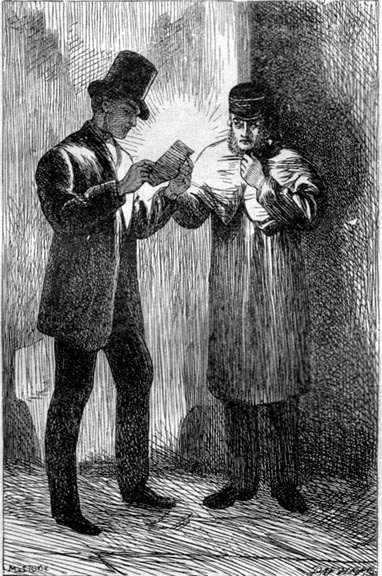
« Ne rentrez pas chez vous », par Marcus Stone.

43. Pip revient au village pour revoir Estella. Au Sanglier bleu, il trouve Drummle dont Orlick est le valet. Drummle est lui aussi venu voir Estella.
44. Pip accuse Miss Havisham et Estella de lui avoir caché l'identité de son bienfaiteur. Miss Havisham admet l'avoir trompé de bout en bout, mais lui assure qu'il s'est lui-même pris à son propre piège. Elle se justifie en expliquant qu'elle a voulu tourmenter ses parents avides de sa fortune. Pip s'épanche sur l'amour qu'il éprouve pour Estella, qui lui répond qu'elle ne ressent rien pour lui et a l'intention d'épouser Bentley Drummle. Pip s'en retourne à Londres à pied, en proie au désarroi le plus complet. Il arrive tard dans la nuit et trouve le veilleur à sa porte, porteur d'une note de Wemmick lui enjoignant de ne pas entrer chez lui : « Don't go home.

##### Vingt-septième partie (8 juin 1861)
45. Pip passe une mauvaise nuit dans un hôtel. Le lendemain, Wemmick l'informe que ses appartements sont épiés par Compeyson et qu'il lui faut faire quitter le pays à Provis.
46. Pip monte un plan avec Provis, désormais appelé Mr Campbell : il fera le guet alors que le fugitif descendra le fleuve en barque. Herbert et lui décident d'amarrer une embarcation à l'escalier du Temple et de s'exercer à faire le trajet sur la Tamise pour tromper l'attention. Lorsque le moment sera venu, ils sortiront le forçat de sa cache et le conduiront au navire qui l'emmènera sur le continent.

##### Vingt-huitième partie (15 juin 1861)
47. Pip attend que Wemmick donne le signal que le jour de l'opération est venu ; en attendant, comme prévu, Herbert et lui descendent régulièrement le cours du fleuve dans leur embarcation. Mais un soir où il a assisté à une représentation donnée par Wopsle au théâtre, l'acteur lui apprend que le deuxième forçat occupait un siège juste derrière lui dans la salle. Pip se rend compte que Compeyson ne cesse de l'épier et il explique à Wemmick que le danger ne cesse de croître.
48. Au cours d'un dîner chez Jaggers, Pip remarque les poignets de Molly, et il a la vision de la main d'Estella lui faisant un signe depuis la fenêtre de la diligence. Wemmick lui explique qu'il connaît l'histoire de Molly : alors qu'elle était poursuivie pour le meurtre par strangulation d'une femme bien plus forte qu'elle, Jaggers a caché la puissance de ses mains pendant le procès, arguant qu'elle n'avait pas la capacité physique de perpétrer un tel crime ; bien que soupçonnée d'avoir tué sa fille de trois ans pour se venger du père de l'enfant, elle a été acquittée et Jaggers l'a recueillie et employée comme gouvernante.

##### Vingt-neuvième partie (22 juin 1861)

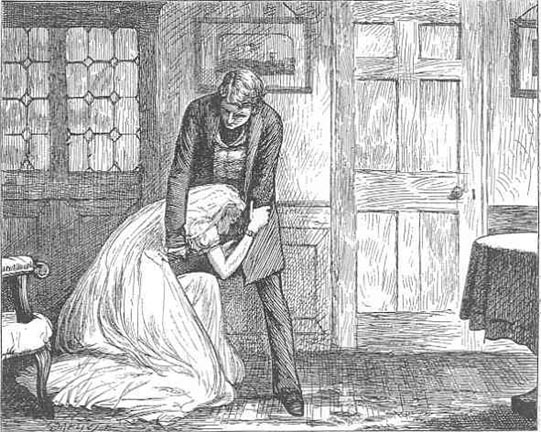
Miss Havisham implore le pardon, par F. A. Fraser (vers 1877).

49. Pip se rend à Satis House pour en savoir plus sur Estella. Il trouve Miss Havisham accablée par le remords. Elle lui raconte qu'autrefois elle a accueilli une enfant que Jaggers lui a remise et qu'elle l'a éduquée avec un cœur de glace. Elle ne sait rien des antécédents familiaux de la jeune fille, mais a appris qu'elle est maintenant mariée et vit actuellement à Paris. Elle donne de l'argent à Pip pour payer l'entrée de Herbert chez Clarriker et le supplie de lui pardonner. Pip fait quelques pas dans le jardin et, une fois encore, a la vision de Miss Havisham pendue à une poutre. Il rentre lui faire ses adieux, mais la robe de la vieille dame, dont un pan a traîné dans l'âtre, s'enflamme soudain. Il réussit à éteindre les flammes, mais se brûle les mains et Miss Havisham est grièvement blessée. Alors qu'il se prépare à retourner à Londres, elle répète comme dans un rêve : « Qu'ai-je donc fait ? » (What have I done? ).
50. Herbert soigne les brûlures de Pip tout en lui racontant ce qu'il a appris de l'histoire de Magwitch. Il a eu une fille dont il a perdu la trace lorsqu'il a pris la fuite au moment du procès de la mère de l'enfant. Compeyson n'a eu de cesse de le faire chanter en menaçant de révéler aux autorités où il se cachait. L'enfant, si toutefois elle a vécu, devrait avoir à peu près le même âge que Pip. Ce dernier en conclut que Magwitch est le père d'Estella.

##### Trentième partie (29 juin 1861)
51. Pip met Jaggers en demeure de confirmer ses conclusions sur l'ascendance d'Estella. Jaggers lui répond de façon détournée : son seul but, dit-il, a été de sauver une enfant abandonnée en la confiant à Miss Havisham, et il ajoute qu'il ne sert à rien pour le moment, que ce soit dans l'intérêt de Molly, de Magwitch ou d'Estella, de révéler la vérité ; il termine en conseillant à Pip de garder pour lui ses « pauvres rêveries » (poor dreams).
52. Wemmick donne le signal attendu : l'heure est venue de tenter l'évacuation de Magwitch, mais les mains de Pip sont encore trop fragiles pour qu'il tienne les avirons. C'est Startop qui s'en chargera. Cependant, arrive une lettre mystérieuse, lui enjoignant de venir le soir même au four à chaux situé sur les marais s'il veut des renseignements sur « son oncle Provis » (information regarding your uncle Provis).

##### Trente-et-unième partie (6 juillet 1861)

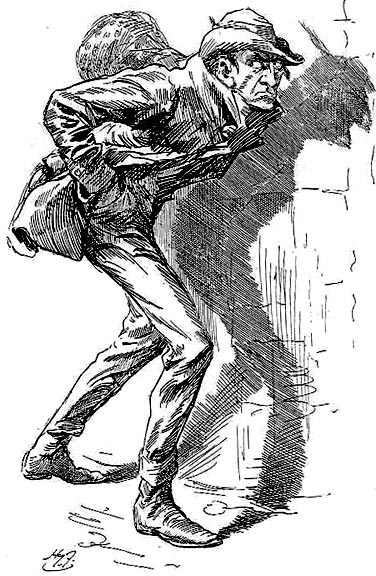
Dolge Orlick, par Harry Furniss (1910).
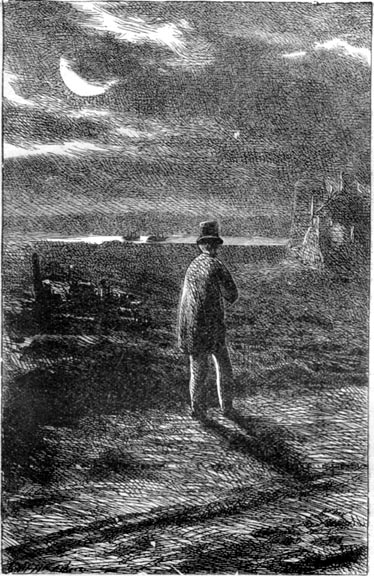
Aux abords du four à chaux, par Marcus Stone.
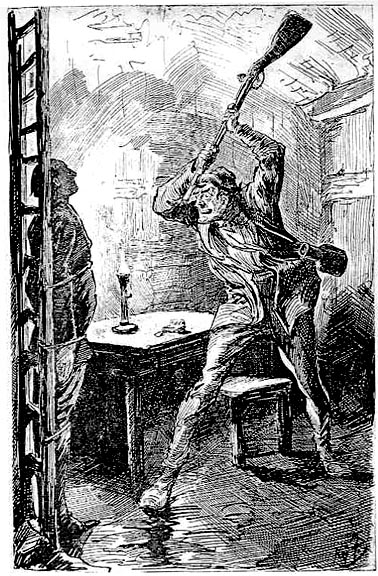
Orlick s'apprête à frapper Pip à mort, par Harry Furniss (1910).
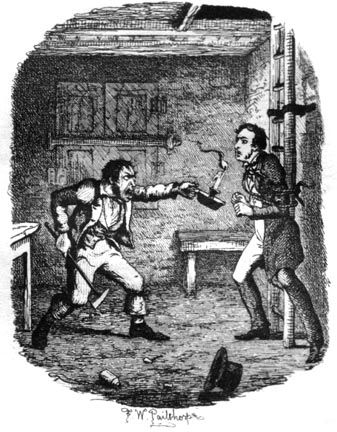
Le vieil Orlick a bien l'intention de tuer, par F. W. Pailthorpe (vers 1900).

53. Pip est au rendez-vous. Dans l'obscurité de l'écluse, il est soudain attaqué par derrière et un nœud coulant enserre son corps. C'est Orlick qui l'accuse de tous les maux : il lui a fait perdre son travail chez Miss Havisham ; il s'est interposé entre lui et Biddy. Oui, c'est lui qui a attaqué Mrs Gargery avec l'entrave des forçats, mais ce n'est pas lui qui a frappé, mais bien Pip par son bras. Il est au courant de tout concernant Magwitch. Il s'apprête à frapper avec un marteau lorsque surviennent Startop, Herbert et le garçon de courses de chez Trabb. Pip, épuisé, malade d'angoisse, n'a plus qu'un souci : protéger Magwitch.

##### Trente-deuxième partie (13 juillet 1861)
54. Le lendemain matin, Pip, Herbert et Startop se mettent en route sur le fleuve. Ils prennent Magwitch à bord et se rendent à la rame jusqu'à une auberge isolée où ils ont le projet de passer la nuit avant de rejoindre le paquebot en partance pour Hambourg. Pip s'inquiète de voir deux hommes inspecter leur embarcation. Le lendemain matin, ils reprennent leur descente au fil de l'eau mais s'aperçoivent qu'ils sont suivis par une embarcation à quatre avirons qui les somme de faire demi-tour. S'ensuit une bousculade au cours de laquelle Magwitch et Compeyson passent par-dessus bord, puis s'empoignent en une étreinte mortelle. Seul Magwitch refait surface et Pip le reconduit à Londres, blessé et très oppressé. Le jeune homme n'éprouve plus la moindre aversion envers cet homme, d'autant qu'il sait désormais que sa fortune va être confisquée par la Couronne.

##### Trente-troisième partie (20 juillet 1861)
55. Magwitch a été arrêté et son procès est fixé au mois suivant. Herbert, maintenant agent maritime, se prépare à partir pour l'Égypte afin d'y gérer la succursale Clarriker au Caire. Il offre à Pip de l'accompagner et d'y occuper les fonctions de premier secrétaire. Jagger et Wemmick déplorent que Pip ne se soit pas préoccupé de mettre les biens de Magwitch à l'abri. Wemmick l'invite à un dernier petit-déjeuner à Walworth, après quoi Pip l'accompagne pour son mariage avec Miss Skiffins lors d'une cérémonie improvisée.
56. Chaque jour, Pip rend visite à Magwitch dans l'infirmerie de la prison où il est hospitalisé, et il lui tient la main au cours du procès qui le condamne à la pendaison. Magwitch, gravement malade, meurt avant que la sentence puisse être exécutée. Pip est resté à ses côtés pendant son agonie. Sur son lit de mort, Magwitch l'a remercié de ne point l'avoir abandonné, et Pip l'a informé que sa fille est bien vivante et qu'il l'aime.

##### Trente-quatrième partie (27 juillet 1861)
57. Pip est écrasé de dettes et tombe gravement malade. Lorsque les officiers de police viennent l'arrêter, il est en plein délire et perd conscience. À son réveil, il découvre Joe à ses côtés, véritable ange gardien qui l'a soigné. Sa convalescence est longue : lors de ses conversations avec Joe, il apprend que Miss Havisham est morte en laissant tous ses biens à Estella, hormis une somme de 4 000 £ destinée à Matthew Pocket ; Orlick est en prison après avoir attaqué Pumblechook. Au fur et à mesure que Pip reprend des forces, Joe se montre plus réservé et distant, puis il s'en retourne chez lui. Pip apprend alors qu'il a payé toutes ses dettes et il envisage soit de retourner à la forge et de demander à Biddy de l'y accompagner, soit d'aller travailler avec Herbert au Caire.

##### Trente-cinquième partie (3 août 1861)

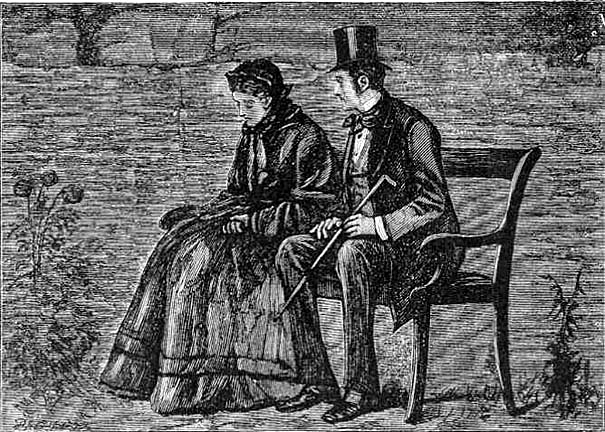
« Nous nous sommes assis sur un banc à proximité », par F. A. Fraser, c. 1877.
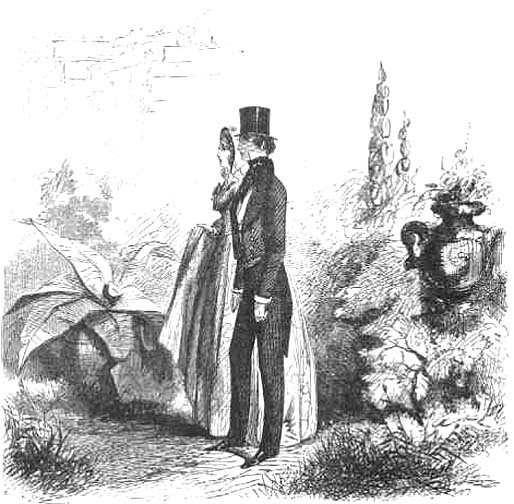
Quelques pas dans le jardin de Satis House, par John McLenan.
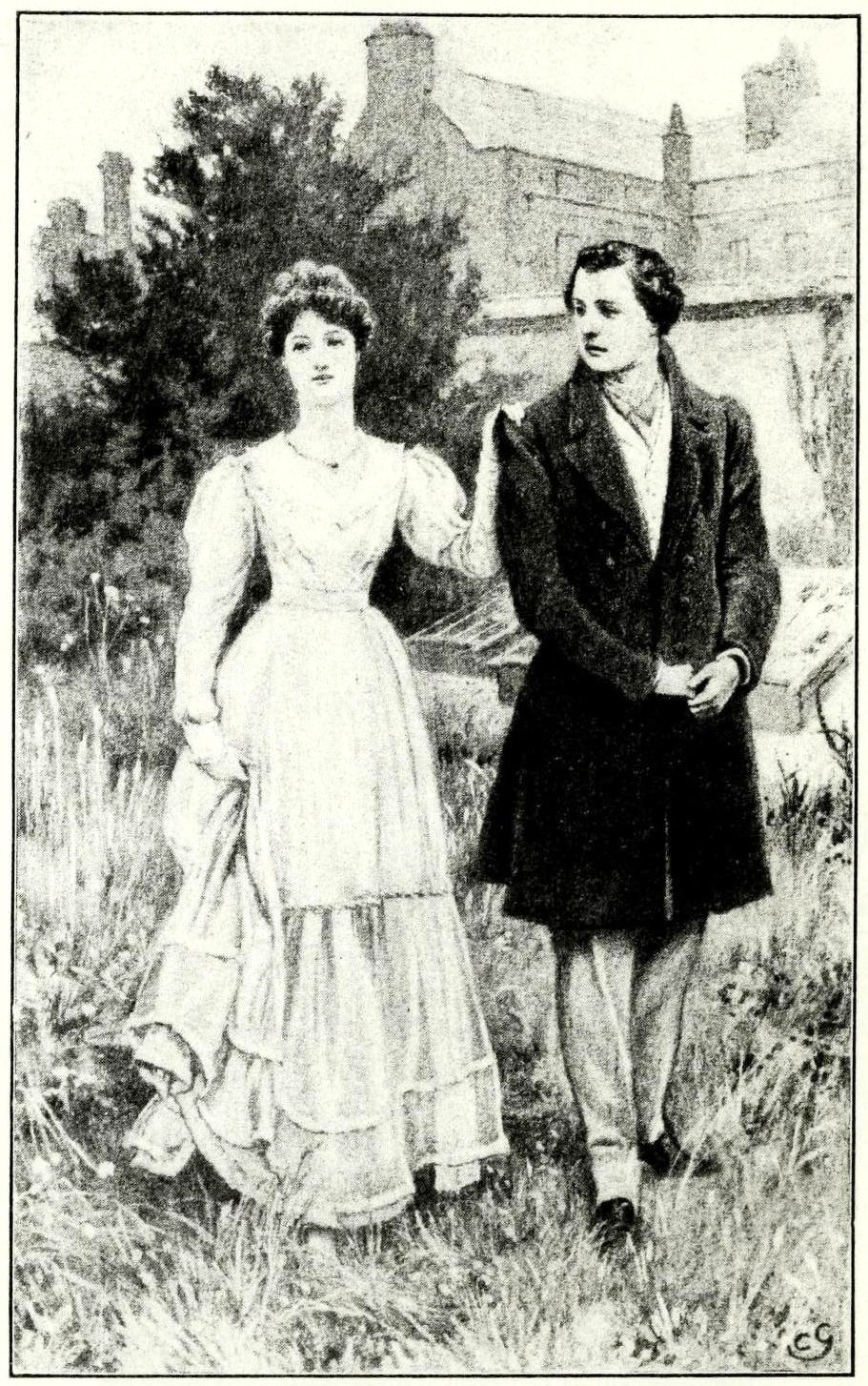
Estella s'est appuyée sur mon épaule (illustrateur inconnu).
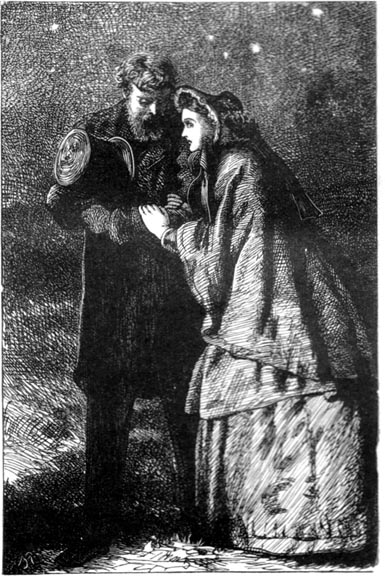
« Je lui pris la main et ne perçus pas l'ombre d'une autre séparation », par Marcus Stone.
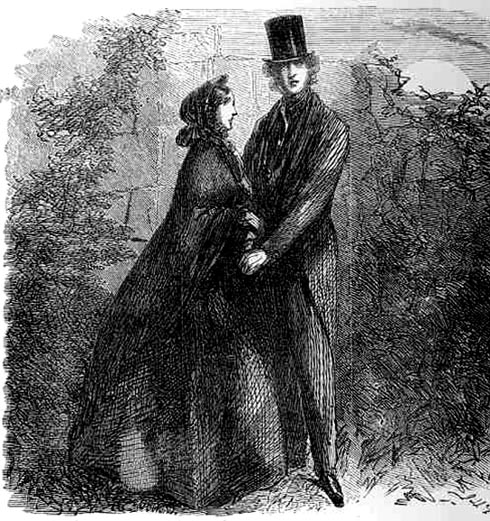
« [...] pas l'ombre d'une autre séparation », par John McLenan.

58. Pip ne fait plus partie des nantis : aussi est-il reçu assez froidement au Sanglier bleu et Pumblechook retrouve avec lui ses façons condescendantes de naguère. Il repart à la forge et arrive le jour même du mariage de Joe et de Biddy, dont il ignorait tout. Il leur demande pardon, promet de rembourser Joe et s'en va pour l'Égypte où il prend logis chez Herbert et Clara, paie sa dette à Joe, gravit les échelons et occupe le troisième rang dans la hiérarchie de la succursale égyptienne. C'est alors seulement que Herbert apprend qu'à l'origine, sa participation financière à l'entreprise a été assurée par Pip.
59. Onze années ont passé. Pip revient au pays et s'en va à la forge. Joe et Biddy ont un fils, prénommé Pip. Il visite le site des ruines de Satis House au crépuscule et, au bout d'un moment, y trouve Estella qui a éprouvé la même nostalgie. Elle est veuve et a souffert des brutalités de son mari ; elle demande à Pip de lui pardonner, l'assurant que le malheur lui a ouvert le cœur et qu'elle comprend les sentiments qu'il a pu ressentir pour elle autrefois. Ils se jurent une éternelle amitié et, après quelques pas dans le jardin, quittent Satis House. Pip prend enfin la main d'Estella qui s'est appuyée sur son épaule. Ainsi se termine son récit, avec l'assurance sibylline qu'il « ne perçoit pas l'ombre d'une autre séparation ».

### Récapitulation

#### Sources et contexte
Le seul prédécesseur littéraire de Great Expectations est l'autre roman d'apprentissage de Dickens, David Copperfield. Ces deux livres retracent le développement psychologique et moral d'un jeune garçon jusqu'à sa maturité, son passage d'un environnement campagnard à la métropole londonienne, les vicissitudes de son éducation sentimentale, l'exposition de ses espoirs et rêves juvéniles et leur métamorphose, le tout en un riche et complexe récit rétrospectif donné à la première personne. Dickens est conscient de cette ressemblance et, avant d'entreprendre son nouveau manuscrit, il relit David Copperfield pour éviter, dit-il, les redites, ce qui l'émeut aux larmes.
Deux romans du retour aux sources
Les deux romans, en effet, relèvent de la même préoccupation : un retour aux sources, même si David Copperfield se nourrit beaucoup plus des faits et événements vécus par Dickens, Great Expectations, le premier de ses livres à dépeindre un jeune garçon de très humble condition, ressortissant davantage, selon Paul Schlicke, à l'« autobiographie intime et spirituelle » (« the more spiritual and intimate autobiography »). Encore que plusieurs éléments y relèvent du domaine événementiel : le personnage de Miss Havisham, par exemple, en partie inspiré par une duchesse parisienne dont la résidence, toujours close et plongée dans l'obscurité, entourée d'un jardin tel une « mer végétale morte » (a dead green vegetable sea), rappelle Satis House, ; ou la campagne jouxtant Chatham et Rochester, dont pourtant aucun toponyme n'est cité ; ou encore l'époque choisie, signalée entre autres par les anciennes diligences, le titre de « His Majesty » destiné à George III et le pont de Londres renvoyant à l'ancien London Bridge d'avant la reconstruction de 1824-1831 (voir ci-après Un Bildungsroman mâtiné de sous-genres)
Une fébrile et nostalgique transition
Au cours des quelques années précédant le roman, ce retour aux sources s'annonce par la convergence de plusieurs facteurs. Dickens se montre inquiet, agité, insatisfait ; il rompt avec son passé, tant concrètement que symboliquement. Dans le même temps, il semble à la recherche de l'imaginaire de ses jeunes années.
Ainsi, en 1856, il achète Gad's Hill Place, son rêve d'enfance, et s'y installe définitivement deux ans plus tard, loin de Londres, dans la campagne du Kent ; en 1858, il rompt dans la douleur son mariage de vingt-trois ans avec Catherine Dickens ; il se sépare aussi de certains de ses plus proches amis, Mark Lemon par exemple ; il se brouille avec son éditeur Bradbury and Evans qui publie ses livres depuis quinze ans. Comme pour parachever ce grand chamboulement, il fait au fond de son parc un feu de joie de toutes les lettres accumulées depuis deux décennies, et regrette amèrement que celles qu'il a écrites ne puissent être ajoutées au brasier, ; il arrête son hebdomadaire Household Words, pourtant au sommet de sa popularité, et le remplace par All the Year Round
Conjointement à cette fébrilité, se manifeste sa nostalgie du passé lointain : dans The Uncommercial Traveller, recueil de nouvelles et textes divers, qu'il commence à publier en 1859 dans son nouvel hebdomadaire, il insère quelques méditations semi-autobiograhiques concernant son enfance, par exemple « Dullborough Town » (« Morneville ») et « Nurses' Stories » (« Histoires de nounous »). « Rien de surprenant, écrit Paul Schlicke, que le roman en cours soit un retour aux racines, situé dans une partie de l'Angleterre où il a grandi et où il vient de se réinstaller » (« it is hardly surprising that the novel Dickens wrote at this time was a return to roots, set in the part of England in which he grew up, and in which he had recently resettled »)
Emprunts et divers essais
Margaret Cardwell attire aussi l'attention sur le fait que Going into Society (« Entrée dans le monde »), la traditionnelle histoire de Noël de Dickens pour 1858, présente un personnage, Chops le nain (Chops the Dwarf), qui, comme le futur Pip, entretient l'illusion qu'il est l'héritier d'une fortune, puis connaît la déception une fois ses ambitions sociales réalisées. Dans une autre veine, Harry Stone pense que les aspects gothiques et féeriques de Great Expectations ont été en partie inspirés par un ouvrage de Charles Matthews l'aîné, At Home Entertainements (« Amusements au foyer »), que présentent en détail Household Words et son supplément mensuel Household Narrative. Il montre également que The Lazy Tour of Two Idle Apprentices (Le Tour paresseux de deux apprentis oisifs), écrit de concert avec Wilkie Collins après leur promenade dans le nord de la Grande-Bretagne en 1857, et publié dans Household Words du 3 au 31 octobre de la même année, présente une certaine étrangeté des lieux et un amour passionné mais sans retour annonçant eux aussi Great Expectations.
Une « fable représentative de son temps » (Robin Gilmour)
Au-delà des aspects biographiques et littéraires, Great Expectations apparaît, selon l'expression de Robin Gilmour, comme « une fable représentative de son temps » (a representative fable of the age). Dickens, analyse-t-il, est conscient que son roman « parle » à une génération appliquant au mieux le principe du self help (développement personnel) et persuadée d'avoir, de ce fait, progressé dans l'ordonnance de sa vie quotidienne. Que le héros Pip aspire comme beaucoup à s'améliorer, ne relève pas du snobisme, mais de la conviction victorienne que l'éducation, le raffinement social, le confort matériel sont des objectifs nobles et dignes. Toutefois, en fondant les « espérances » de Pip sur le crime, la tromperie et même le bannissement aux colonies, Dickens stigmatise la nouvelle génération en l'opposant à la précédente, celle de Joe Gargery, moins sophistiquée mais plus solide, et surtout mieux ancrée dans de saines valeurs ; il y aurait donc là, de sa part, une critique oblique des prétentions de son temps.

#### Une impression d'excellence
Le format hebdomadaire de la publication contraint Dickens à la rigueur, note Paul Davis. Il lui faut des chapitres concis, bien centrés sur un seul sujet, et une structure narrative quasi mathématique, chacune des trois étapes se divisant ainsi en douze épisodes d'égale longueur. Cette symétrie contribue à l'impression de « fini » qu'ont soulignée nombre de commentateurs, dont George Gissing qui, comparant les personnages de Joe Gargery et Daniel Peggotty (de David Copperfield), opte pour le premier, plus solide à ses yeux, indemne de tout mélodrame et « vivant dans un monde quotidiennement régi par des causes et des effets » (« in a world, not of melodrama, but of everyday cause and effect »).
La décantation
Donc, « compactly perfect » (« ramassé et parfait »), tel est le jugement de G. B. Shaw sur Great Expectations ; et Swinburne de renchérir : « Ses défauts sont aussi imperceptibles que les taches sur le soleil ou l'ombre sur une mer en pleine lumière » (« The defects in it are as nearly imperceptible as spots on the sun or shadow on a sunlit sea »),. Cette impression d'excellence tient aussi, selon Christopher Ricks, à « la brusque vivacité du ton narratif » (« the briskness of the narrative tone ») ; ainsi, le souvenir du monologue intérieur de Pip alors que, à Londres, il se prépare à la visite de Joe, son plus vieil ami et son protecteur de toujours :
| « Ce n’était pas avec plaisir, bien que je tinsse à lui par tant de liens. Non ; c’était avec un trouble considérable, un peu de mortification et un vif sentiment de mauvaise humeur en pensant à son manque de manières. Si j’avais pu l’empêcher de venir, en donnant de l’argent, j’en aurais certainement donné. » | « Not with pleasure, though I was bound to him by so many ties; with considerable disturbance, some mortification, and a keen sense of incongruity. If I could have kept him away by paying money, I certainly would have paid money. » |

Semblable concision touche à la « décantation », commente Ricks, particulièrement dans la deuxième phrase, glaçante d'impitoyable indifférence mais dénuée de tout étalage surfait (« without making a terrific demonstration of mercilessness »), registre difficile à atteindre, parfois manqué par Dickens, mais ici porté au sublime.
Une structure cadenassée
De plus, comme l'explique Henri Suhamy dans son cours d'agrégation sur Great Expectations, au-delà des séquences chronologiques et du tissage de plusieurs histoires en une intrigue serrée, la situation sentimentale et morale des personnages forme un schéma (pattern) d'une cohérence absolue. Il décrit ce schéma avec deux pôles centraux, celui des « Parents adoptifs » et celui des « Jeunes gens », qu'entourent deux autres pôles intitulés « Amants dangereux » (Dangerous Lovers). D'un côté, Compeyson ; de l'autre, Bentley Drummle et Orlick. Au milieu, Miss Havisham, Magwitch et Joe d'une part, et Estella, Pip et Biddy de l'autre. Pip se situe au centre de cette toile d'amour, de rejet et de haine.

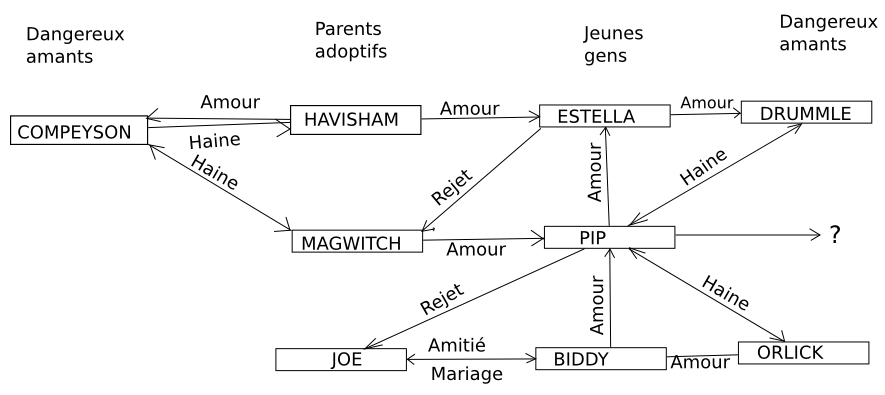
Schéma de la structure de Great Expectations.

Tel est « le cadre général du roman » (the general frame of the novel), arrêté au moment de la crise accablant Pip lorsqu'il prend conscience de sa situation et de celle d'Estella. Henri Suhamy précise que le terme « love » qu'il emploie est générique, véritable amour de Pip pour Estella, attirance sociale d'Estella envers Drummle, la belle ne se faisant aucune illusion sur le personnage et étant incapable, par définition, de sentiment. De même, ajoute-t-il, le mot « rejet » (rejection), appliqué à Estella envers Magwitch, relève de l'interprétation, la jeune femme ignorant qu'il est son père, mais restant habitée par le mépris de tout ce qui lui paraît au-dessous de sa condition.
Great Expectations apparaît alors comme une histoire tragique, puisque tous les personnages représentés souffrent physiquement ou psychologiquement, et parfois les deux à la fois, ou meurent, souvent de façon violente, pendant son déroulement. En outre, si l'amour demeure à jamais stérile, la haine, en revanche, prospère de toutes parts. Seule émerge comme sentiment positif l'amitié qui unit Biddy et Joe, scellée en amour conjugal par la naissance de deux enfants, car les réconciliations finales, hormis celle de Pip envers Magwitch, symbolique de sa mutation, n'altérent pas l'ordonnance générale. Quant à Pip, extirpé du réseau de la haine mais exclu du bonheur dans la première conclusion, il n'entrevoit qu'un avenir incertain dans la seconde, d'où le point d'interrogation qui clôt sa trajectoire.

## Le point de vue

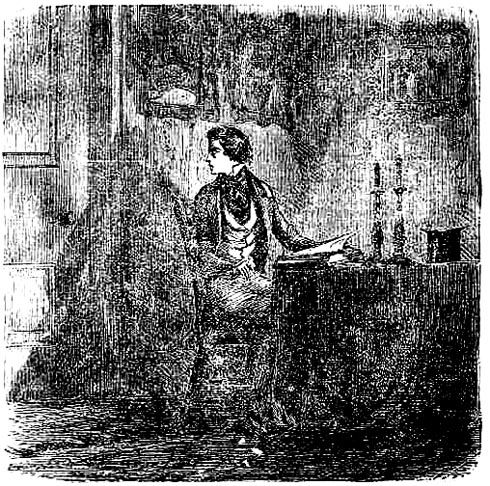
Pip inquiet juste avant le retour de Magwitch, par John McLenan.

Bien qu'il soit écrit à la première personne, le lecteur sait – et là se situe le préalable essentiel – que Les Grandes Espérances n'est pas une autobiographie mais un roman, œuvre de fiction donc, avec des événements et des personnages, héros-narrateur y compris, sans existence réelle, pures créations de l'imagination de Dickens qui, in fine, par la seule virtuosité de son verbe, reste le véritable maître du jeu et orchestre seul la subtile complexité des différentes strates de discours.
De plus, comme le souligne Sylvère Monod, le traitement de l'autobiographie n'est pas le même que dans David Copperfield : Great Expectations n'est pas composé d'événements de la vie de Dickens ; « [t]out au plus y peut-on trouver quelques traces d'une introspection psychologique et morale de portée générale ».
Pour autant, comme l'analyse Paul Pickrel, Pip est à la fois narrateur et héros ; en tant que tel, il raconte avec tout le savoir qu'il a acquis, événements de sa vie, maturation de ses idéaux, acquisition de la sagesse, l'histoire du jeune garçon qu'il a été et qui, lui, ne connaissait du monde qu'un étroit environnement géographique et familial. C'est par la confrontation des deux strates de temps que se dessine peu à peu l'orientation du roman. Au début, en effet, le lecteur peut considérer qu'il concerne un orphelin maltraité, répétition des situations présentées dans Oliver Twist et David Copperfield, ce qui est vrai mais s'avère vite dépassé. Le thème se manifeste par l'éveil de la conscience du jeune Pip à l'existence d'un autre monde que celui des marais et de la forge, seul avenir, d'ailleurs, qu'envisage Joe pour lui, le moment décisif se situant lorsque Miss Havisham et Estella entrent comme par effraction dans sa vie. Le lecteur attentif, cependant, peut percevoir qu'il s'agit là d'une fausse piste, tant la décrépitude de Satis House, tout comme celle de l'étrange dame qui l'habite, signalent la fragilité d'une impasse. Dès ce stade, il en sait plus que le héros, procédé d'ironie dramatique lui conférant une supériorité qu'il partage avec le narrateur.
Il faut attendre le retour de Magwitch, surprise absolue que prépare cependant le remue-ménage des éléments, pour que, peu à peu, le point de vue du héros rejoigne celui des deux observateurs suivant sa trajectoire. Dans cette optique de révélation progressive, les événements sensationnels peuplant la fin du roman apparaissent comme autant de tests suprêmes destinés à mettre son point de vue à l'épreuve. Ainsi se succèdent, selon la formulation de A. E. Dyson, « les immolations de Pip » (The Immolations of Pip).

## Thématique: signification du roman
Le mot « espérances » (expectations) du titre renvoie d'abord à son sens victorien, c'est-à-dire « un héritage à venir » (« a potential legacy »). Ainsi est-il d'emblée annoncé que l'argent tient une grande place dans le roman, thème, cependant, qui s'insère dans un ensemble plus vaste dont la cohérence a été mise en évidence par John Hillis-Miller dans son ouvrage Charles Dickens, The World of His Novels.

### Exclusion et espoir

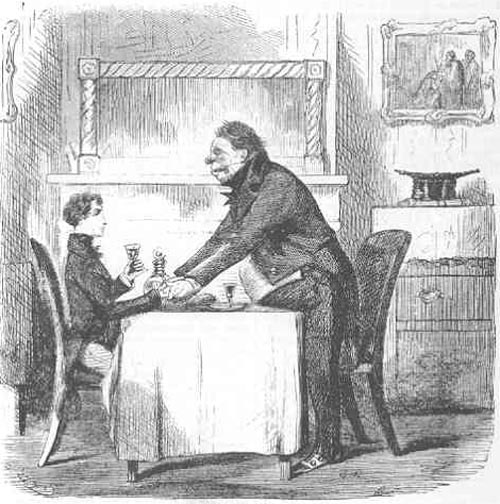
Mr Pumblechook : « Permettez, permettez », par John McLenan.

John Hillis-Miller montre d'abord que, comme dans beaucoup de romans dickensiens, la plupart des personnages importants, et, en premier, le héros lui-même, sont des « exclus » (outcasts) vivant dans l'insécurité. Ainsi, Pip, orphelin, grandit dans un monde bouché par de sinistres tombes et de dangereux marais, que dominent au large, émergeant du brouillard, les menaçantes masses des bateaux-prisons. Son existence même lui est matière à reproche : « Je fus donc toujours traité, écrit-il au chapitre 4, comme si j’eusse insisté pour venir au monde, malgré les règles de la raison, de la religion et de la morale » (« I was always treated as if I had insisted on being born in opposition to the dictates of reason, religion and morality »).
L'exclu se sentant superflu, poursuit John Hillis-Miller, et son attitude envers la société reflétant celle de la société à son égard, il se fait agressif et, par tous les moyens, va tenter de se saisir d'une place en son sein. D'oppressé, il devient oppresseur : Jaggers domine Wemmick qui domine les clients de Jaggers ; Magwich utilise Pip comme instrument de vengeance, et par un premier geste symbolique, il le retourne pieds en l'air et tête en bas dans le cimetière ; Miss Havisham se sert d'Estella pour détruire, comme elle le confesse au chapitre 49 : « [...] avec mes bijoux, avec mes leçons et avec ce fantôme de moi-même, toujours devant elle pour l’avertir de bien profiter de mes leçons, je lui dérobai son cœur et mis de la glace à sa place » (« [...] with my jewels and with my teachings, and with this figure of myself always before her, a warning to back and point my lessons, I stole her heart away and put ice in its place »).
Parallèle au thème de l'exclusion, se déploie chez le personnage principal, ajoute Henri Suhamy, celui de l'espoir : Pip est convaincu que la providence lui doit une place dans la société, qu'Estella lui est destinée ; et lorsque la bonne fortune, en effet, croise son chemin, il ne manifeste aucune surprise : enfin sont reconnues sa valeur d'homme et sa noblesse inhérente, la justice s'exerçant pour une fois au bon endroit. D'ailleurs, ne reçoit-il pas la sanction de Pumblechook dont il accepte, au chapitre 19, la flatterie sans sourciller ? « Ce garçon sort de l'ordinaire » (« That boy is no common boy »), à quoi s'associent les prières répétées du « May I? May I? » (« Permettez, permettez ») des serrements de main.
Corollaire de l'espoir, il y a ce que Jack B. Moore appelle « la grande capacité d'amour de Pip » ([his] great capacity for love) ; il souligne en particulier « [son] incontrôlable et impossible passion pour Estella » (« uncontrollable, impossible love for Estella »), malgré les avanies qu'elle lui fait subir.
Aussi, pour Pip, gagner une place dans la société, est-ce aussi gagner le cœur d'Estella.

### Les illusions sociales
Lorsque Pip est lancé dans la vie londonienne, se greffent deux nouveaux thèmes correspondant à ses préoccupations premières, celui de l'argent et celui de la distinction (gentility).

#### Le thème de l'argent

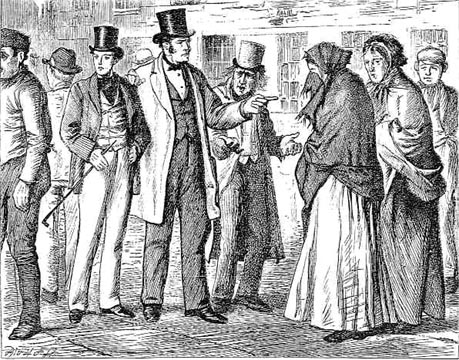
Dans Little Britain, Jaggers menace une femme nommée Amelia, par F. A. Fraser.

Henri Suhamy pose une question : d'où vient l'argent dans Great Expectations ? L'argent, explique-t-il, est issu du travail, mais n'est acceptable que s'il s'agit du travail d'autrui. Miss Havisham tire ses revenus de la location de ses biens, hérités de son père brasseur et non gagnés à la sueur de son front. C'est un argent pur, en quelque sorte, que ne souille pas le dur labeur, car, comme l'explique Herbert à Pip au chapitre 22, la profession de brasseur n'entache nullement la « distinction » : « Son père était gentleman campagnard, et, de plus, il était brasseur. Je ne sais pourquoi il est très bien vu d’être brasseur dans cette partie du globe, mais il est incontestable que, tandis que vous ne pouvez convenablement être gentleman et faire du pain, vous pouvez être aussi gentleman que n’importe qui et faire de la bière, vous voyez cela tous les jours. » (« Her father was a country gentleman down in your part of the world, and was a brewer. I don’t know why it should be a crack thing to be a brewer; but it is indisputable that while you cannot possibly be genteel and bake, you may be as genteel as never was and brew. You see it every day. »). Aussi, parce qu'elle est riche, la vieille dame, malgré son excentricité, jouit-elle de l'estime générale et, bien que volontairement exclue de la vie, elle ne l'est pas de la société. Elle reste en constante relation d'affaires avec son homme de loi Jaggers et garde son emprise sur sa cour de flagorneurs. Aussi, conclut Henri Suhamy, loin de représenter l'exclusion sociale, est-elle l'image même d'une certaine société, une aristocratie terrienne demeurée puissante quoique figée dans le passé et « embaumée dans son propre orgueil » (embalmed in its own pride).
Alors qu'A. O. J. Cockshut voit dans la fortune de Magwitch une sorte de réplique de celle de Miss Havisham, Henri Suhamy s'inscrit en faux contre cette analyse, jugeant au contraire que Dickens a fait de la différence les séparant l'un des axes principaux de son roman. Selon lui, en effet, l'argent venu de Magwitch est indigne, comme frappé d'interdit social pour trois raisons : émanant d'un forçat, ayant été gagné sur une terre d'exil peuplée de criminels, certes honnêtement mais à la force des bras. L'opposition est symbolique : son argent sent la sueur, les billets en sont graisseux et froissés (« Ce n’était en effet rien moins que deux grasses banknotes d’une livre, qui semblaient avoir vécu dans la plus étroite intimité avec tous les marchands de bestiaux du comté » [« two fat sweltering one-pound notes that seemed to have been on terms of the warmest intimacy with all the cattle market in the country »]), alors que les pièces données par Miss Havisham pour l'inscription de Pip en apprentissage (indentures) brillent encore de l'éclat du neuf. Or voici que Pip découvre qu'il doit sa transformation en gentleman à cette manne salie d'avance, et comme le précise Henri Suhamy, il a été à bonne école et a suffisamment acquis de préjugés pour la repousser avec horreur.

#### Le thème dugentleman

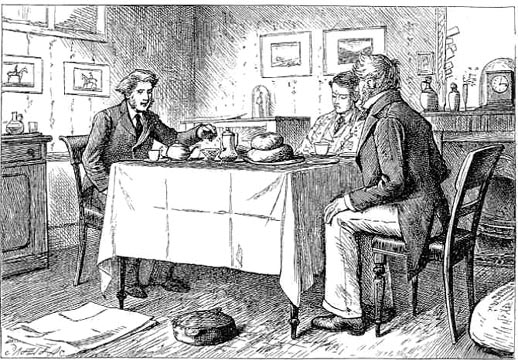
Désastreuse visite : « Thé ou café, Mr Gargery ? », par F. A. Fraser, ca 1877.

L'idée de la « distinction » sociale hante de nombreux personnages : Magwitch qui la convoite par procuration, Pip lui-même qui en bénéficie, Mrs Pocket qui ne rêve que de l'acquérir, Pumblechook que la flagornerie précipite aux mains de celui qu'il fustigeait âprement la veille, Joe qui bafouille entre « Pip « et « Sir » lors de sa visite à Londres, jusqu'à Biddy soudain devenue révérencieuse.
Et c'est sans compter, ajoute Henri Suhamy, avec tous ceux qui en jouissent mais ne la méritent pas vraiment, comme Miss Havisham dont le séducteur, Compeyson, n'est autre que le forçat au visage balafré, un gentleman certes, mais corrompu, ce que Magwitch n'oublie jamais : « C’est un gentleman, s’il vous plaît, que ce coquin. C’est moi qui rends au bagne ce gentleman » (« He's a gentleman, if you please, this villain. Now the Hulks has got its gentleman back again, through me ») ; Estella elle-même est, bien qu'elle l'ignore, la fille de Magwitch et d'une criminelle, recueillie par Jaggers, un homme de loi dont la distinction n'est qu'apparente puisqu'il vit grâce aux liquidités (portable property) que lui confie le milieu par l'intermédiaire de son employé modèle, Mr Wemmick.
Autre question posée par Henri Suhamy : de quels atouts doit-on disposer pour accéder à la « distinction ? ». Un titre, ou à défaut, des liens familiaux avec la classe moyenne supérieure (upper middle class) : ainsi, Mrs Pocket fonde son aspiration de tous les instants sur le fait que son grand-père a « failli » être anobli, et Pip entretient l'espoir que Miss Havisham finira par l'adopter, car l'adoption, comme en témoigne Estella qui se conduit en petite dame née, est tout à fait acceptable ; encore plus importants, mais non suffisants, sont l'argent et l'éducation, ce dernier terme entendu au sens général, indifféremment de tout apprentissage professionnel. Pip en est bien conscient qui approuve sans réserve Jaggers lui annonçant, via Matthew Pocket, que : « [...] n’étant destiné à aucune profession, j’aurais une éducation suffisante, si je pouvais m’entretenir avec la pension moyenne que reçoivent les jeunes gens dont les familles se trouvent dans une bonne situation de fortune » (« [...] I was not designed for any profession, and I should be well enough educated for my destiny if I could hold my own with the average of young men in prosperous circumstances »). À ce compte, ni Matthew Pocket, qui a l'éducation et non l'argent, ni Jaggers, qui a les deux mais s'est fait une place par la seule puissance de son intellect, ne peuvent aspirer à la « distinction » (gentility) ; en fait, c'est Bentley Drummle qui incarne l'idéal social, ce qui explique pourquoi Estella l'épouse sans sourciller.

### La futilité des espérances de Pip
Julian Monayhan prétend que la meilleure façon de cerner la personnalité de Pip, ou de sonder les intentions de Dickens à son égard, est d'analyser ses relations non tant avec Magwitch qu'avec Orlick, l'ouvrier criminel qui travaille à la forge de Joe Gargery.

#### «Orlick, le double de Pip» (Julian Monayhan)

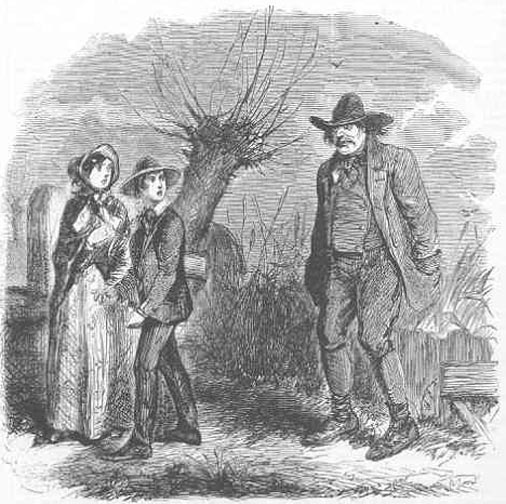
Pip et Biddy sont surpris par Orlick (chapitre 24), par John McLenan.

David Trotter reprend cette analyse à son compte en 1996 dans l'introduction de l'édition Penguin : Orlick, note-t-il, est l'ombre de Pip ; compagnons de travail dans la forge, ils se retrouvent chez Miss Havisham où Pip a ses entrées et devient garçon de compagnie, alors qu'Orlick, préposé au portail, reste dehors. Pip considère Biddy comme une sœur, Orlick a d'autres projets pour elle ; Pip se lie avec Magwitch, Orlick s'associe à l'ennemi juré de Magwitch, Compeyson. En somme, Orlick aspire lui aussi à de « grandes espérances » et il suit avec ressentiment l'ascension de Pip de la forge et des marais au scintillement de Satis House, dont il est exclu, puis à l'éblouissement londonien qu'il ne saurait partager : ombre bien encombrante dont Pip ne parvient pas à se débarrasser.
Puis arrive le châtiment, l'acte sauvage d'agression sur Mrs Gargery avant que le criminel ne s'évanouisse dans la jungle des marais ou de Londres, pour, acte symbolique, réapparaître au chapitre 53. Orlick attire alors Pip dans un bâtiment d'écluse abandonné au milieu des marais ; il a des comptes à régler avant de passer à l'acte suprême, l'assassinat, et les reproches fusent : Pip n'a fait qu'entraver sa route, c'est ce privilégié, alors que lui est resté esclave de sa condition, qui est le seul responsable du destin de Mrs Joe. Semblable inversion des responsabilités, poursuit David Trotter, relève d'une logique de paranoïa et fait d'Orlick « le double de Pip » (Pip's double),.
Mais Orlick n'en a pas fini et, pour jeter aux orties les dernières illusions de Pip, il a recours à son duplicata de la classe supérieure, Bentley Drummle, son double à lui, « le double d'un double, peut-être » (the double of a double perhaps), écrit David Trotter en référence à Pip. Comme Orlick, Drummle est puissant, basané, inintelligible, le sang bouillant, et lui aussi se prélasse et rôde en attendant son heure. Et c'est pour ce fruste grossier mais bien né, qu'Estella rejette Pip, brisant sa suprême espérance. Après cela, conclut David Trotter, les deux méchants disparaissent dans la violence, comme Mrs Joe en son temps : ils ne servent plus à rien, aussi le lecteur ne les reverra-il plus ; seule demeure la culpabilité qui mine le héros.

#### Londres, la nouvelle prison

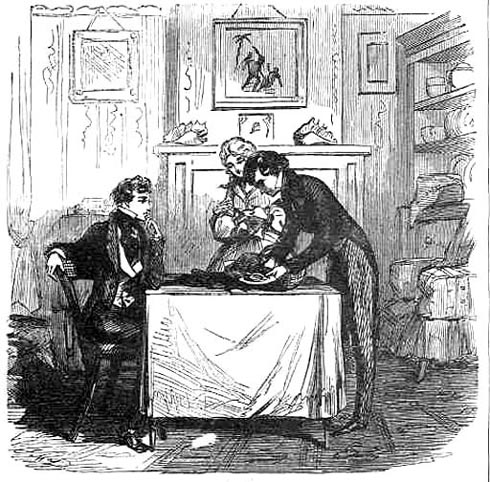
Herbert Pocket et Pip dans leur logis de Londres, par John McLenan.

Rien d'étonnant, à ce compte, que les choses tournent mal à Londres où ni l'argent, ni la distinction ne conduisent au bonheur. L'apprenti gentleman ne cesse de se lamenter sur son inquiétude, son sentiment d'insécurité, de multiplier les allusions au malaise chronique qui l'accable, à la lassitude plombant son enthousiasme (chapitre 34), état d'esprit pire que quand, à la forge de Joe, il se voyait avec « [d]es aspirations inquiètes et mécontentes » (« restless aspiring discontented me »). L'argent, en effet, échappe à son contrôle : plus il dépense, plus il se rue dans les dettes pour assouvir de nouveaux besoins aussi futiles que les précédents. En outre, son insolite statut de gentleman en devenir exerce sur lui une influence inverse de celle qu'il attendait : les avenues s'ouvrent à l'infini, certes, mais la volonté, en proportion, s'affadit jusqu'à l'extinction, et bientôt s'installe la paralysie de l'âme. Dans la métropole surpeuplée, Pip erre de désillusion en désillusion et ne fréquente plus que la solitude, privé de son Kent natal, en particulier de son unique soutien, le forgeron du village, et impuissant à rejoindre une communauté, pas même la famille Pocket, encore moins le cercle de Jaggers. Londres est devenue sa prison et, semblable aux forçats de son enfance, il s'est entravé de chaînes : « L'argent seul, résume Henri Suhamy, ne suffit pas à construire une maison de la satisfaction » (« No satis House can be buit merely with money »),.

#### L'attitude de Dickens
David Trotter attache beaucoup d'importance aux billets de banque graisseux de Magwitch. Ils invitent, écrit-il, au-delà des émois psychologiques du héros, à se pencher sur les vues de l'auteur concernant le progrès économique et social si prégnant au cours des dix ou quinze années ayant précédé Great Expectations. Dickens a abondamment traité ce thème dans ses livres comme dans son hebdomadaire Household Words, et, ajoute David Trotter, ses efforts pour contribuer au progrès social se sont amplifiés au cours des années 1840, ce que reflètent ses derniers romans. Pour illustrer son propos, il cite Humphry House qui, en une formule lapidaire, écrit que dans Pickwick Papers, « une mauvaise odeur était une mauvaise odeur » (« a bad smell was a bad smell »), alors que, dans Our Mutual Friend et Great Expectations, « une mauvaise odeur est un problème » (« it is a problem »),.

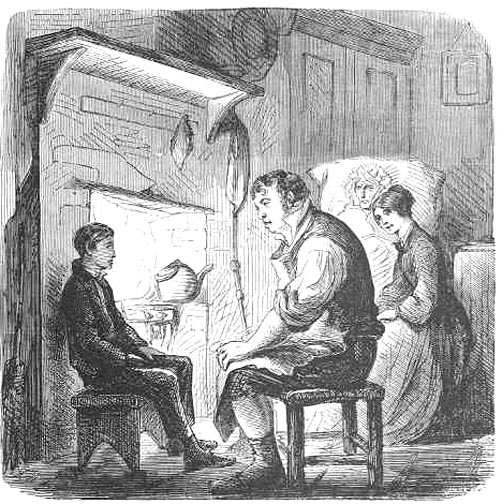
Joe se réjouit de la bonne fortune de Pip, par John McLenan.

À l'occasion de l'Exposition universelle de 1851 (The Great Exhibition), Dickens et Richard Horne ont écrit un article comparant le Crystal Palace avec les quelques artefacts présentés par la Chine, signes extrêmes, à leurs yeux, du progrès et de la réaction : d'un côté, l'Angleterre, ouverte par son négoce au monde entier, symbole du mouvement ; de l'autre, le repli sur soi. « Comparer la Chine et l'Angleterre revient à comparer l'arrêt au mouvement » (« To compare China and England is to compare Stoppage to Progress »), concluaient-ils. C'était là, ajoute David Trotter, une façon de viser le gouvernement Tory qui, selon eux, en préconisant un certain retour au protectionnisme, entendait faire de l'Angleterre la Chine de l'Europe. De fait, Household Words se pose en champion du libre-échange mondial : flux incessant de l'argent, métaphore de la circulation sanguine, écrivent-ils le 17 mai 1856. Dans les années 1850, conclut David Trotter, il existe encore pour Dickens une richesse de bon aloi, se comptant en billets frais et craquant sous les doigts, purs et sans odeur.
Avec Great Expectations, le point de vue a changé, quoique, explique Henri Suhamy, de façon mitigée : certes, la satire existe, parfois en termes d'une dureté sans appel ; pour autant, il n'est personne dans le livre pour jouer le rôle du moraliste pour condamner Pip et le monde qu'il fréquente, Joe et Biddy eux-mêmes, ces parangons du bon sens, se rendant complices, par leur humilité instinctivement exagérée, de sa dérive sociale. La condamnation se fait d'abord par opposition; seuls quelques personnages gardent, malgré leurs travers, un parcours sans dérive : Joe, dont les valeurs restent immuables ; Matthew Pocket, que sa fierté d'homme rend incapable, au grand étonnement de sa famille, de toute flatterie envers sa riche parente ; Jaggers, en un sens, dont la tête reste froide et sans illusion quant à la société dont il gère les intérêts ; Biddy enfin, qui vainc sa timidité pour, de temps à autre, remettre de l'ordre dans les choses. Il est laissé au héros-narrateur le soin de tirer les conclusions positives qui s'imposent : à la fin du roman, il retrouve la lumière et se lance sur le chemin de la régénération morale.

### La régénération morale
Au chapitre 39, charnière du roman, Pip reçoit la visite de Magwitch venu voir le gentleman qu'il a fabriqué, et, une fois le forçat caché dans la chambre d'Herbert Pocket, rend compte de sa situation :
| « Pendant une heure encore, je restai trop étonné pour pouvoir penser, et ce ne fut que lorsque je commençai à penser, que je sentis combien j’étais malheureux, et jusqu’à quel point le vaisseau sur lequel j’avais navigué était en pièces. Les intentions de Miss Havisham à mon égard étaient un simple rêve. Estella ne m’était pas destinée […]. Ce furent là mes premières souffrances. Mais la douleur la plus aiguë et la plus profonde de toutes, c’était que pour ce forçat, coupable d’un crime que j’ignorais, exposé à être arrêté dans cette même chambre où je me trouvais plongé dans mes réflexions, et pendu à la porte d’Old Bailey, j’avais abandonné Joe. » | « For an hour or more, I remained too stunned to think; and it was not until I began to think, that I began fully to know how wrecked I was, and how the ship in which I had sailed was gone to pieces. Miss Havisham's intentions towards me, all a mere dream; Estella not designed for me […]. But, sharpest and deepest pain of all -- it was for the convict, guilty of I knew not what crimes, and liable to be taken out of those rooms where I sat thinking, and hanged at the Old Bailey door, that I had deserted Joe. » |

John Hillis-Miller écrit que, pour s'extirper de cette situation, Pip ne peut compter que sur les forces de l'amour, persistance de celui qu'il éprouve pour Estella et surtout apprentissage du sentiment qu'il doit désormais à Magwitch, homme traqué, bientôt blessé, ayant troqué sa vie contre la sienne. Henri Suhamy ne lui donne pas tort, mais ajoute que ce processus positif se trouve, à chacune de ses étapes, accompagné par des prises de conscience successives concernant la vanité des certitudes l'ayant précédé.

#### Première révélation: l'argent est corrupteur

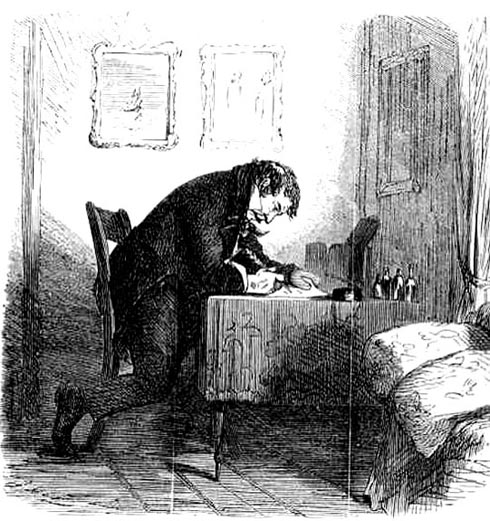
Joe apprend à lire, par John McLenan.

Henri Suhamy explique que Dickens a donné d'autant plus d'impact à son propos qu'il n'a point fait de Pip un petit miséreux : ni idyllique, ni sordide, la forge de Joe ne ressemble pas à l'antre gothique de Gabriel Varden dans Barnaby Rudge, la maison des Gargery n'a rien des taudis de Hard Times : l'âtre est garni, le garde-manger rempli, et Mrs Gargery veille sans modération à la propreté.
Ainsi, le problème posé n'est donc point tant social que psychologique et moral, l'ascension de Pip s'accompagnant en parallèle de la dégradation de son intégrité, et cela dès la fin de sa première visite chez Miss Havisham. Le petit garçon innocent des marais, naguère respectueusement recueilli sur la tombe de ses parents, se mue soudain en fieffé menteur pour éblouir sa sœur, Mrs Joe, et l'oncle Pumblechook, avec l'invention d'un carrosse, de côtelettes de veau, la viande la plus chère du royaume. Plus dérangeante est son incoercible fascination pour Satis House, où il est méprisé et même giflé, assailli par de fantomatiques visions, rejeté par les Pocket ; puis sa croissante désinvolture une fois le mirage installé à Londres. Alors, écrit Henri Suhamy, l'attrait de l'argent a toutes les préséances, sur la loyauté et la gratitude, sur la conscience même, bien éveillée aux turpitudes : en témoignent, occurrences emblématiques, l'envie d'acheter le retour de Joe au chapitre 27, le regard supérieur jeté au même Joe déchiffrant les lettres de l'alphabet, sans compter la méprisante condescendance témoignée à Biddy, copie conforme du comportement d'Estella à son égard.

#### Deuxième révélation: la faillite dugentleman

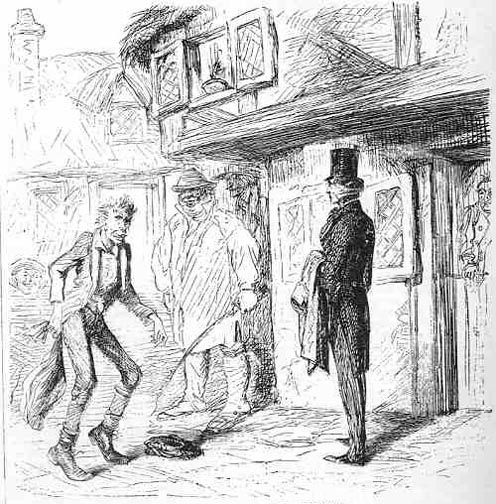
Le garçon de chez Trabb se moquant de Pip devant la poste, par John McLenan.

Les gentlemen s'adonnent au spectacle de leur « distinction », tant pour leur bénéfice propre que pour celui d'autrui. Singeant leurs bonnes manières réciproques, et plus particulièrement celles de l'aristocratie, ils cultivent la honte du travail et font de l'oisiveté un mode de vie. Ainsi, Estella, de basse extraction, est systématiquement formée à l'orgueil, puis envoyée à Richmond pour apprendre à se comporter en dame, et finit par tomber dans la nasse d'un rustre bien né ; de même, Matthew Pocket, homme pourtant lucide et intelligent, désormais appauvri mais resté conscient de son rang, ne décourage pas les prétentions aristocratiques de son épouse, quelque ridicules qu'elles soient.
Quant à Pip, il représente, comme ceux-là mêmes qu'il imite, ce que John Hillis-Miller appelle « la banqueroute de l'idée du gentleman » (the bankrupcy of the idea of the gentleman) : dominant de droit, se dispensant d'aider les moins fortunés, il se coupe, à coup d'impostures et d'injustices, de la communauté humaine, et son seul profit devient celui de la vulgarité, inversement proportionnelle à sa montée en « distinction ». Cette répudiation du gentleman par Dickens, déjà amorcée dans Little Dorrit et confirmée dans Great Expectations, n'est pas forcément partagée par ses contemporains : G. N. Ray montre que, pour Thackeray, l'idée du gentleman a besoin d'être réévaluée mais reste un concept indispensable. Tandis que pour Trollope, plus conservateur, les actions relevant de l'éthique ne sauraient être spontanées qu'avec ces qualités défiant l'analyse que montrent l'homme et la dame de distinction.
Quoi qu'il en soit, au chapitre 30, Dickens soutient son propos avec un comparse, sans importance pour l'intrigue, qu'il promeut au rang de révélateur parodique de la nouvelle maladie qui ronge le héros ; seul à ne pas être dupe, incapable de s'abaisser à la flagornerie, le garçon de courses de Trabb (Trabb's Boy) parade dans la grand'rue du village avec des pitreries de petit garçon et des contorsions censées imiter les belles manières toutes fraîches de Pip. Effrois simulés devant cette présence devenue auguste, allure exagérément dandy, verbe hautain, accent serti de relents de leçons d'élocution, le mime de Trabb's Boy expose au grand jour la fumisterie de ce nouveau gentleman en redingote et haut-de-forme, grossière caricature et marionnette tirant ses propres ficelles :
| « Les mots ne pourraient donner une idée de l’outrage et du ridicule lancés sur moi par le garçon de Trabb, quand, passant à côté de moi, il tirait son col de chemise, frisait ses cheveux, appuyait son poing sur la hanche, tout en se carrant d’une manière extravagante, en balançant ses coudes et son corps, et en criant à ceux qui le suivaient : « Connais pas !… connais pas !… Sur mon âme, je ne vous connais pas !… » Son ignominieux cortège se mit immédiatement à pousser des cris et à me poursuivre sur le pont. Ces cris ressemblaient à ceux d’une basse-cour extrêmement effrayée, dont les volatiles m’auraient connu quand j’étais forgeron ; ils mirent le comble à ma honte lorsque je quittai la ville, et me poursuivirent jusqu’en plein champ. » | « Words cannot state the amount of aggravation and injury wreaked upon me by Trabb's boy, when, passing abreast of me, he pulled up his shirt-collar, twined his side-hair, stuck an arm akimbo, and smirked extravagantly by, wriggling his elbows and body, and drawling to his attendants, "Don't know yah, don't know yah, pon my soul don't know yah!" The disgrace attendant on his immediately afterwards taking to crowing and pursuing me across the bridge with crows, as from an exceedingly dejected fowl who had known me when I was a blacksmith, culminated the disgrace with which I left the town, and was, so to speak, ejected by it into the open country » |

David Trotter attache beaucoup d'importance aux pitreries de ce petit clown, comme, d'ailleurs, Chesterton avant lui. Trotter parle de « moquerie dévastatrice » (savage fun), « captant merveilleusement l'incongruité première de ce moi créé par le seul désir » (« wonderfully catching the sheer unfamiliarity of the self created by desire »). Chesterton, lui, pense que George Eliot et Thackeray auraient su décrire l'humiliation de Pip, mais non la « vigueur » de Trabb's boy, cette « revanche incoercible et d'un à-propos confondant » (« the irrepressible and unerring vengefulness »).
Ce que révèle le garçon de Trabb, c'est que le « paraître » a pris le pas sur l'« être », le protocole sur les sentiments, le décorum sur l'authenticité. Comme le résume Henri Suhamy, l'étiquette règne jusqu'à l'absurde, et la solidarité humaine n'est plus à l'ordre du jour.

#### Troisième révélation: richesse et «distinction» n'apportent pas le bonheur

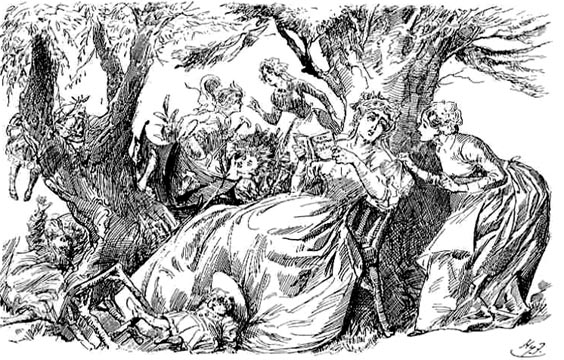
Mrs Pocket et ses enfants, se complaisant dans l'oisiveté, par Harry Furniss (1910).

Estella et Miss Havisham représentent l'exemple type de personnes riches ayant joui d'une vie matériellement facile mais qui s'avèrent incapables de faire face à la réalité dès lors qu'elle se fait plus rude. Miss Havisham s'est retirée de la vie au premier obstacle et se pose depuis en héroïne de mélodrame ; Estella, choyée et gâtée à outrance, manque cruellement de jugement et devient la proie du premier gentleman qui s'approche d'elle, alors qu'humainement celui-ci est à ranger parmi les pires individus de son espèce. Henri Suhamy est d'avis que l'une des raisons pour lesquelles Dickens l'a ainsi mariée à une brute est de montrer l'échec de son éducation : habituée à dominer, elle est censée faire plier les hommes, comme elle y réussit si aisément avec Pip, mais devient victime de son propre défaut, porté à son comble chez un être né, et non façonné, à sa propre image.
Londres, paradis des riches et lieu naturel d'évolution pour le gentleman, n'a de grandeur que le gigantisme de ses amoncellements putrides et crasseux, juxtaposition infinie de « villages », comme le décrit Pip, tous tortueux, décrépits et graisseux, formant un obscur désert de briques suintant de suie, de pluie, de brouillard et surnageant dans une mer de détritus. La pauvre végétation y survivant reste rabougrie, confinée à de sombres cours enserrées, sans air ni lumière, condamnée à l'étiolement. Barnard's Inn, où dîne Pip, n'offre qu'une nourriture nauséabonde, et son logis, malgré le mobilier qu'il y empile pour, comme l'écrit Henri Suhamy, « en avoir pour son argent », reste la plus inconfortable des demeures, bien loin de l'ample cuisine à l'âtre rayonnant de Joe et de son garde-manger richement garni.
Ainsi, conclut Henri Suhamy, « un monde que dominent l'appât de l'argent et les préjugés sociaux conduit à la mutilation de l'être, aux discordes de famille, à la guerre entre homme et femme, et ne saurait conduire à quelque bonheur que ce soit ». Joe, chez qui prévalent les valeurs du cœur et qui, malgré ses limites intellectuelles et sociales, atteint comme naturellement à la sagesse, en est l'exemple a contrario.

### La conquête de la conscience morale

#### Le pèlerinage de Pip

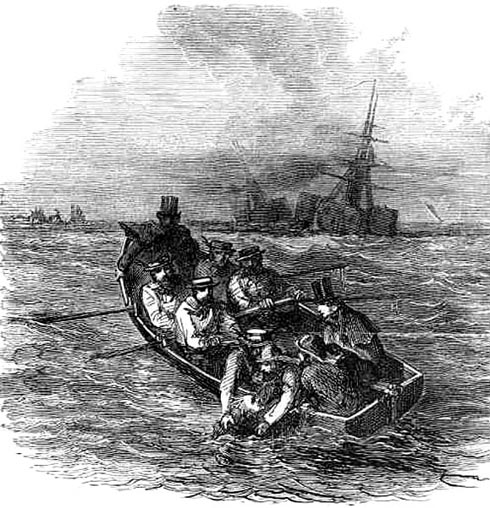
L'arrestation de Magwitch sur la Tamise, par John McLenan.

Le thème de la régénération morale se dessine donc comme l'opposé même des fausses valeurs précédemment énoncées. Dickens, cependant, prend soin de montrer qu'un authentique sens des réalités ne se décrète pas mais se mérite. D'où le long et douloureux processus de rédemption qu'il inflige à son héros, véritable pèlerinage ponctué de souffrances. Tel le Christian du Voyage du pèlerin, Pip se fraie un chemin jusqu'à la lumière à travers un dédale d'horreurs affligeant son corps comme son esprit : l'épreuve du feu lorsqu'il sauve Miss Havisham du brasier ; la menace de la maladie exigeant des mois de convalescence ; celle de la mort violente quand il se retrouve pris au piège par Orlick dans un four à chaux ; le tracas de l'endettement et, pis, l'obligation de rembourser les dettes ; le travail enfin, qu'il reconnaît désormais comme seule digne source de revenus, d'où sa décision de revenir à la forge de Joe. Plus importantes encore, comme le souligne John Hillis-Miller, sont l'acceptation d'un grossier paria de la société, puis l'affection quasi filiale ressentie envers ce banni de la terre, un « chien traqué issu du fumier » (hunted dunghill dog).
John Hillis-Miller montre que ce retour aux origines implique leur transformation en leur opposé. Au départ, le lien avec Magwitch apparaît comme coupable, véritable atteinte à l'intégrité du foyer, attache honteuse avec les bas-fonds de la société, cause d'isolement social. Désormais, alors qu'au chapitre 53, Pip se prépare à descendre le cours de la Tamise pour secourir le forçat, un voile se lève à la fois de la rivière et de son esprit. Les brumes symboliques enveloppant les marais lors de son départ pour Londres se sont enfin dissipées et il se sent prêt à devenir un homme.
| « Comme je regardais cet amas de toits, de tours d’églises et de flèches, s’élevant dans l’air, plus clairs que de coutume, le soleil se leva, un voile parut tout à coup être enlevé de dessus la rivière, et des millions d’étincelles parurent à sa surface. De moi aussi, il me semblait qu’on avait tiré un voile, et je me sentais vaillant et fort. » | « As I looked along the clustered roofs, with Church towers and spires shooting into the unusually clear air, the sun rose up, and a veil seemed to be drawn from the river, and millions of sparkles burst out upon its waters. From me too, a veil seemed to be drawn, and I felt strong and well. » |

#### L'amour rédempteur

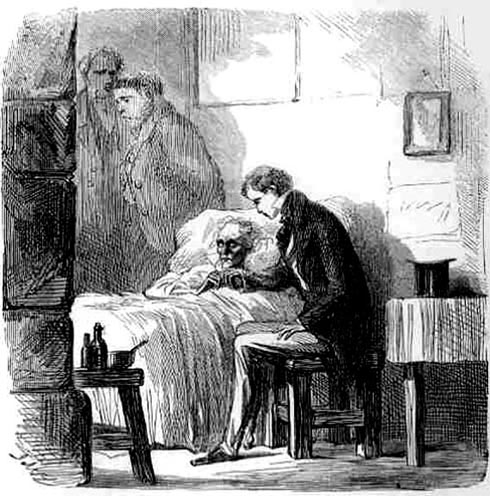
Le dernier serrement de mains, par John McLenan.

L'agent rédempteur est l'amour qui, pour Dickens comme pour des générations de moralistes chrétiens, explique John Hillis-Miller, ne s'acquiert que par le sacrifice. La répugnance de Pip, écrit-il, s'évanouit complètement au chapitre 54 ; dans le forçat pourchassé et blessé, il ne voit plus qu'un homme habité par l'affection, ayant risqué sa liberté et sa vie pour lui ; la puissante étreinte initiale dans les marais, geste d'appropriation et de possession, désormais serrement de mains vulnérables, devient le symbole de leur amour et de leur volonté de sacrifice mutuel. Après l'action, la fidélité de Pip demeure à toute épreuve, s'affichant publiquement lors de l'emprisonnement, du procès et de la mort du forçat. Il pousse même l'abnégation jusqu'à lui cacher la fin de ses « espérances » lors de la confiscation de ses biens par la Couronne ; et quelques instants avant sa mort, il lui révèle qu'Estella, sa fille, est vivante, « une dame, très belle, et que j'aime ! » (« a lady and very beautiful. And I love her ». Voilà, écrit John Hillis-Miller, le plus grand sacrifice : la reconnaissance qu'il doit tout, même Estella, à Magwitch ; alors, sa nouvelle servitude, délibérément choisie, devient sa plus belle liberté.

#### Conclusion
D'un point de vue social, l'ultime décision de Pip est en accord avec les vues déjà exprimées de Joe et de Biddy : choix du travail, donc de la sérénité méritée, d'une vie tranquille, d'une mort apaisée. Pip retourne à la forge, c'est-à-dire à son état antérieur. Cette doctrine du travail valorisant, philosophie de l'homme heureux par sa contribution au bien-être de la société, explique Earle Rosco Davis, vient en droite ligne des théories exprimées par Carlyle qui, dans ses Latter-Day Pamphlets (1850), condamne le système des castes prospérant dans l'oisiveté, vue qu'approuvent chez lui Marx et Engels,. C'est donc sciemment que Dickens a choisi pour héros ni un aristocrate, ni un capitaliste, mais un garçon issu de la classe ouvrière, ne pouvant jouir impunément que du fruit de son dur et honnête labeur.
Mais qui dans le roman, ironise A. E. Dyson, l'approuvera, à part Joe et Biddy ? Heureusement, ajoute-t-il, il arrive trop tard : « Dieu merci, Joe et elle se sont unis juste à temps, ces trois-là l'ont échappé belle ! » (« Mercifully […] Joe and Biddy have married one another just in time. But what an escape for all three of them! »). Pip est donc libéré pour l'épilogue du roman qui en revient à Estella, tout ambigu qu'il est dans sa formulation, mais non par sa tonalité : A. E. Dyson écrit qu'il est « à peine » (barely) possible qu'ils se marient, « à peine » possible qu'ils soient heureux si jamais ils le font. Cependant, les derniers mots du livre satisfont le lecteur, non qu'ils disent ce qui va arriver, non qu'ils prononcent un jugement, mais – et là, il reprend la formulation de Gissing – « parce qu'ils prolongent la musique très spéciale du conte, automnale et argentée » (« because they complete the peculiar music, silvery and autumnal, of the tale »).
Pour autant, conclut Henri Suhamy, dans Great Expectations, les vraies valeurs sont l'enfance, la jeunesse, le cœur. Les héros de l'histoire sont Pip enfant, authentique visionnaire, être humain inachevé et pourtant complet, ouvert, sensible, persécuté par des adultes sans âme ; ce sont encore Pip et Herbert adolescents, imparfaits mais libres, intacts, enjoués, doués de fantaisie dans un monde ennuyeux et frivole ; Magwitch aussi, homme de cœur, victime des fausses apparences et des fétiches sociaux, redoutable et humble, bestial et pur, « vagabond de Dieu honni des hommes, lépreux porteur de la bonne nouvelle » ; et Joe, ennemi du mensonge, ami du prochain ; enfin, les femmes, « les vraies, dont la faiblesse est la force et le mutisme leur intuition ».

### L'interprétation «impérialiste» (Edward W. Said)
Edward W. Said, dans Culture & Imperialism,, propose en 1993 une interprétation de Great Expectations en relation avec l'impérialisme de la fin du XVIIe et du XIXe siècle. Ainsi, écrit-il, le roman peut être lu de nouvelle façon, la désillusion de Pip, lorsqu'il apprend que son bienfaiteur est un forçat évadé d'Australie, puis son acceptation de Magwitch comme père de substitution, s'inscrivant dans le contexte colonial. Dickens s'intéresse aux problèmes de cette colonie pénitentiaire dans laquelle il envoie nombre de personnages de David Copperfield, qui s'y forgent une belle carrière : ces exilés deviennent des « outsiders », mais ont un droit de retour, à la différence des déportés comme Magwitch, obligé de transgresser la loi, crime puni de mort. Pourquoi, demande Said, Dickens le fait-il revenir ? Pour que sa culpabilité soit rachetée par l'amour de Pip qui, à son tour, peut alors partir vers l'Orient où il se livre à un dur négoce, mais dans une colonie « normale », ce que l'Australie n'est pas. Le roman, conclut Said, conforte plutôt qu'il ne condamne les normes régissant l'ordre de l'Empire britannique.
En cela, commente l'auteur du cours de l'Open University, Great Expectations s'inscrit dans la tradition du roman anglais depuis Robinson Crusoé, mais il ajoute que le réalisme de Dickens s'étant enrichi de tant d'éléments depuis celui de Defoe, en particulier des veines gothique et sentimentale dont le résultat est justement de valider l'étranger, la thèse de Said doit être très relativisée.

## La manière d'écrire
En conclusion de son chapitre consacré à Great Expectations, Earle Davis fait le point des procédés narratifs utilisés par Dickens. Il souligne d'abord l'art de la caricature, le comique des maniérismes du discours, deux intrigues palpitantes, la réserve des sentiments, l'atmosphère gothique, une morale issue de Carlyle, un personnage central soigneusement appelé à évoluer. Il évoque ensuite le maillage serré de la structure et l'équilibre des contrastes. Puis, il rend grâce à l'usage de la première personne qui confère une simplicité de bon aloi et du naturel au récit tout en évitant le piège des excès mélodramatiques. Les symboles attachés aux « grandes espérances » renforcent, ajoute-t-il, l'impact du roman. Dans l'ensemble, conclut-il, Great Expectations « montre l'auteur à son avantage et rarement à son détriment » (« it often shows the author to advantage and rarely at his worst »).

### UnBildungsromanmâtiné de sous-genres
Roman complexe et multiple, Great Expectations, comme le Jane Eyre de Charlotte Brontë, correspond à la version victorienne du Bildungsroman,, dont il possède la plupart des caractéristiques : un protagoniste considéré de l'enfance à la maturité, une frustration initiale qui l'écarte de son environnement familial, une longue et difficile maturation ponctuée de conflits répétés entre son désir et l'ordre établi, enfin l'adéquation entre l'un et l'autre lui permettant de se réévaluer et de réintégrer la société sur de nouvelles bases.
Cependant, si le lecteur y voit avant tout un récit rétrospectif à la première personne, à la différence des deux précédentes pseudo-autobiographies que sont David Copperfield et, même si l'usage du « je » n'y est que partiel, Bleak House, le roman relève aussi, comme le notent Paul Davis et Philip V. Allingham, de plusieurs sous-genres pratiqués à l'époque de Dickens.

#### L'aspect comique
Ainsi, il comporte une part de comédie de caractère et de situation, dont relèvent la description du dîner de Noël de Pip au chapitre 4, le Hamlet de Wopsle au chapitre 31 ou le mariage de Wemmick au chapitre 55 ; s'y ajoute la satire d'une société privilégiant la richesse et le rang social, mais dont le snobisme n'a d'égal que l'injustice et l'incompétence. Magwitch, moteur du drame, en est la première victime puisqu'il est condamné pour un délit mineur ; de même, les grandes institutions du royaume sont à l'abandon, celle du théâtre, par exemple, que parodient les minables « grandes espérances » de Wemmick. Paul Davis note, cependant, que les scènes satirico-comiques restent organiquement essentielles à l'intrigue et au thème central (« They are absolutely organic to the plot and theme »).

#### L'aspect criminel et policier

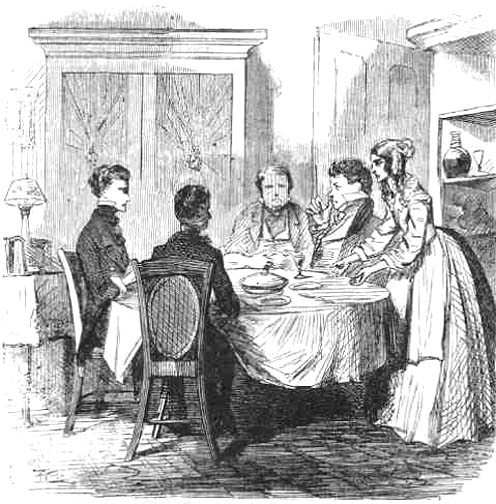
Jaggers : « Molly, montre-leur tes deux poignets, allez ! », par John McLenan.

À cela s'ajoute une composante criminelle et policière, héritée d'une forme assez nouvelle que pratiquent plusieurs amis de Dickens, en particulier Wilkie Collins et Ainsworth, et à laquelle il s'est lui-même essayé dans l'épisode central d'Oliver Twist. Great Expectations, d'ailleurs, se réfère ouvertement au London Merchant (George Barnwell), la pièce de George Lillo mettant en scène la chute d'un jeune apprenti épris d'une prostituée, auquel Pip, se sentant coupable dès l'enfance, s'identifie au chapitre 15, quoique avec un certain recul ironique visant ses interlocuteurs et surtout lui-même :
| « Ce qui me frappait surtout c’étaient les rapports qui existaient dans toute cette affaire avec mon innocente personne. Quand Barnwell commença à mal tourner, je déclare que je me sentis positivement identifié avec lui. […] Tour à tour féroce et insensé, on me fait assassiner mon oncle sans aucune circonstance atténuante ; […] Tout ce que je puis dire pour expliquer ma conduite dans cette fatale journée, c’est qu’elle était le résultat inévitable de ma faiblesse de caractère. Même après qu’on m’eut pendu et que Wopsle eut fermé le livre, Pumblechook continua à me fixer en secouant la tête et disant : « Profite de l’exemple, mon garçon, profite de l’exemple. » Comme si c’eût été un fait bien avéré que je n’attendais, au fond de mon cœur, que l’occasion de trouver un de mes parents qui voulût bien avoir la faiblesse d’être mon bienfaiteur pour préméditer de l’assassiner. » | « What stung me, was the identification of the whole affair with my unoffending self. When Barnwell began to go wrong, I declare that I felt positively apologetic […]. At once ferocious and maudlin, I was made to murder my uncle with no extenuating circumstances whatever; […] all I can say for my gasping and procrastinating conduct on the fatal morning, is, that it was worthy of the general feebleness of my character. Even after I was happily hanged and Wopsle had closed the book, Pumblechook sat staring at me, and shaking his head, and saying, "Take warning, boy, take warning!" as if it were a well-known fact that I contemplated murdering a near relation, provided I could only induce one to have the weakness to become my benefactor. » |

Non loin des pontons, se déroulent des épisodes d'une violence sanglante ; et évoluent des personnages dignes de la Newgate School of Fiction  (« l'École du roman de Newgate ») : l'escroc Compeyson, la meurtrière Molly, son protecteur Jaggers, qui gère les intérêts de criminels. Tout au long, justifiant les erreurs de Pip, l'énigme se pose de leurs liens passés avec l'excentrique Miss Havisham, mystère que dénoue la seule conclusion. De plus, l'intrigue doit beaucoup au suspense concernant Magwitch, dont le retour d'Australie appelle la potence et, scellant officiellement l'ultime fin des grandes espérances, la confiscation de ses biens par la Couronne.

#### L'aspect gothique
Avec Miss Havisham, la jeune mariée figée dans le temps, et son manoir en ruine qu'habitent les herbes folles et les araignées, Great Expectations présente aussi un aspect gothique hérité de la tradition née au XVIIIe siècle avec Horace Walpole et son Castle of Otranto, puis poursuivie par, en particulier, Ann Radcliffe dans The Mysteries of Udolpho et Walter Scott avec The Bride of Lammermoor. D'autres personnages ressortissent à ce genre : l'aristocrate Bentley Drummle, dont la cruauté dominatrice est extrême, le héros lui-même, consumant ses jeunes années pour une beauté glacée, le monstre Orlick, attentant systématiquement à la vie de ses protecteurs ; sans compter les luttes à mort entre Compeyson et Magwitch, ou l'incendie qui finit par tuer la vieille dame de Satis House, toutes scènes où dominent l'horreur, le suspense, le sensationnel, ingrédients premiers de ce genre de littérature.

#### L'aspect «cuillère d'argent»

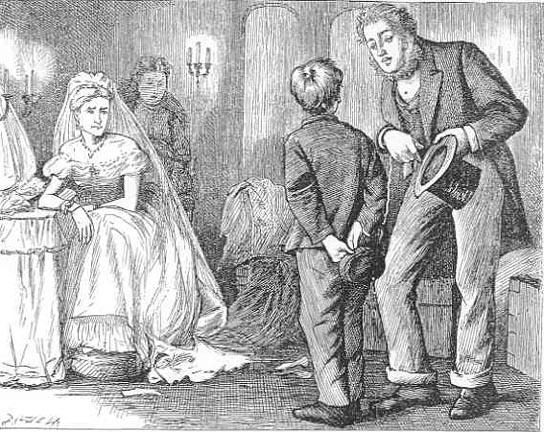
Chapitre 13 : Pip a honte de Joe à Satis House.

En lien avec Miss Havisham et son monde, et, par elle, avec les illusions scintillantes du héros, se retrouve l'aspect Silver Fork Novel (« Roman à la cuillère d'argent »), autre genre florissant dans les années 1820 et 1830, à la fois descriptif d'une certaine élégance clinquante, et critique de l'esthétique des frivolités auxquelles s'adonne la haute société. Le roman de Charles Lever A Day's Ride (Promenade d'un jour), que Household Words commence à publier en janvier 1860, concerne une classe sociale pour laquelle Dickens n'a que mépris, mais qui fascine beaucoup de ses lecteurs. À certains égards, Great Expectations peut se concevoir comme un « anti-roman à la cuillère d'argent » (anti Silver Fork novel), tant est féroce la satire des prétentions et de la morale de Miss Havisham et de celles de ses flagorneurs, même les avides Pocket (à part le chef de famille Matthew, souverain dans ses cours et soumis comme un petit garçon une fois rentré chez lui) et ce fat d'oncle Pumblechook qui sert d'intermédiaire entre les Gargery et Satis House. Le titre même du roman peut se lire ironiquement puisque les « grandes espérances » annoncées se caractérisent surtout par leur échec et le retour du héros à la petite vie des gens ordinaires qui gagnent leur pain laborieusement.

#### L'aspect historique

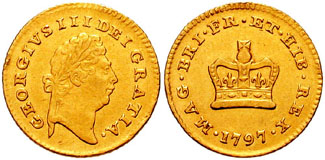
La troisième guinée de George III.

À tous ces genres subalternes, Philip V. Allingham ajoute la catégorie du roman historique. Dickens ancre son récit avec un luxe de détails épars qui, rassemblés, finissent par donner une idée assez précise des événements, des personnalités et de la manière de vivre de l'époque choisie. Great Expectations commence juste après les guerres napoléoniennes, se poursuit jusqu'aux années 1830-1835, puis saute à la décennie suivante de 1840 à 1845, période, précise Philip V. Allingham, au cours de laquelle s'est construit le réseau ferroviaire de l'Angleterre. Parmi les détails que le lecteur de l'époque sait reconnaître comme appartenant au passé figure, par exemple, le billet de 1 £, mentionné au chapitre 10, retiré de la circulation depuis 1826, façon de situer l'histoire avant cette date ; de même, la peine de mort pour félonie visant les déportés a été supprimée en 1846, et comme Dickens place l'épilogue de son histoire onze années après la mort de Magwitch, cette même date semble être la limite chronologique des faits rapportés, ce que renforce le fait que l'aube de la péniche qui blesse le forçat a été définitivement remplacée par l'hélice au milieu des années 1840. Autres détails : la potence érigée dans les marais, destinée à laisser le corps des suppliciés se putréfier sur place, a disparu en 1832, et le roi mentionné au début, George III, étant mort en 1820, signale que Pip a alors 7 ou 8 ans. Philip V. Allingham conclut de ce recensement que Dickens s'identifie avec son personnage, quitte à commettre quelques erreurs, par exemple quand il mentionne au chapitre 13 la pièce de 1 guinée, pourtant disparue en 1813, alors que lui-même a quitté Chatham pour Londres en 1822 à l'âge de 10 ans. Si Pip a environ 23 ans vers le milieu du roman et 34 à la fin, il suit à peu près son créateur qui, le 7 février 1846, franchit sa trente-quatrième année.

### Caractérisation des personnages

#### «Une faiblesse du roman»? (Sylvère Monod)
Great Expectations ne présente que deux hommes heureux : Joe et Herbert Pocket, le premier satisfait de son travail manuel, de sa pipe et d'une bonne pinte de bière ; le second, loyal et doué d'empathie, longtemps content de ne rien faire, puis se conformant au moule social de sa classe dans les affaires à l'étranger, comme Pip d'ailleurs, mais qui, lui, en revient penaud. Sylvère Monod trouve qu'ils ont tous les deux bien du mérite à garder tant d'optimisme : Joe passe sa vie auprès d'une harpie au caractère insupportable, mais « a gardé dans un corps adulte le cœur généreux d'un enfant », et Herbert préserve sa fantaisie au sein d'une famille relevant de l'« asile d'aliénés ». Quant aux deux jeunes femmes, Estella et Biddy, la première, écrit-il, se trouve dotée d'un « caractère monstrueux », et la seconde brille par sa « morne » et « irritante perfection ».
De plus, ajoute-t-il, l'excentricité est souvent « abusive » : hormis celles de Magwitch et d'Orlick, facilement « excusable[s] » car fondées sur « l'ignorance et l'aveuglement », celle de Jaggers aussi, « cas extrême de déformation professionnelle », il « s'insurge » contre « l'imagination macabre qui a donné naissance à Miss Havisham » et critique « la fantaisie sans mesure qui crée la maison de Wemmick ».

#### Le point paroxystique de l'être

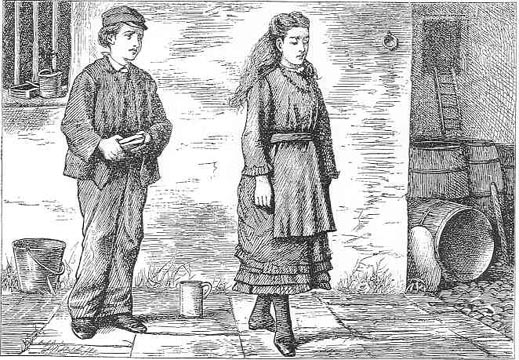
Chapitre 8, Estella et Pip à Satis House : « Elle me jeta un regard méprisant et me planta là », par F. A. Fraser.

Henri Suhamy ne se préoccupe pas de vraisemblance psychologique, ni ne porte de jugement de valeur. Son propos est de montrer que certains personnages, pas toujours secondaires, semblent être des entités irrationnelles qui, au contraire de leurs homologues balzaciens mus par les grandes aspirations humaines, l'ambition, le désir, le gain, sont comme « propulsés de l'intérieur » (self-impelled) par leur essence même : ainsi, le caractère acariâtre de Mrs Gargery est source inépuisable d'énergie, chaque parole, chaque acte manifestant sans relâche sa hargne grincheuse ; à l'opposé, Biddy trouve dans l'humilité et la résignation une source à jamais jaillissante. De plus, ces personnages restent soumis au schéma général du roman qui, sur le plan psychologique, concerne ce qu'il appelle « l'auto-aveuglement (self-deception). Tous ont donc quelque chose de Mrs Gargery, en cela que, nourrissant eux-mêmes leur propre passion, ils se poussent au point paroxystique de leur être.
D'où l'exaspération du tempérament, une mise en scène de soi rendant floue la limite entre la pose et la sincérité, que Sylvère Monod est enclin à considérer comme une « faiblesse », voire un « échec » du livre. Miss Havisham se rejoue sans cesse le drame de son abandon, mais en est-elle moins sincère ? Estella pose à la jeune fille sans affect et finit par se délecter de cette image artificielle : lorsqu'elle déclare à Pip qu'elle n'est pas libre, mais une marionnette (alors que c'est de son propre chef qu'elle épouse Bentley Drummle), elle se flatte plutôt que ne se rabaisse. En cela, elle ressemble à Jaggers, à Wemmick, paradant sur la scène de leur dureté, se jouant à eux-mêmes la comédie d'une surhumaine maîtrise de soi.
Au fond, ajoute Henri Suhamy, tous ces personnages vivent d'espoir, c'est-à-dire d'illusions rarement démenties : Miss Havisham compte sur Estella pour sa vengeance, sa famille, elle, attendant sa mort et son argent ; Estella aspire à régner sur les hommes par la seule force de son insensibilité ; Pip espère devenir le fils adoptif de Miss Havisham et s'unir à Estella ; Herbert, tel le Mr Micawber de David Copperfield, attend que quelque chose tombe du ciel ; Magwitch essaie de s'acheter un fils et demande, en contravention de la loi, à en profiter dans la paix de son pays natal.

#### Personnagesleitmotivset satellites

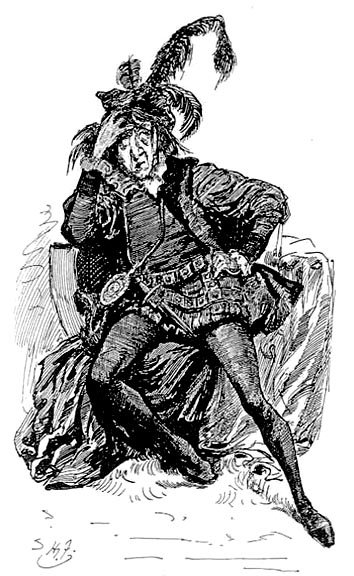
Mr Wopsle en Hamlet, par Harry Furniss.

Les personnages deviennent alors des thèmes en soi, presque des leitmotivs à la Wagner, dont les attitudes se répètent à chacune de leur apparition telle une phrase musicale signalant leur entrée. Pourquoi Jaggers se ronge-t-il constamment l'ongle du même doigt et s'enduit-t-il si longtemps les mains d'une lotion parfumée ? Pourquoi Orlick chaloupe-t-il sa grande carcasse voûtée ? Pourquoi Matthew Pocket se soulève-t-il par ses propres cheveux ? Vus par le narrateur, leur attitude est mécanique, comme celle d'un automate : dans le schéma général, le geste trahit l'inquiétude de l'homme inaccompli ou exaspéré, son espoir trahi, sa vie insatisfaite. Dans cet ensemble, chacun possède son satellite en orbite permanente : Wemmick est la copie conforme de Jaggers au bureau, mais s'est réservé à Walworth un jardin secret, son château avec une famille, en fait un modèle réduit qu'habitent un père sénile, une vieille gouvernante prude par défaut, et où se pratique la jubilation des goinfreries de tartines beurrées ; Wopsle joue le rôle d'un Pip au rabais, sorte de parvenu raté, mais avec son dérivatif, la scène pour laquelle il est auteur et surtout acteur ; Pumblechook se comporte en Joe supérieur, à la pesanteur solennelle, avec un discours moral toujours prêt, en fait une accumulation de formules mal comprises, assénées avec la grotesque grandiloquence d'un tribun de chambre. Chacun, pourtant, a ses grandes espérances à lui et, ironiquement, seuls les satellites réussissent à les exaucer, même dans la caricature et au rabais : Wemmick quitte chaque soir son bureau pour rejoindre son refuge, Wopsle finit par jouer Hamlet à Londres, et Pumblechook se rengorge d'être l'instrument des fortunes de Pip, puis le mentor de sa résurrection.

#### Une technique narrative tout en nuances
Pour que la rédemption de Pip soit crédible, écrit David Trotter, les mots de la première personne doivent sonner juste. La franchise, ajoute Christopher Ricks, suscite d'abord la sympathie en évitant l'excès, puis se valide par de bonnes actions, encore plus éloquentes que les dires. Exercice délicat pour Dickens que de faire savoir par un héros se racontant lui-même que c'est en secret que celui-ci a obtenu pour son ami Herbert un partenariat chez Clarriker, de Miss Havisham qu'elle voit enfin son cousin Matthew Pocket d'un bon œil, qu'il a refusé l'argent qu'elle lui a offert. À cette fin, la technique narrative se modifie subtilement jusqu'à ce que, lors de la descente périlleuse de la Tamise pour évacuer Magwitch au chapitre 54, la première personne cesse d'appartenir au héros, comme si un autre narrateur, Dickens sans doute, s'était emparé de la barre du récit : pour la première fois, écrit Christopher Ricks, le « je » quitte la pensée de Pip et se tourne vers les autres personnages, la focalisation, d'un coup, se faisant externe : à l'image des eaux noires que tourmentent la houle et les remous, il hoquette de l'angoisse étreignant l'univers tout entier, les passagers, les docks, le fleuve, la nuit.

### Un réalisme romantique et symbolique
D'après Paul Davis, tout en étant plus réaliste que son prédécesseur autobiographique, écrit alors que des romans comme le Adam Bede de George Eliot sont en vogue, Great Expectations est à bien des égards une œuvre poétique construite autour d'images symboliques récurrentes : la désolation des marais, le crépuscule, les chaînes de la maison, du passé, du souvenir douloureux, le feu, les mains qui manipulent et contrôlent, les étoiles distantes du désir, le fleuve reliant passé, présent et avenir.

#### La nostalgie du «je»
Domine cependant la nostalgie du « je » que Gareth Stewart illustre avec le « joli petit bout d'écriture » (pretty […] little piece of writing) qu'évoque Dickens dans sa lettre à Forster du 1er juillet 1861, soit la deuxième conclusion.
L'approche est lente à travers les ruines de Satis House, cheminement recréé par le souvenir (onze années ont passé), pure projection de la mémoire sur laquelle se superpose le négatif d'images d'un passé plus ancien :
| « Il n’y avait plus de maison, plus de brasserie, plus de bâtiments, si ce n’est le mur du vieux jardin. L’espace vide avait été entouré d’une grossière palissade, et, en regardant par-dessus, je vis que quelques branches du vieux lierre avaient repris racine, et poussaient tranquillement en couvrant de leur verdure de petits monceaux de ruines. Une porte de la palissade se trouvant entrouverte, je la poussai et j’entrai. Un brouillard froid et argenté avait voilé l’après-midi, et la lune ne s’était pas encore levée pour le disperser. Mais les étoiles brillaient au-dessus du brouillard et la lune allait paraître et la soirée n’était pas sombre. Je pouvais me retracer l’emplacement de chaque partie de la vieille maison, de la brasserie, des portes et des tonneaux. Je l’avais fait, et je regardais le long d’une allée du jardin dévasté, quand j’y aperçus une ombre solitaire. » | « There was no house now, no brewery, no building whatever left, but the wall of the old garden. The cleared space had been enclosed with a rough fence, and, looking over it, I saw that some of the old ivy had struck root anew, and was growing green on low quiet mounds of ruin. A gate in the fence standing ajar, I pushed it open, and went in. A cold silvery mist had veiled the afternoon, and the moon was not yet up to scatter it. But, the stars were shining beyond the mist, and the moon was coming, and the evening was not dark. I could trace out where every part of the old house had been, and where the brewery had been, and where the gate, and where the casks. I had done so, and was looking along the desolate gardenwalk, when I beheld a solitary figure in it. » |

L'emploi de la négation annihile les trois éléments de la réalité d'autrefois, et le mur restant du jardin, bien qualifié de « vieux » (old), rattache « ce qui reste » (whatever left) au présent restitué comme une pensée après coup. L'espace sur lequel se fait l'approche est vide (cleared), clos et évacué. Une syntaxe que Gareth Stewart appelle « relâchée et bi-directionnelle » (« loosened, bidirectional ») règle ensuite au plus juste le « passage » de Pip dans son propre passé, bien circonscrit : la proposition initiale apposée, sorte d'ablatif absolu (A gate in the fence standing ajar) appelant le fantôme de l'autrefois, porte restée entrouverte, comme celle que la mémoire a conservée, dont Pip est le seul dépositaire et le seul capable d'en franchir l'issue, pas enfin accompli en deux temps, l'ouverture comme effleurée (I pushed it open) et la proposition indépendante finale (and went in), élément stylistique rare chez Dickens, précise Gareth Stewart, que retarde encore la conjonction de coordination (and).
Tout au long de cette conclusion, syntaxe et style concourent à réunir dans des retrouvailles de désir le « je » et l'« entrouvert » (I et ajar), dévoilant peu à peu la nostalgie qui sourd chez le héros. S'ensuit la métaphore du dessin (trace out), sollicitée pour « tracer » l'estampe du souvenir, et conjointement, l'effacement de la syntaxe, limitée à la répétition du « plu-perfect », puis, sans lui, de where. Depuis si longtemps abandonnés, les derniers vestiges de la désolation, privés d'être par l'usage du prédicatif had been, resurgissent en un décalque mémoriel de reviviscence. Et l'approche s'éternise :
| « Cette ombre montra qu’elle m’avait vu, elle s’était avancée vers moi, mais elle resta immobile. En approchant, je vis que c’était l’ombre d’une femme. Quand j’approchai davantage encore, elle fut sur le point de s’éloigner, alors elle fit un mouvement de surprise, prononça mon nom, et je m’écriai : « Estelle ! » | « The figure showed itself aware of me, as I advanced. It had been moving towards me, but it stood still. As I drew nearer, I saw it to be the figure of a woman. As I drew nearer yet, it was about to turn away, when it stopped, and let me come up with it. Then, it faltered as if much surprised, and uttered my name, and I cried out: "Estella!". » |

Dans ce ténu tracé du passé, de l'absence, se montre soudain une silhouette qualifiée de « solitaire », adjectif dénué de connotation affective en anglais. Pas « se révèle », précise Gareth Stewart, simplement « se montre », et encore avec la double contention d'un adjectif et d'une construction réfléchie : « consciente de ma présence » (showed itself aware of me). La langue donne tout le temps à Pip de se réinventer un résiduel de désir avant que ne s'incarne le corps éroticisé de la femme ; le pronom personnel, it, sept fois rapproché, reste neutre, désignant une silhouette, cette ombre comme venue d'ailleurs, une quasi-apparition, pas encore la personne. Puis, ensemble, le « je » et le « it » se rapprochent, émergeant du désir enfoui, écrit Gareth Stewart, pour se fondre en une promesse renouvelée.
Alors seulement vient le finale :
| « Je pris sa main dans la mienne et nous nous rendîmes à la maison démolie ; et, comme les vapeurs du matin s’étaient levées depuis longtemps quand j’avais quitté la forge, de même les vapeurs du soir s’élevaient maintenant, et dans la vaste étendue de lumière tranquille qu’elles me laissaient voir, j’entrevis l’espérance de ne plus me séparer d’Estelle » | « I took her hand in mine, and we went out of the ruined place; and, as the morning mists had risen long ago when I first left the forge, so, the evening mists were rising now, and in all the broad expanse of tranquil light they showed to me, I saw no shadow of another parting from her. » |

Y prévaut le symbole récurrent des brumes,, se dissipant brièvement pour le héros (to me), juste assez pour le vaste pan de douce lumière (broad expanse of tranquil light) « me laissant voir » (showed to me). C'est la deuxième fois que Dickens use de ce verbe, avec lequel, explique Gareth Stewart, le lecteur s'attend à une découverte ou une prophétie, alors qu'il n'en est rien. Ce qui a été pris pour une phrase adverbiale (« In all the broad, etc. ») avec they comme sujet, se déplie comme un début de subordonnée attendant sa principale, nouveau délai pour un désir encore repoussé.
Dans la dernière portion de phrase, elle aussi allongée par la dilatation phonique de la diphtongue [əʊ] dans show et shadow, les brumes du soir ne montrent qu'une portion de cette lumière qu'elles s'évertuent à masquer, c'est de ce soudain rayonnement que le héros voit enfin (I saw) une nouvelle ombre, abstraite cette fois mais encore négative, une présence par défaut, qu'exprime la litote no shadow.
Dans cette « jolie » conclusion, conclut Gareth Stewart, Dickens joue à franger sans cesse « les liens que le héros s'efforce d'assembler » (« the very assurances it seems to bind »), véritable élégie tout en précision et en délicatesse.

#### Une «géographie de l'imagination» (Lord David Cecil)

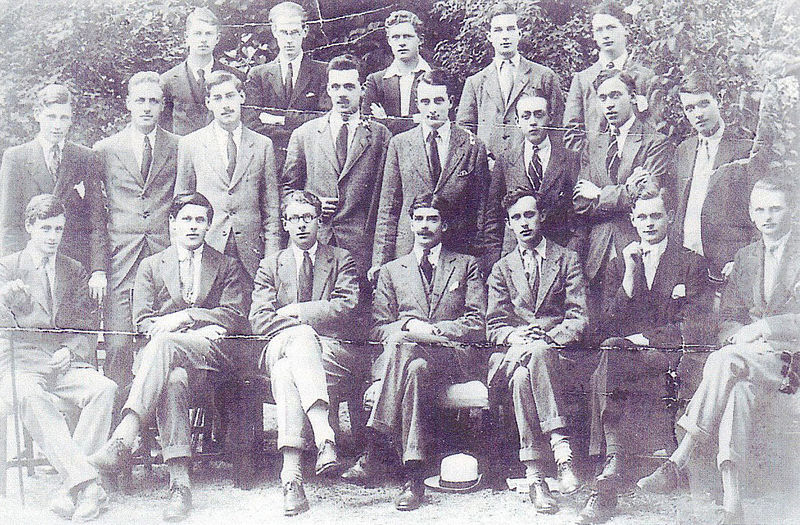
David Cecil à Oxford, 5e en partant de la gauche, rangée assise.

Lord David Cecil résume le réalisme dickensien par cette phrase : « Une rue de Londres décrite par Dickens ressemble beaucoup à une rue de Londres, mais encore plus à une rue de Dickens, car il a utilisé le monde réel pour créer son propre monde, pour ajouter un pays à la géographie de l'imagination » (« A street in London described by Dickens is very like a street in London, but it is still more like a street in Dickens, for Dickens has used the real world to create his own world, to add a country to the geography of the imagination ».
C'est là le point de vue de la critique traditionnelle, issue de Chesterton, puis de Humphry House, qui voit dans Great Expectations, outre sa satire sociale et morale, ou ses interrogations sur ce qu'est la civilisation, des éléments cueillis dans l'extraordinaire et le fantastique, un monde de prisons, de forçats, de chaînes, le gâteau de mariage où courent les araignées, les pendules arrêtées, les grands gaillards voûtés traînant les pieds, les fours à chaux, les lumières rougeoyant dans le brouillard, les vacillements, les frémissements, les vibrations de cloche. Le merveilleux surgit de la noirceur, de la grisaille, de façon grimaçante, le mal apparaissant partout, dans la lèpre des choses comme dans la corruption des cœurs, et surtout parce que gens, lieux et objets prennent valeur de signes, de symboles : les personnages se meuvent à travers le roman comme des emblèmes ; les paysages s'entourent d'un halo de signification.
Paradoxalement, renchérit Henri Suhamy, même lorsqu'il décrit les ruelles de Londres, noires et entortillées comme le rubans de fumée qui en souillent le murs, Dickens ne fait pas naître la laideur : sous sa plume, le laid devient cocasse, le tohu-bohu foisonnement de vie, les objets inanimés ont une âme. Imagination surtout visuelle et auditive, que complètent de rares notations olfactives : alors, les relents des billets de banque graisseux, l'odeur du parfum de Jaggers ressortent du texte avec une insistance accrue. Aux paysages du début estompés de brume, s'échappant sur l'infini, correspond la gracile sveltesse des silhouettes qui, avec le vaporeux des vêtements, fait ressembler les êtres humains à des oiseaux. « Cet idéalisme diffus, sans nier le corps totalement, le nacre de sentiment et l'affine de spiritualité. »
Ainsi, Satis House fait renaître de ses cendres le Castle of Despair du Pilgrims' Progress de John Bunyan ; le marais plat et désert avec sa potence et ses tombes, le fleuve aux eaux noires comme celles du Styx, la mer immense et inaccessible, avec ses carcasses de bateaux et ses épaves, la ville labyrinthique, tout cela représente, plus qu'il ne les évoque, la mort, le désert de la vie, l'éternité, mais aussi l'espérance et la foi en l'avenir.
Alors, le monde apparaît comme un autre atlas où les mouvements des astres, des flots, des lumières, la nuit, le brouillard, la pluie ou la tempête isolent les demeures, masquent les itinéraires, traquent les êtres, les attendent comme le destin. Dans cet univers, les hommes se rencontrent mais ne s'unissent pas, se touchent pour se repousser, se joignent pour se combattre ; univers en soi où êtres et choses trouvent une place qui n'est pas forcément celle qui leur serait assignée dans la réalité, avec ses lois propres, dénué d'hérédité par exemple, sans grande influence du milieu, avec des marées erratiques et une loi des probabilités bafouant la mathématique. Alors, l'étrange devient le normal et le fantastique simplement l'inhabituel : c'est là un univers poétique.
Aussi, comme l'écrit Virginia Woolf dès 1925, à propos de David Copperfield toutefois, jugement que l'auteur du cours offert par The Open University commente en disant que le génie de Dickens se mérite : « L'extraordinaire puissance de Dickens a un effet étrange. Elle fait de nous des créateurs, pas seulement des lecteurs et des spectateurs » (« Dickens's extraordinary powers have a strange effect. They make creators of us, and not merely readers and spectators »).

#### Une prose poétique

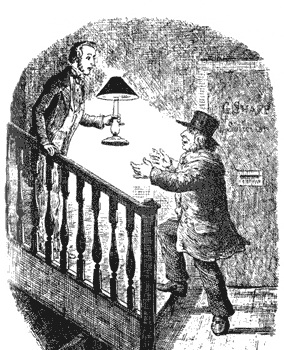
Magwitch se fait connaître de Pip, vers 1890 (artiste inconnu).

À son commentaire précédent, Lord David Cecil ajoute : « […] une imagination aussi intense que celle de Dickens ne peut que générer de la poésie. C'est une sorte de poésie élizabéthaine, non pas les Élizabéthains en leur veine tragique ou lyrique : la poésie de Dickens va de pair avec le reste de son génie, elle est fantastique, […] avec les reparties, les excentricités, à la fois comiques, macabres et belles, que la fantaisie de Webster, Tourneur et Ford a fait jouer avec le drame de la vie et de la mort » (« […] such an intense imagination as that of Dickens cannot fail to generate it [poetry]. It is an Elizabethan sort of poetry – not indeed, like the Elizabethans in their tragic or lyrical moods: Dickens's poetry is of a piece with the rest of his genius, fantastic. […] ; the quips and cranks, part comic, part macabre, part beautiful, with which Webster and Tourneur and Ford have left their fancies play round the drama of life and death ».
Lord David Cecil ne tient pas compte ici du côté romantique de la création dickensienne ; pourtant, il existe un lyrisme dans ces romans et singulièrement dans Great Expectations, d'autant qu'il s'agit d'une forme autobiographique laissant une place à l'effusion personnelle. Ainsi, cet amour privilégié, cultivé, inexpliqué et inexplicable, que Pip exprime pour Estella. Une autre manifestation du lyrisme est la forme « chant » de morceaux de prose rythmée et cadencée selon des schémas prosodiques souvent iambiques, avec des répétitions lancinantes et une incantation parfois décriée comme relevant du maniérisme. Sylvère Monod a montré qu'il s'agit plutôt d'une manière d'écrire, un hommage de l'artiste offert aux forces élémentaires de la vie et du cosmos. Ces passages psalmodient plus qu'ils ne décrivent ; parfois, la vision s'y élargit et les personnages grandissent en stature comme des héros d'épopée.
Ainsi la tempête précédant l'arrivée du forçat au chapitre 39, reprenant le style de la première page de Bleak House,,, où, écrit Henri Suhamy, Dickens fait entendre une véritable dissonance musicale annonçant une déchirure :  « […] tempêtueux et humide, tempêtueux et humide, et la boue, la boue, la boue, épaisse dans toutes les rues » (« […] stormy and wet, stormy and wet; and mud, mud, mud, deep in all the streets »). Cet envahissement de la ville par les éléments, et de la phrase par l'accumulation des mêmes mots : boue, tempête, humidité, est plus qu'un exercice de style, c'est l'irruption, ici celle d'un étranger en marge, qui, bouleversant le cosmos et les vies, se trouve provisoirement maître du destin. Rien d'étonnant, alors, que le récit de Magwitch s'offre, dès les premières lignes du chapitre 42, un incipit à la Virgile (rappelant le début de l’Énéide « Arma virumque cano ») que suit un récit au souffle épique : « [...] je ne vais pas aller par quatre chemins pour vous dire ma vie, comme une chanson ou un livre d’histoire » (« I am not a-going fur to tell you my life, like a song or a story-book »), litote aussitôt démentie par ce qui suit avec ses répétitions : « In jail and out of jail, in jail and out of jail, in jail and out of jail », « I've been » son rythme ternaire : « Tramping, begging, thieving », le nom « Compeyson » repris comme une cellule musicale grinçante dans chaque paragraphe, puis chaque phrase, composant presque à lui seul le reste du discours, enfin la litanie des « He had » suivis d'un participe passé, etc..
Paradoxalement, la poésie de Great Expectations surgit surtout du naturalisme de son auteur. Pour reprendre Mikel Dufrenne, « il y a de monde seulement pour qui découvre et découpe dans le réel une signification ». L'image du monde de Dickens est à celle de sa personnalité : du réel, il ne retient que ce qui l'émeut, son réalisme restant au service de son humanité. La poésie de son univers est celle de son moi qui se projette dans les choses et les êtres, et qu'ils réfléchissent ; et naît la féerie parce que l'auteur a rendez-vous avec son être, même l'exagération, le fantastique prenant valeur de révélation.

## Adaptations
(liste non exhaustive)

### Au cinéma
La liste est longue des adaptations du roman réalisées pour le cinéma ou la télévision. Du début du XXe siècle jusqu'à aujourd'hui (2012), les films et téléfilms se succèdent, soit qu'ils reprennent l'intégralité du roman, soit qu'ils en privilégient un aspect ou un personnage particulièrement marquant, en général le héros Pip, ou Miss Havisham, ou encore le forçat Magwitch.
Parmi les films muets, se détachent deux américains et deux danois : pour les premiers, The Boy and the Convict, court métrage de David Aylott réalisé en 1909, puis Great Expectations de Robert G. Vignola et Paul West produit par Paramount en 1917 ; pour les seconds, Great Expectations, de Laurids Skands, datant de 1921, puis Store forventninger, de A. W. Sandberg, sorti en 1922.
Le cinéma parlant n'est pas en reste tant en Europe, essentiellement au Royaume-Uni, qu'aux États-Unis : cinq films remarqués, dont un suisse, se sont ainsi succédé depuis le début des années trente : Great Expectations (1934), film américain produit par Universal, adapté par Gladys Unger et mis en scène par Stuart Walker ; Great Expectations (1946), film britannique de David Lean pour Cineguild, avec John Mills en Pip, Bernard Miles en Joe Gargery, Martita Hunt en Miss Havisham, Jean Simmons en Estella, Francis L. Sullivan en Jaggers, Alec Guinness en Herbert Pocket et Finlay Currie en Magwitch ; Great Expectations (1971), film du réalisateur suisse Leonhard Gmür ; Great Expectations, film américain d'Alfonso Cuarón (1998), adaptation libre et modernisée du roman de Dickens, avec Gwyneth Paltrow et Ethan Hawke ; Great Expectations (2012), film britannique réalisé par Mike Newell, avec Ralph Fiennes et Helena Bonham Carter.

### À la télévision
Great Expectations fait régulièrement l'objet d'adaptations télévisuelles, surtout par la BBC et la NBC, et en France par l'ORTF.
Ainsi, dans les années cinquante et soixante se sont succédé trois séries : l'une en 1954, produite par la NBC avec Roddy McDowall en Pip ; une autre en 1959 par la BBC en treize épisodes ; la troisième, toujours par la BBC, en 1967, réalisée en dix épisodes par Hugh Leonard.
En France, en 1968, l'ORTF propose un téléfilm réalisé par Marcel Cravenne qui est diffusé le 25 décembre 1968 sur la 1re Chaîne, avec Madeleine Renaud (Miss Havisham), Charles Vanel (Magwitch), Stéphane Di Napoli (Pip enfant), Pascale Christophe (Estella enfant), Jean-Roger Caussimon (Jaggers), Paul Le Person (Joe Gargery), Jean-Claude Dauphin (Pip adulte), Marika Green (Estella adulte) et Michel Robin.
La décennie suivante est moins féconde : seul émerge, en 1974, un téléfilm américain produit par NBC et réalisé par Joseph Hardy, avec Michael York en Pip et James Mason en Magwitch.
En revanche, le roman connaît un regain de popularité télévisuelle dans les années 1980. Ainsi se succèdent : en 1981, un téléfilm de la BBC réalisé par Julian Amyes avec Derek Francis ; en 1981, une série télévisuelle, elle aussi de la BBC, de James Andew Hall en douze épisodes ; en 1986, un téléfilm australien intitulé Great Expectations, The Untold Story : Abel Magwitch, réalisé par Tim Burstall, avec notamment John Stanton ; enfin, en 1989, la série anglo-américaine de Kevin Connor avec Jean Simmons (Miss Havisham) et Anthony Hopkins (Magwitch).
Comme dans les années soixante-dix, le roman semble délaissé au cours de la décennie suivante, mise à part la parution en 1999 d'un téléfilm de la BBC réalisé par Julian Jarrold, avec Charlotte Rampling (Miss Havisham) et Ioan Gruffudd (Pip).
En 2000, paraît sous le titre Pip, une adaptation très libre insérée dans un épisode de la série South Park que raconte Malcolm McDowell.
En 2011, la BBC produit une mini-série en trois parties, sur un scénario de Sarah Phelps et dans une réalisation de Brian Kirk, avec Ray Winstone (Magwitch), Gillian Anderson (Miss Havisham) et Douglas Booth (Pip). Figurent également dans la distribution Vanessa Kirby (Estella) et David Suchet (Jaggers),,.
À Noël 2015, paraît une nouvelle série, Dickensian, regroupant divers personnages de différentes œuvres de Charles Dickens et mélangeant leurs aventures. Ici, on retrouve Miss Havisham dans sa jeunesse (interprétée par Tuppence Middleton), son frère (qui n'est qu'évoqué dans le roman et est ici joué par Joseph Quinn) ainsi que Jaggers (John Heffernan), alors que Compeyson (Tom Weston-Jones) s'immisce dans leur vie dans le but de séduire Miss Havisham.
En 2023, la B.B.C., en coproduction avec FX, produit une nouvelle adaptation en six parties, avec notamment Olivia Colman dans le rôle de Miss Havisham.

### Théâtre et musique
Bien que plusieurs adaptations pour le théâtre aient été produites aux États-Unis pendant les années 1860 où, en particulier, l'actrice Adah Issacs Menken (1835-1868) connaît une certaine célébrité en interprétant sa propre adaptation, la première mise en scène de Great Expectations au Royaume-Uni, due à W. S. Gilbert et destinée au Court Theatre de Londres, date de 1871, avec une actrice dans le rôle de Pip. Parmi les différentes mises en scène se signalent celle d'Alec Guinness dans le rôle de Herbert Pocket en 1939 et celle de Barbara Field en 1983. Un opéra adapté de l'histoire, dû à Dominick Argento pour la musique et John Olon-Scrymgeour pour le texte, a été joué en 1979 sous le titre de Le Feu de Miss Havisham (Miss Havisham's Fire). Great Expectations a aussi fait l'objet d'une comédie musicale au théâtre du West End à Londres, sur une musique de Cyril Ornadel, avec John Mills.

### Arts et littérature
Les Grandes Espérances occupent une place centrale dans Mister Pip, roman de l'écrivain néo-zélandais Lloyd Jones (Michel Lafon, 2008). Le thème principal est le suivant : sur l'île Bougainville, dans les années 1990, une communauté de pêcheurs découvre l'existence de « Mr Dickens » et de son livre, Les Grandes Espérances, pendant que les rebelles affrontent les troupes gouvernementales au cours de la guerre civile. À travers les aventures de Pip, auquel elle s'identifie, la jeune narratrice trouve un sens aux drames qui s'abattent sur le village. Finaliste du Booker Prize 2007, considéré comme un chef-d'œuvre par la romancière canadienne Nancy Huston, ce roman a remporté le Commonwealth Writers' Overall Prize de 2007.
Dans ses romans Délivrez-moi ! (2002) et Le Puits des Histoires Perdues (2003) de la série Thursday Next, l'écrivain britannique Jasper Fforde fait intervenir les personnages des Grandes Espérances à l'intérieur de l'intrigue. D'ailleurs, Miss Havisham devient vite une des protagonistes principales de la série, l'un des principaux agents de Jurifiction, l'organisation chargée de la police dans le Monde des Livres et l'on décrit ses capacités comme très avancées. Elle est chargée de former Thursday et une de leurs premières tâches commune consiste à déjouer tout un réseau d'intrigues dans Les Grandes Espérances. Nulle part dans le roman de Dickens on n'explique comment Magwitch, malgré ses lourdes chaînes, a réussi à s'échapper et à gagner la terre ferme depuis le bateau-prison où il était enfermé. Elle reste la même que dans le roman originel, à la différence près qu'elle devient une grande pratiquante de courses automobiles et amatrice de bolides.
Le personnage de Bip, créé par le mime Marceau et présent « en paroles » dans son livre L'Histoire de Bip, s'inspire en partie du Pip des Grandes Espérances, notamment en raison de son caractère naïf et quelque peu donquichottesque.
En 2015, les éditions Manga Classics, éditeur anglophone de mangas adaptant les classiques de la littérature, publient Great Expectations en un manga grand format de 308 pages.

## Éditions en français
- (fr) Feuilleton du journal Le Temps du 20 février 1862 au 31 mai 1862 (traduction de Charles-Bernard Derosne).
- Charles Dickens (trad. Charles-Bernard Derosne), Les Grandes Espérances, Paris, Librairie Hachette, 1864[1].
- Charles Dickens (trad. Charles Bernard-Derosne), Les Grandes Espérances, Paris, Librairie Hachette, 1896, 2 volumes, 363 et 361 p.
- Charles Dickens (trad. Lucien Guitard, Pierre Leyris, André Parreaux, Madeleine Rossel (publié avec Souvenirs intimes de David Copperfield), De Grandes espérances, Paris, Gallimard, coll. « La Pléiade », 1954, 1568 p. (ISBN 978-2-070-10167-2).
- (fr)   Charles Dickens (trad. Sylvère Monod), Les Grandes Espérances, Paris, Edition Gallimard, Collection Folio, 1994.
- (fr)   Charles Dickens (trad. Jean-Pierre Naugrette), De Grandes espérances, Paris, Librairie générale de France, livre de poche, 1998.
- Charles Dickens (trad. Jean-Jacques Greif), De Grandes Espérances, Auch, Éditions Tristram, 2022, 628 p. (ISBN 978-2-36719-090-7)

#### Texte
- (en) Charles Dickens, Great Expectations, Ware, Herfordshire, Wordsworth Classics, 1993, 412 p. (ISBN 1-853-26004-5), introduction ni signée ni paginée.
- (en) Charles Dickens, Great Expectations, Oxford, Clarendon Press, 1993, 584 p. (ISBN 978-0-198-18591-8), introduction et notes par Margaret Cardwell.
- (en) Charles Dickens, Great Expectations, Londres, Penguin Classics, 1996, xxviii et 514 (ISBN 0-141-43956-4), introduction par David Trotter, notes par Charlotte Mitchell.

#### Adaptation en français
- Charles Dickens, De Grandes Espérances (adaptation : Marie-Aude Murail - illustration : Philippe Dumas) / Charles Dickens, Marie-Aude Murail et Philippe Dumas, De grandes espérances, Paris, L'école des loisirs, 2012, 528 p. (ISBN 9782211208260).

#### Ouvrages généraux
- (en) Michael Stapleton, The Cambridge Guide to English Literature, Londres, Hamlyn, 1983, 993 p. (ISBN 0-600-33173-3).
- (en) Margaret Drabble, The Oxford Companion to English literature, Londres, Guild Publishing, 1985, 1155 p.
- (en) Andrew Sanders, The Oxford History of English Literature (Revised Edition), Oxford, Oxford University Press, 1996 (ISBN 0-198-71156-5).
- (en) Paul Schlicke, Oxford Reader’s Companion to Dickens, New York, Oxford University Press, 1999, 675 p.
- (en) Paul Davis, Charles Dickens from A to Z, New York, Checkmark Books, 1999, 432 p. (ISBN 0-816-04087-7).
- (en) John O. Jordan, The Cambridge companion to Charles Dickens, New York, Cambridge University Press, 2001.
- (en) David Paroissien, A Companion to Charles Dickens, Chichester, Wiley Blackwell, 2011, 515 p. (ISBN 978-0-470-65794-2).
- (en) Robin Gilmour, The Idea of the Gentleman in the Victorian Novel, Sydney, Allen & Unwin, 1981, 190 p. (ISBN 0-048-00005-1, EAN 978-0-048-00005-7).
- (en) Paul Davis, Critical Companion to Charles Dickens, A Literary Reference to His Life and Work, New York, Facts on File, Inc., 2007, 689 p. (ISBN 0-816-06407-5).

#### Ouvrages spécifiques

##### Sur la vie et l'œuvre deCharles Dickens
- (en) John Forster, The Life of Charles Dickens, Londres, J. M. Dent & Sons, 1872-1874, édité par J. W. T. Ley, 1928.
- (en) John Forster, Life of Charles Dickens, Londres, Everyman's Library, 1976, 486 p. (ISBN 0-460-00782-3, EAN 978-0460007825).
- (en) Hippolyte Taine (trad. H. Van Laun), History of English Literature, New York, 1879, traduction du français.
- (en) G. K. Chesterton, Charles Dickens, Londres, Methuen and Co., Ltd., 1906.
- (en) G. K. Chesterton, Appreciations and Criticisms of the Works of Charles Dicken, Londres, J. M. Dent, 1911.
- (en) S. J. Adair Fitz-Gerald, Dickens and the Drama, Londres, Chapman & Hall, Ltd., 1910.
- (en) Gilbert Keith Chesterton, Apprecations and Criticisms of the Works of Charles Dickens, Londres, 1911.
- (en) George Gissing, The Immortal Dickens, Londres, Cecil Palmer, 1925.
- (en) Humphry House, The Dickens World, Londres, Oxford University Press, 1941, 232 p.
- (en) Una Pope Hennessy, Charles Dickens, Londres, The Reprint Society, 1947, 496 p., d'abord publié en 1945.
- (en) Hesketh Pearson, Dickens, Londres, Methuen, 1949.
- (en) Jack Lindsay, Charles Dickens, A Biographical and Critical Study, New York, Philosophical Library, 1950, 459 p.
- (en) Barbara Hardy, Dickens and the Twentieth Century. The Heart of Charles Dickens, New York, Edgar Johnson, 1952.
- (en) Edgar Johnson, Charles Dickens: His Tragedy and Triumph. 2 vols, New York, Simon and Schuster, 1952, 1158 p.
- (fr + en) Sylvère Monod, Dickens romancier, Paris, Hachette, 1953, 520 p.
- (en) John Hillis-Miller, Charles Dickens, The World of His Novels, Harvard, Harvard University Press, 1958, 366 p. (ISBN 978-0-674-11000-7).
- (en) E. A. Horsman, Dickens and the Structure of Novel, Dunedin, N.Z., 1959.
- (en) R. C. Churchill, Charles Dickens, From Dickens to Hardy, Baltimore, Md., Boris Ford, 1964.
- (en) Earle Davis, The Flint and the Flame: The Artistry of Charles Dickens, Missouri-Columbia, University of Missouri Press, 1963.
- (en) Steven Marcus, Dickens: From Pickwick to Dombey, New York, 1965.
- (en) K. J. Fielding, Charles Dickens, A Critical Introduction, Londres, Longman, 1966.
- (en) Christopher Hibbert, The Making of Charles Dickens, Londres, Longmans Green & Co., Ltd., 1967.
- (en) Harry Stone, Charles Dickens's Uncollected Writings from Household Words 1850-1859, vol. 1 et 2, Indiana, Indiana University Press, 1968, 716 p. (ISBN 0-713-90120-9, EAN 978-0-713-90120-7).
- (en) F. R. Leavis et Q. D. Leavis, Dickens the Novelist, Londres, Chatto & Windus, 1970, 371 p. (ISBN 0-701-11644-7).
- (en) A. E. Dyson, The Inimitable Dickens, Londres, Macmillan, 1970, 304 p. (ISBN 0-333-06328-7).
- (en) Angus Wilson, The World of Charles Dickens, Harmondsworth, Penguin Books, 1972, 312 p. (ISBN 0-140-03488-9, EAN 978-0-140-03488-2).
- (en) Philip Collins, Charles Dickens: The Public Readings, Oxford, Clarendon Press, 1975, 486 p.
- (en) Robert L. Patten, Charles Dickens and His Publishers, Oxford, Oxford University Press, 1978, 518 p. (ISBN 0198120761, EAN 978-0198120766).
- (en) Virginia Woolf et Andrew McNeillie, The Essays of Virginia Woolf: 1925–1928, Londres, Hogarth Press, 1986 (ISBN 978-0-7012-0669-7).
- (en) Harry Stone, Dickens and the Invisible World, Fairy Tales, Fantasy and Novel-Making, Bloomington et Londres, Indiana University. Press, 1979, xii + 370
- (en) Michael Slater, Dickens and Women, Londres, J. M. Dent & Sons, Ltd., 1983 (ISBN 0-460-04248-3).
- (en) Fred Kaplan, Dickens, A Biography, William Morrow & Co, 1988, 607 p. (ISBN 9780688043414).
- (en) Norman Page, A Dickens Chronology, Boston, G.K. Hall and Co., 1988.
- (en) Peter Ackroyd, Charles Dickens, Londres, Stock, 1993, 12347 p. (ISBN 978-0099437093).
- (en) Philip Collins, Charles Dickens, The Critical Heritage, Londres, Routletge, 1996, 664 p.
- Marie-Aude Murail, Charles Dickens, Paris, L'école des loisirs, 2005, 164 p. (ISBN 9782211082594).

##### SurLes Grandes Espérances
- (en) Richard Lettis et William Morris (éd.), Assessing Great Expectations, San Francisco, Chandler, 1960, textes de Forster, Whipple, Chesterton, Leacock, Baker, House, Johnson, van Ghent, Stange, Hagan, Connolly, Engel, Hillis Miller, Moynahan, Van de Kieft, Hardy, Lindberg, Partlow.
- (en) Julian Moynahan, Essays in Criticism, Oxford, Oxford University Press, 1960, 60-79 p., chap. 10, 1 (« The Hero's Guilt, The Case of Great Expectations »).
- (en) Henri Suhamy, Great Expectations, cours d'Agrégation, Vanves, Centre de Télé-Enseignement, 1971, 25 p.
- (en) Edgar Rosenberg, Dickens Studies Annual, 2, 1972, « A Preface to Great Expectations: The Pale Usher Dusts His Lexicon ».
- (en) Edgar Rosenberg, Dickens Studies Annual, 9, 1981, « Last Words on Great Expectations: A Textual Brief ln the Six Endings ».
- (en) Dickens Studies Annual 13, 1984, « Dickens and the Uncanny: Repression and Displacement in Great Expectations », p. 119.
- (en) George J. Worth, Great Expectations: An Annotated Bibliography, New York, Garland, 1986.
- (en) Anny Sadrin, Great Expectations, Unwin Hyman, 1988, 208 p. (ISBN 0048000515, EAN 978-0048000514).
- (en) Michael Cordell (éd.), Critial Essays on Great Expectations, Boston, G. K. Hall, 1990, 34 et 24 p.
- (en) Michael Cotsell (éd.), Critical Essays on Charles Dickens's Great Expectations, Boston, G.K.Hall, 1990, textes de Chesterton, Brooks, Garis, Gissing  et al.
- (en) Elliot L. Gilbert, Critical Essays, 1993, « In Primal Sympaphy : Great Expectations and the Secret Life », p. 146-167.
- (en) Roger D. Sell (éd.), Great Expectations : Charles Dickens, Londres, Macmillan, 1994, textes de Brooks, Connor, Frost, Gilmour, Sadrin et al.
- (en) William A. Cohen, ELH (English Literary History), 60, Baltimore, Johns Hopkins University, 1993, « Manual Conduct in Great Expectations » p. 217-259.
- (en) Victorian Studies 37, 1993, « Great Expectations and The Climacteric Economy » p. 73-98.
- (en) Nicholas Tredell, Charles Dickens: Great Expectations, Cambridge, Icon Books, 1998 (distribution Penguin).
- (en + fr) René Belletto, Les Grandes Espérances de Charles Dickens, Paris, P.O.L, 1994

#### Éditions en ligne
- Great Expectations sur Internet Archive.
- Great Expectations, disponible sur le site du projet Gutenberg.
- Great Expectations – HTML version consultable.
- Great Expectations –  HTML version facile à lire.
- Great Expectations – PDF du roman entier, tel qu'il paraît dans All the Year Round.

#### Divers
- Manuscript original (conservé au Wisbech & Fenland Museum, Wisbech).
- Le Londres de Great Expectations (David Parker).
- Carte du Londres de Dickens.
- Great Expectations (Bibliographie).